# Матч за звание чемпиона мира по шахматам 2021
Матч за звание чемпиона мира по шахматам 2021 между действующим чемпионом мира Магнусом Карлсеном и победителем турнира претендентов 2020/2021 Яном Непомнящим проходил в Дубае под эгидой ФИДЕ с 24 ноября по 16 декабря 2021 года. Матч был запланирован на вторую половину 2020 года, но был перенесён на год в связи с пандемией коронавируса.
Для Магнуса Карлсена данный матч был 5-м в борьбе за чемпионский титул (4 предыдущих матча состоялись в 2013, 2014, 2016, 2018 годах), тогда как Ян Непомнящий участвовал в матче за чемпионство впервые.
Ничейная серия из 12 партий в матче 2018 года стала одной из причин для решения ФИДЕ продлить матч 2021 года до 14 игр. 10 декабря, после 11-й партии, матч закончился досрочно победой чемпиона Магнуса Карлсена со счётом 7½ — 3½.

## Турнир претендентов
В турнир претендентов отобралось восемь участников:
| Участник                                                | Способ отбора в турнир претендентов                          |
| ------------------------------------------------------- | ------------------------------------------------------------ |
| Фабиано Каруана                                         | Участник матча за звание чемпиона мира по шахматам 2018      |
| Теймур Раджабов Дин Лижэнь                              | Финалисты Кубка мира по шахматам 2019                        |
| Ван Хао                                                 | Победитель «Большой швейцарки» 2019                          |
| Александр Грищук (победитель) Ян Непомнящий (2-е место) | Первые два места в общем зачёте Гран-при ФИДЕ 2019           |
| Аниш Гири                                               | Наивысший усреднённый рейтинг (февраль 2019 — январь 2020)   |
| Кирилл Алексеенко                                       | Выбор организаторов соревнования (уайлд-кард)                |
| Максим Вашье-Лаграв                                     | Заменил отказавшегося от участия в турнире Теймура Раджабова |

| № | Участник            | Рейтинг | 1 | 1 | 2 | 2 | 3 | 3 | 4 | 4 | 5 | 5 | 6 | 6 | 7 | 7 | 8 | 8 |  | + | =  | − | Очки | Место |
| - | ------------------- | ------- | - | - | - | - | - | - | - | - | - | - | - | - | - | - | - | - |  | - | -- | - | ---- | ----- |
| 1 | Максим Вашье-Лаграв | 2767    |   |   | 1 | ½ | ½ | ½ | ½ | 0 | ½ | 1 | 1 | ½ | ½ | 1 | ½ | 0 |  | 4 | 8  | 2 | 8    | 2     |
| 2 | Дин Лижэнь          | 2805    | 0 | ½ |   |   | ½ | 0 | ½ | 1 | ½ | 1 | 0 | 1 | 0 | ½ | 1 | ½ |  | 4 | 6  | 4 | 7    | 5     |
| 3 | Аниш Гири           | 2763    | ½ | ½ | ½ | 1 |   |   | ½ | 0 | 1 | 0 | 0 | ½ | ½ | 1 | ½ | 1 |  | 4 | 7  | 3 | 7½   | 3     |
| 4 | Александр Грищук    | 2777    | ½ | 1 | ½ | 0 | ½ | 1 |   |   | ½ | 0 | ½ | ½ | ½ | ½ | ½ | ½ |  | 2 | 10 | 2 | 7    | 6     |
| 5 | Кирилл Алексеенко   | 2698    | ½ | 0 | ½ | 0 | 0 | 1 | ½ | 1 |   |   | ½ | 0 | ½ | ½ | 0 | ½ |  | 2 | 7  | 5 | 5½   | 7     |
| 6 | Ян Непомнящий       | 2774    | 0 | ½ | 1 | 0 | 1 | ½ | ½ | ½ | ½ | 1 |   |   | 1 | 1 | ½ | ½ |  | 5 | 7  | 2 | 8½   | 1     |
| 7 | Ван Хао             | 2762    | ½ | 0 | 1 | ½ | ½ | 0 | ½ | ½ | ½ | ½ | 0 | 0 |   |   | ½ | 0 |  | 1 | 8  | 5 | 5    | 8     |
| 8 | Фабиано Каруана     | 2842    | ½ | 1 | 0 | ½ | ½ | 0 | ½ | ½ | 1 | ½ | ½ | ½ | ½ | 1 |   |   |  | 3 | 9  | 2 | 7½   | 4     |

Примечание: цвет ячейки таблицы означает цвет фигур участника в конкретной партии:
     — белые,
     — чёрные.

## Матч

### Организация
Права на организацию матча принадлежат коммерческому партнёру ФИДЕ World Chess.
29 июня 2020 года матч был официально перенесён на 2021 год в связи с пандемией коронавируса.
Призовой фонд составил 2 миллиона евро. Победитель получил 60 %, проигравший — 40 % (в случае победы на тай-брейке победитель получил бы 55 %, а проигравший — 45 %).

### Место проведения
Первоначально заявки должны были быть представлены World Chess не позднее 1 марта 2019 года, а проверка на предлагаемых площадках должна была состояться в период с 1 июля по 15 августа 2019 года.
В проведении матча были заинтересованы Монако и Вена. Ставангер подал заявку в марте 2019 года, но отозвал её в июне после того, как об этом попросил Магнус Карлсен, заявивший, что будет испытывать слишком большое давление, если матч пройдёт в Норвегии. В ноябре 2019 года президент ФИДЕ Аркадий Дворкович объявил, что ФИДЕ получила заявки на проведение матча от Дубая (ОАЭ) и Аргентины. В феврале 2020 года Дворкович заявил, что матч, вероятнее всего, состоится в Дубае.
В январе 2021 года ФИДЕ объявила о проведении матча в Дубае с 24 ноября по 16 декабря 2021 года в рамках Всемирной выставки.

### Санкции против России
Из-за санкций Всемирного антидопингового агентства (WADA) против России ФИДЕ подтвердила, что Непомнящий не будет выступать под российским флагом. Вместо этого он сыграет под флагом ФШР. Санкции применяются только к матчу, но не к другим мероприятиям ФИДЕ (таким, как турнир претендентов). Спортивный арбитражный суд оставил в силе запрет на участие России в чемпионатах мира.

### Трансляции матча
| Страна | Телеканал    | Комментаторы                 |
| ------ | ------------ | ---------------------------- |
| Россия | Матч! Страна | Сергей Шипов, Дина Беленькая |

### Расписание
Время начало всех событий — местное (UTC+4, соответствует времени МСК+1).
- 24 ноября. 20:00. Церемония открытия
- 25 ноября. День прессы
- 26 ноября. 16:30. 1-я партия
- 27 ноября. 16:30. 2-я партия
- 28 ноября. 16:30. 3-я партия
- 29 ноября. Выходной
- 30 ноября. 16:30. 4-я партия
- 1 декабря. 16:30. 5-я партия
- 2 декабря. Выходной
- 3 декабря. 16:30. 6-я партия
- 4 декабря. 16:30. 7-я партия
- 5 декабря. 16:30. 8-я партия
- 6 декабря. Выходной
- 7 декабря. 16:30. 9-я партия
- 8 декабря. 16:30. 10-я партия
- 9 декабря. Выходной
- 10 декабря. 16:30. 11-я партия
- 11 декабря. 16:30. 12-я партия
- 12 декабря. 16:30. 13-я партия
- 13 декабря. Выходной
- 14 декабря. 16:30. 14-я партия
- 15 декабря. 16:30. Церемония закрытия или тай-брейк
- 16 декабря. 20:00. Церемония закрытия в случае тай-брейка

### Турнирная таблица
|                  | 1   | 2   | 3   | 4   | 5   | 6   | 7   | 8   | 9   | 10  | 11  | 12 | 13 | 14 | Итог |
| Ян Непомнящий    | ½   | ½   | ½   | ½   | ½   | 0   | ½   | 0   | 0   | ½   | 0   | -  | -  | -  | 3½   |
| Магнус Карлсен   | ½   | ½   | ½   | ½   | ½   | 1   | ½   | 1   | 1   | ½   | 1   | -  | -  | -  | 7½   |
| ECO              | C88 | E05 | C88 | C42 | C88 | D02 | C88 | C43 | A13 | C42 | C54 |    |    |    |      |
| Количество ходов | 45  | 58  | 41  | 33  | 43  | 136 | 41  | 46  | 39  | 41  | 49  |    |    |    |      |

## Партии

#### Партия 1: Непомнящий — Карлсен, ½–½
|   | a | b | c | d | e | f | g | h |   |
| - | --- | --- | --- | --- | --- | --- | --- | --- | - |
| 8 | d8 чёрная ладья · f8 чёрный король · h7 чёрная пешка · a6 чёрная пешка · c6 чёрная ладья · e6 чёрный конь · g6 чёрная пешка · c5 чёрная пешка · f5 чёрная пешка · b4 чёрная пешка · b3 белая пешка · c3 белая пешка · d3 белая пешка · e3 белая ладья · f3 белая пешка · h3 белая пешка · b2 белая пешка · f2 белая пешка · g2 белый конь · a1 белая ладья · f1 белый король | d8 чёрная ладья · f8 чёрный король · h7 чёрная пешка · a6 чёрная пешка · c6 чёрная ладья · e6 чёрный конь · g6 чёрная пешка · c5 чёрная пешка · f5 чёрная пешка · b4 чёрная пешка · b3 белая пешка · c3 белая пешка · d3 белая пешка · e3 белая ладья · f3 белая пешка · h3 белая пешка · b2 белая пешка · f2 белая пешка · g2 белый конь · a1 белая ладья · f1 белый король | d8 чёрная ладья · f8 чёрный король · h7 чёрная пешка · a6 чёрная пешка · c6 чёрная ладья · e6 чёрный конь · g6 чёрная пешка · c5 чёрная пешка · f5 чёрная пешка · b4 чёрная пешка · b3 белая пешка · c3 белая пешка · d3 белая пешка · e3 белая ладья · f3 белая пешка · h3 белая пешка · b2 белая пешка · f2 белая пешка · g2 белый конь · a1 белая ладья · f1 белый король | d8 чёрная ладья · f8 чёрный король · h7 чёрная пешка · a6 чёрная пешка · c6 чёрная ладья · e6 чёрный конь · g6 чёрная пешка · c5 чёрная пешка · f5 чёрная пешка · b4 чёрная пешка · b3 белая пешка · c3 белая пешка · d3 белая пешка · e3 белая ладья · f3 белая пешка · h3 белая пешка · b2 белая пешка · f2 белая пешка · g2 белый конь · a1 белая ладья · f1 белый король | d8 чёрная ладья · f8 чёрный король · h7 чёрная пешка · a6 чёрная пешка · c6 чёрная ладья · e6 чёрный конь · g6 чёрная пешка · c5 чёрная пешка · f5 чёрная пешка · b4 чёрная пешка · b3 белая пешка · c3 белая пешка · d3 белая пешка · e3 белая ладья · f3 белая пешка · h3 белая пешка · b2 белая пешка · f2 белая пешка · g2 белый конь · a1 белая ладья · f1 белый король | d8 чёрная ладья · f8 чёрный король · h7 чёрная пешка · a6 чёрная пешка · c6 чёрная ладья · e6 чёрный конь · g6 чёрная пешка · c5 чёрная пешка · f5 чёрная пешка · b4 чёрная пешка · b3 белая пешка · c3 белая пешка · d3 белая пешка · e3 белая ладья · f3 белая пешка · h3 белая пешка · b2 белая пешка · f2 белая пешка · g2 белый конь · a1 белая ладья · f1 белый король | d8 чёрная ладья · f8 чёрный король · h7 чёрная пешка · a6 чёрная пешка · c6 чёрная ладья · e6 чёрный конь · g6 чёрная пешка · c5 чёрная пешка · f5 чёрная пешка · b4 чёрная пешка · b3 белая пешка · c3 белая пешка · d3 белая пешка · e3 белая ладья · f3 белая пешка · h3 белая пешка · b2 белая пешка · f2 белая пешка · g2 белый конь · a1 белая ладья · f1 белый король | d8 чёрная ладья · f8 чёрный король · h7 чёрная пешка · a6 чёрная пешка · c6 чёрная ладья · e6 чёрный конь · g6 чёрная пешка · c5 чёрная пешка · f5 чёрная пешка · b4 чёрная пешка · b3 белая пешка · c3 белая пешка · d3 белая пешка · e3 белая ладья · f3 белая пешка · h3 белая пешка · b2 белая пешка · f2 белая пешка · g2 белый конь · a1 белая ладья · f1 белый король | 8 |
| 7 | d8 чёрная ладья · f8 чёрный король · h7 чёрная пешка · a6 чёрная пешка · c6 чёрная ладья · e6 чёрный конь · g6 чёрная пешка · c5 чёрная пешка · f5 чёрная пешка · b4 чёрная пешка · b3 белая пешка · c3 белая пешка · d3 белая пешка · e3 белая ладья · f3 белая пешка · h3 белая пешка · b2 белая пешка · f2 белая пешка · g2 белый конь · a1 белая ладья · f1 белый король | d8 чёрная ладья · f8 чёрный король · h7 чёрная пешка · a6 чёрная пешка · c6 чёрная ладья · e6 чёрный конь · g6 чёрная пешка · c5 чёрная пешка · f5 чёрная пешка · b4 чёрная пешка · b3 белая пешка · c3 белая пешка · d3 белая пешка · e3 белая ладья · f3 белая пешка · h3 белая пешка · b2 белая пешка · f2 белая пешка · g2 белый конь · a1 белая ладья · f1 белый король | d8 чёрная ладья · f8 чёрный король · h7 чёрная пешка · a6 чёрная пешка · c6 чёрная ладья · e6 чёрный конь · g6 чёрная пешка · c5 чёрная пешка · f5 чёрная пешка · b4 чёрная пешка · b3 белая пешка · c3 белая пешка · d3 белая пешка · e3 белая ладья · f3 белая пешка · h3 белая пешка · b2 белая пешка · f2 белая пешка · g2 белый конь · a1 белая ладья · f1 белый король | d8 чёрная ладья · f8 чёрный король · h7 чёрная пешка · a6 чёрная пешка · c6 чёрная ладья · e6 чёрный конь · g6 чёрная пешка · c5 чёрная пешка · f5 чёрная пешка · b4 чёрная пешка · b3 белая пешка · c3 белая пешка · d3 белая пешка · e3 белая ладья · f3 белая пешка · h3 белая пешка · b2 белая пешка · f2 белая пешка · g2 белый конь · a1 белая ладья · f1 белый король | d8 чёрная ладья · f8 чёрный король · h7 чёрная пешка · a6 чёрная пешка · c6 чёрная ладья · e6 чёрный конь · g6 чёрная пешка · c5 чёрная пешка · f5 чёрная пешка · b4 чёрная пешка · b3 белая пешка · c3 белая пешка · d3 белая пешка · e3 белая ладья · f3 белая пешка · h3 белая пешка · b2 белая пешка · f2 белая пешка · g2 белый конь · a1 белая ладья · f1 белый король | d8 чёрная ладья · f8 чёрный король · h7 чёрная пешка · a6 чёрная пешка · c6 чёрная ладья · e6 чёрный конь · g6 чёрная пешка · c5 чёрная пешка · f5 чёрная пешка · b4 чёрная пешка · b3 белая пешка · c3 белая пешка · d3 белая пешка · e3 белая ладья · f3 белая пешка · h3 белая пешка · b2 белая пешка · f2 белая пешка · g2 белый конь · a1 белая ладья · f1 белый король | d8 чёрная ладья · f8 чёрный король · h7 чёрная пешка · a6 чёрная пешка · c6 чёрная ладья · e6 чёрный конь · g6 чёрная пешка · c5 чёрная пешка · f5 чёрная пешка · b4 чёрная пешка · b3 белая пешка · c3 белая пешка · d3 белая пешка · e3 белая ладья · f3 белая пешка · h3 белая пешка · b2 белая пешка · f2 белая пешка · g2 белый конь · a1 белая ладья · f1 белый король | d8 чёрная ладья · f8 чёрный король · h7 чёрная пешка · a6 чёрная пешка · c6 чёрная ладья · e6 чёрный конь · g6 чёрная пешка · c5 чёрная пешка · f5 чёрная пешка · b4 чёрная пешка · b3 белая пешка · c3 белая пешка · d3 белая пешка · e3 белая ладья · f3 белая пешка · h3 белая пешка · b2 белая пешка · f2 белая пешка · g2 белый конь · a1 белая ладья · f1 белый король | 7 |
| 6 | d8 чёрная ладья · f8 чёрный король · h7 чёрная пешка · a6 чёрная пешка · c6 чёрная ладья · e6 чёрный конь · g6 чёрная пешка · c5 чёрная пешка · f5 чёрная пешка · b4 чёрная пешка · b3 белая пешка · c3 белая пешка · d3 белая пешка · e3 белая ладья · f3 белая пешка · h3 белая пешка · b2 белая пешка · f2 белая пешка · g2 белый конь · a1 белая ладья · f1 белый король | d8 чёрная ладья · f8 чёрный король · h7 чёрная пешка · a6 чёрная пешка · c6 чёрная ладья · e6 чёрный конь · g6 чёрная пешка · c5 чёрная пешка · f5 чёрная пешка · b4 чёрная пешка · b3 белая пешка · c3 белая пешка · d3 белая пешка · e3 белая ладья · f3 белая пешка · h3 белая пешка · b2 белая пешка · f2 белая пешка · g2 белый конь · a1 белая ладья · f1 белый король | d8 чёрная ладья · f8 чёрный король · h7 чёрная пешка · a6 чёрная пешка · c6 чёрная ладья · e6 чёрный конь · g6 чёрная пешка · c5 чёрная пешка · f5 чёрная пешка · b4 чёрная пешка · b3 белая пешка · c3 белая пешка · d3 белая пешка · e3 белая ладья · f3 белая пешка · h3 белая пешка · b2 белая пешка · f2 белая пешка · g2 белый конь · a1 белая ладья · f1 белый король | d8 чёрная ладья · f8 чёрный король · h7 чёрная пешка · a6 чёрная пешка · c6 чёрная ладья · e6 чёрный конь · g6 чёрная пешка · c5 чёрная пешка · f5 чёрная пешка · b4 чёрная пешка · b3 белая пешка · c3 белая пешка · d3 белая пешка · e3 белая ладья · f3 белая пешка · h3 белая пешка · b2 белая пешка · f2 белая пешка · g2 белый конь · a1 белая ладья · f1 белый король | d8 чёрная ладья · f8 чёрный король · h7 чёрная пешка · a6 чёрная пешка · c6 чёрная ладья · e6 чёрный конь · g6 чёрная пешка · c5 чёрная пешка · f5 чёрная пешка · b4 чёрная пешка · b3 белая пешка · c3 белая пешка · d3 белая пешка · e3 белая ладья · f3 белая пешка · h3 белая пешка · b2 белая пешка · f2 белая пешка · g2 белый конь · a1 белая ладья · f1 белый король | d8 чёрная ладья · f8 чёрный король · h7 чёрная пешка · a6 чёрная пешка · c6 чёрная ладья · e6 чёрный конь · g6 чёрная пешка · c5 чёрная пешка · f5 чёрная пешка · b4 чёрная пешка · b3 белая пешка · c3 белая пешка · d3 белая пешка · e3 белая ладья · f3 белая пешка · h3 белая пешка · b2 белая пешка · f2 белая пешка · g2 белый конь · a1 белая ладья · f1 белый король | d8 чёрная ладья · f8 чёрный король · h7 чёрная пешка · a6 чёрная пешка · c6 чёрная ладья · e6 чёрный конь · g6 чёрная пешка · c5 чёрная пешка · f5 чёрная пешка · b4 чёрная пешка · b3 белая пешка · c3 белая пешка · d3 белая пешка · e3 белая ладья · f3 белая пешка · h3 белая пешка · b2 белая пешка · f2 белая пешка · g2 белый конь · a1 белая ладья · f1 белый король | d8 чёрная ладья · f8 чёрный король · h7 чёрная пешка · a6 чёрная пешка · c6 чёрная ладья · e6 чёрный конь · g6 чёрная пешка · c5 чёрная пешка · f5 чёрная пешка · b4 чёрная пешка · b3 белая пешка · c3 белая пешка · d3 белая пешка · e3 белая ладья · f3 белая пешка · h3 белая пешка · b2 белая пешка · f2 белая пешка · g2 белый конь · a1 белая ладья · f1 белый король | 6 |
| 5 | d8 чёрная ладья · f8 чёрный король · h7 чёрная пешка · a6 чёрная пешка · c6 чёрная ладья · e6 чёрный конь · g6 чёрная пешка · c5 чёрная пешка · f5 чёрная пешка · b4 чёрная пешка · b3 белая пешка · c3 белая пешка · d3 белая пешка · e3 белая ладья · f3 белая пешка · h3 белая пешка · b2 белая пешка · f2 белая пешка · g2 белый конь · a1 белая ладья · f1 белый король | d8 чёрная ладья · f8 чёрный король · h7 чёрная пешка · a6 чёрная пешка · c6 чёрная ладья · e6 чёрный конь · g6 чёрная пешка · c5 чёрная пешка · f5 чёрная пешка · b4 чёрная пешка · b3 белая пешка · c3 белая пешка · d3 белая пешка · e3 белая ладья · f3 белая пешка · h3 белая пешка · b2 белая пешка · f2 белая пешка · g2 белый конь · a1 белая ладья · f1 белый король | d8 чёрная ладья · f8 чёрный король · h7 чёрная пешка · a6 чёрная пешка · c6 чёрная ладья · e6 чёрный конь · g6 чёрная пешка · c5 чёрная пешка · f5 чёрная пешка · b4 чёрная пешка · b3 белая пешка · c3 белая пешка · d3 белая пешка · e3 белая ладья · f3 белая пешка · h3 белая пешка · b2 белая пешка · f2 белая пешка · g2 белый конь · a1 белая ладья · f1 белый король | d8 чёрная ладья · f8 чёрный король · h7 чёрная пешка · a6 чёрная пешка · c6 чёрная ладья · e6 чёрный конь · g6 чёрная пешка · c5 чёрная пешка · f5 чёрная пешка · b4 чёрная пешка · b3 белая пешка · c3 белая пешка · d3 белая пешка · e3 белая ладья · f3 белая пешка · h3 белая пешка · b2 белая пешка · f2 белая пешка · g2 белый конь · a1 белая ладья · f1 белый король | d8 чёрная ладья · f8 чёрный король · h7 чёрная пешка · a6 чёрная пешка · c6 чёрная ладья · e6 чёрный конь · g6 чёрная пешка · c5 чёрная пешка · f5 чёрная пешка · b4 чёрная пешка · b3 белая пешка · c3 белая пешка · d3 белая пешка · e3 белая ладья · f3 белая пешка · h3 белая пешка · b2 белая пешка · f2 белая пешка · g2 белый конь · a1 белая ладья · f1 белый король | d8 чёрная ладья · f8 чёрный король · h7 чёрная пешка · a6 чёрная пешка · c6 чёрная ладья · e6 чёрный конь · g6 чёрная пешка · c5 чёрная пешка · f5 чёрная пешка · b4 чёрная пешка · b3 белая пешка · c3 белая пешка · d3 белая пешка · e3 белая ладья · f3 белая пешка · h3 белая пешка · b2 белая пешка · f2 белая пешка · g2 белый конь · a1 белая ладья · f1 белый король | d8 чёрная ладья · f8 чёрный король · h7 чёрная пешка · a6 чёрная пешка · c6 чёрная ладья · e6 чёрный конь · g6 чёрная пешка · c5 чёрная пешка · f5 чёрная пешка · b4 чёрная пешка · b3 белая пешка · c3 белая пешка · d3 белая пешка · e3 белая ладья · f3 белая пешка · h3 белая пешка · b2 белая пешка · f2 белая пешка · g2 белый конь · a1 белая ладья · f1 белый король | d8 чёрная ладья · f8 чёрный король · h7 чёрная пешка · a6 чёрная пешка · c6 чёрная ладья · e6 чёрный конь · g6 чёрная пешка · c5 чёрная пешка · f5 чёрная пешка · b4 чёрная пешка · b3 белая пешка · c3 белая пешка · d3 белая пешка · e3 белая ладья · f3 белая пешка · h3 белая пешка · b2 белая пешка · f2 белая пешка · g2 белый конь · a1 белая ладья · f1 белый король | 5 |
| 4 | d8 чёрная ладья · f8 чёрный король · h7 чёрная пешка · a6 чёрная пешка · c6 чёрная ладья · e6 чёрный конь · g6 чёрная пешка · c5 чёрная пешка · f5 чёрная пешка · b4 чёрная пешка · b3 белая пешка · c3 белая пешка · d3 белая пешка · e3 белая ладья · f3 белая пешка · h3 белая пешка · b2 белая пешка · f2 белая пешка · g2 белый конь · a1 белая ладья · f1 белый король | d8 чёрная ладья · f8 чёрный король · h7 чёрная пешка · a6 чёрная пешка · c6 чёрная ладья · e6 чёрный конь · g6 чёрная пешка · c5 чёрная пешка · f5 чёрная пешка · b4 чёрная пешка · b3 белая пешка · c3 белая пешка · d3 белая пешка · e3 белая ладья · f3 белая пешка · h3 белая пешка · b2 белая пешка · f2 белая пешка · g2 белый конь · a1 белая ладья · f1 белый король | d8 чёрная ладья · f8 чёрный король · h7 чёрная пешка · a6 чёрная пешка · c6 чёрная ладья · e6 чёрный конь · g6 чёрная пешка · c5 чёрная пешка · f5 чёрная пешка · b4 чёрная пешка · b3 белая пешка · c3 белая пешка · d3 белая пешка · e3 белая ладья · f3 белая пешка · h3 белая пешка · b2 белая пешка · f2 белая пешка · g2 белый конь · a1 белая ладья · f1 белый король | d8 чёрная ладья · f8 чёрный король · h7 чёрная пешка · a6 чёрная пешка · c6 чёрная ладья · e6 чёрный конь · g6 чёрная пешка · c5 чёрная пешка · f5 чёрная пешка · b4 чёрная пешка · b3 белая пешка · c3 белая пешка · d3 белая пешка · e3 белая ладья · f3 белая пешка · h3 белая пешка · b2 белая пешка · f2 белая пешка · g2 белый конь · a1 белая ладья · f1 белый король | d8 чёрная ладья · f8 чёрный король · h7 чёрная пешка · a6 чёрная пешка · c6 чёрная ладья · e6 чёрный конь · g6 чёрная пешка · c5 чёрная пешка · f5 чёрная пешка · b4 чёрная пешка · b3 белая пешка · c3 белая пешка · d3 белая пешка · e3 белая ладья · f3 белая пешка · h3 белая пешка · b2 белая пешка · f2 белая пешка · g2 белый конь · a1 белая ладья · f1 белый король | d8 чёрная ладья · f8 чёрный король · h7 чёрная пешка · a6 чёрная пешка · c6 чёрная ладья · e6 чёрный конь · g6 чёрная пешка · c5 чёрная пешка · f5 чёрная пешка · b4 чёрная пешка · b3 белая пешка · c3 белая пешка · d3 белая пешка · e3 белая ладья · f3 белая пешка · h3 белая пешка · b2 белая пешка · f2 белая пешка · g2 белый конь · a1 белая ладья · f1 белый король | d8 чёрная ладья · f8 чёрный король · h7 чёрная пешка · a6 чёрная пешка · c6 чёрная ладья · e6 чёрный конь · g6 чёрная пешка · c5 чёрная пешка · f5 чёрная пешка · b4 чёрная пешка · b3 белая пешка · c3 белая пешка · d3 белая пешка · e3 белая ладья · f3 белая пешка · h3 белая пешка · b2 белая пешка · f2 белая пешка · g2 белый конь · a1 белая ладья · f1 белый король | d8 чёрная ладья · f8 чёрный король · h7 чёрная пешка · a6 чёрная пешка · c6 чёрная ладья · e6 чёрный конь · g6 чёрная пешка · c5 чёрная пешка · f5 чёрная пешка · b4 чёрная пешка · b3 белая пешка · c3 белая пешка · d3 белая пешка · e3 белая ладья · f3 белая пешка · h3 белая пешка · b2 белая пешка · f2 белая пешка · g2 белый конь · a1 белая ладья · f1 белый король | 4 |
| 3 | d8 чёрная ладья · f8 чёрный король · h7 чёрная пешка · a6 чёрная пешка · c6 чёрная ладья · e6 чёрный конь · g6 чёрная пешка · c5 чёрная пешка · f5 чёрная пешка · b4 чёрная пешка · b3 белая пешка · c3 белая пешка · d3 белая пешка · e3 белая ладья · f3 белая пешка · h3 белая пешка · b2 белая пешка · f2 белая пешка · g2 белый конь · a1 белая ладья · f1 белый король | d8 чёрная ладья · f8 чёрный король · h7 чёрная пешка · a6 чёрная пешка · c6 чёрная ладья · e6 чёрный конь · g6 чёрная пешка · c5 чёрная пешка · f5 чёрная пешка · b4 чёрная пешка · b3 белая пешка · c3 белая пешка · d3 белая пешка · e3 белая ладья · f3 белая пешка · h3 белая пешка · b2 белая пешка · f2 белая пешка · g2 белый конь · a1 белая ладья · f1 белый король | d8 чёрная ладья · f8 чёрный король · h7 чёрная пешка · a6 чёрная пешка · c6 чёрная ладья · e6 чёрный конь · g6 чёрная пешка · c5 чёрная пешка · f5 чёрная пешка · b4 чёрная пешка · b3 белая пешка · c3 белая пешка · d3 белая пешка · e3 белая ладья · f3 белая пешка · h3 белая пешка · b2 белая пешка · f2 белая пешка · g2 белый конь · a1 белая ладья · f1 белый король | d8 чёрная ладья · f8 чёрный король · h7 чёрная пешка · a6 чёрная пешка · c6 чёрная ладья · e6 чёрный конь · g6 чёрная пешка · c5 чёрная пешка · f5 чёрная пешка · b4 чёрная пешка · b3 белая пешка · c3 белая пешка · d3 белая пешка · e3 белая ладья · f3 белая пешка · h3 белая пешка · b2 белая пешка · f2 белая пешка · g2 белый конь · a1 белая ладья · f1 белый король | d8 чёрная ладья · f8 чёрный король · h7 чёрная пешка · a6 чёрная пешка · c6 чёрная ладья · e6 чёрный конь · g6 чёрная пешка · c5 чёрная пешка · f5 чёрная пешка · b4 чёрная пешка · b3 белая пешка · c3 белая пешка · d3 белая пешка · e3 белая ладья · f3 белая пешка · h3 белая пешка · b2 белая пешка · f2 белая пешка · g2 белый конь · a1 белая ладья · f1 белый король | d8 чёрная ладья · f8 чёрный король · h7 чёрная пешка · a6 чёрная пешка · c6 чёрная ладья · e6 чёрный конь · g6 чёрная пешка · c5 чёрная пешка · f5 чёрная пешка · b4 чёрная пешка · b3 белая пешка · c3 белая пешка · d3 белая пешка · e3 белая ладья · f3 белая пешка · h3 белая пешка · b2 белая пешка · f2 белая пешка · g2 белый конь · a1 белая ладья · f1 белый король | d8 чёрная ладья · f8 чёрный король · h7 чёрная пешка · a6 чёрная пешка · c6 чёрная ладья · e6 чёрный конь · g6 чёрная пешка · c5 чёрная пешка · f5 чёрная пешка · b4 чёрная пешка · b3 белая пешка · c3 белая пешка · d3 белая пешка · e3 белая ладья · f3 белая пешка · h3 белая пешка · b2 белая пешка · f2 белая пешка · g2 белый конь · a1 белая ладья · f1 белый король | d8 чёрная ладья · f8 чёрный король · h7 чёрная пешка · a6 чёрная пешка · c6 чёрная ладья · e6 чёрный конь · g6 чёрная пешка · c5 чёрная пешка · f5 чёрная пешка · b4 чёрная пешка · b3 белая пешка · c3 белая пешка · d3 белая пешка · e3 белая ладья · f3 белая пешка · h3 белая пешка · b2 белая пешка · f2 белая пешка · g2 белый конь · a1 белая ладья · f1 белый король | 3 |
| 2 | d8 чёрная ладья · f8 чёрный король · h7 чёрная пешка · a6 чёрная пешка · c6 чёрная ладья · e6 чёрный конь · g6 чёрная пешка · c5 чёрная пешка · f5 чёрная пешка · b4 чёрная пешка · b3 белая пешка · c3 белая пешка · d3 белая пешка · e3 белая ладья · f3 белая пешка · h3 белая пешка · b2 белая пешка · f2 белая пешка · g2 белый конь · a1 белая ладья · f1 белый король | d8 чёрная ладья · f8 чёрный король · h7 чёрная пешка · a6 чёрная пешка · c6 чёрная ладья · e6 чёрный конь · g6 чёрная пешка · c5 чёрная пешка · f5 чёрная пешка · b4 чёрная пешка · b3 белая пешка · c3 белая пешка · d3 белая пешка · e3 белая ладья · f3 белая пешка · h3 белая пешка · b2 белая пешка · f2 белая пешка · g2 белый конь · a1 белая ладья · f1 белый король | d8 чёрная ладья · f8 чёрный король · h7 чёрная пешка · a6 чёрная пешка · c6 чёрная ладья · e6 чёрный конь · g6 чёрная пешка · c5 чёрная пешка · f5 чёрная пешка · b4 чёрная пешка · b3 белая пешка · c3 белая пешка · d3 белая пешка · e3 белая ладья · f3 белая пешка · h3 белая пешка · b2 белая пешка · f2 белая пешка · g2 белый конь · a1 белая ладья · f1 белый король | d8 чёрная ладья · f8 чёрный король · h7 чёрная пешка · a6 чёрная пешка · c6 чёрная ладья · e6 чёрный конь · g6 чёрная пешка · c5 чёрная пешка · f5 чёрная пешка · b4 чёрная пешка · b3 белая пешка · c3 белая пешка · d3 белая пешка · e3 белая ладья · f3 белая пешка · h3 белая пешка · b2 белая пешка · f2 белая пешка · g2 белый конь · a1 белая ладья · f1 белый король | d8 чёрная ладья · f8 чёрный король · h7 чёрная пешка · a6 чёрная пешка · c6 чёрная ладья · e6 чёрный конь · g6 чёрная пешка · c5 чёрная пешка · f5 чёрная пешка · b4 чёрная пешка · b3 белая пешка · c3 белая пешка · d3 белая пешка · e3 белая ладья · f3 белая пешка · h3 белая пешка · b2 белая пешка · f2 белая пешка · g2 белый конь · a1 белая ладья · f1 белый король | d8 чёрная ладья · f8 чёрный король · h7 чёрная пешка · a6 чёрная пешка · c6 чёрная ладья · e6 чёрный конь · g6 чёрная пешка · c5 чёрная пешка · f5 чёрная пешка · b4 чёрная пешка · b3 белая пешка · c3 белая пешка · d3 белая пешка · e3 белая ладья · f3 белая пешка · h3 белая пешка · b2 белая пешка · f2 белая пешка · g2 белый конь · a1 белая ладья · f1 белый король | d8 чёрная ладья · f8 чёрный король · h7 чёрная пешка · a6 чёрная пешка · c6 чёрная ладья · e6 чёрный конь · g6 чёрная пешка · c5 чёрная пешка · f5 чёрная пешка · b4 чёрная пешка · b3 белая пешка · c3 белая пешка · d3 белая пешка · e3 белая ладья · f3 белая пешка · h3 белая пешка · b2 белая пешка · f2 белая пешка · g2 белый конь · a1 белая ладья · f1 белый король | d8 чёрная ладья · f8 чёрный король · h7 чёрная пешка · a6 чёрная пешка · c6 чёрная ладья · e6 чёрный конь · g6 чёрная пешка · c5 чёрная пешка · f5 чёрная пешка · b4 чёрная пешка · b3 белая пешка · c3 белая пешка · d3 белая пешка · e3 белая ладья · f3 белая пешка · h3 белая пешка · b2 белая пешка · f2 белая пешка · g2 белый конь · a1 белая ладья · f1 белый король | 2 |
| 1 | d8 чёрная ладья · f8 чёрный король · h7 чёрная пешка · a6 чёрная пешка · c6 чёрная ладья · e6 чёрный конь · g6 чёрная пешка · c5 чёрная пешка · f5 чёрная пешка · b4 чёрная пешка · b3 белая пешка · c3 белая пешка · d3 белая пешка · e3 белая ладья · f3 белая пешка · h3 белая пешка · b2 белая пешка · f2 белая пешка · g2 белый конь · a1 белая ладья · f1 белый король | d8 чёрная ладья · f8 чёрный король · h7 чёрная пешка · a6 чёрная пешка · c6 чёрная ладья · e6 чёрный конь · g6 чёрная пешка · c5 чёрная пешка · f5 чёрная пешка · b4 чёрная пешка · b3 белая пешка · c3 белая пешка · d3 белая пешка · e3 белая ладья · f3 белая пешка · h3 белая пешка · b2 белая пешка · f2 белая пешка · g2 белый конь · a1 белая ладья · f1 белый король | d8 чёрная ладья · f8 чёрный король · h7 чёрная пешка · a6 чёрная пешка · c6 чёрная ладья · e6 чёрный конь · g6 чёрная пешка · c5 чёрная пешка · f5 чёрная пешка · b4 чёрная пешка · b3 белая пешка · c3 белая пешка · d3 белая пешка · e3 белая ладья · f3 белая пешка · h3 белая пешка · b2 белая пешка · f2 белая пешка · g2 белый конь · a1 белая ладья · f1 белый король | d8 чёрная ладья · f8 чёрный король · h7 чёрная пешка · a6 чёрная пешка · c6 чёрная ладья · e6 чёрный конь · g6 чёрная пешка · c5 чёрная пешка · f5 чёрная пешка · b4 чёрная пешка · b3 белая пешка · c3 белая пешка · d3 белая пешка · e3 белая ладья · f3 белая пешка · h3 белая пешка · b2 белая пешка · f2 белая пешка · g2 белый конь · a1 белая ладья · f1 белый король | d8 чёрная ладья · f8 чёрный король · h7 чёрная пешка · a6 чёрная пешка · c6 чёрная ладья · e6 чёрный конь · g6 чёрная пешка · c5 чёрная пешка · f5 чёрная пешка · b4 чёрная пешка · b3 белая пешка · c3 белая пешка · d3 белая пешка · e3 белая ладья · f3 белая пешка · h3 белая пешка · b2 белая пешка · f2 белая пешка · g2 белый конь · a1 белая ладья · f1 белый король | d8 чёрная ладья · f8 чёрный король · h7 чёрная пешка · a6 чёрная пешка · c6 чёрная ладья · e6 чёрный конь · g6 чёрная пешка · c5 чёрная пешка · f5 чёрная пешка · b4 чёрная пешка · b3 белая пешка · c3 белая пешка · d3 белая пешка · e3 белая ладья · f3 белая пешка · h3 белая пешка · b2 белая пешка · f2 белая пешка · g2 белый конь · a1 белая ладья · f1 белый король | d8 чёрная ладья · f8 чёрный король · h7 чёрная пешка · a6 чёрная пешка · c6 чёрная ладья · e6 чёрный конь · g6 чёрная пешка · c5 чёрная пешка · f5 чёрная пешка · b4 чёрная пешка · b3 белая пешка · c3 белая пешка · d3 белая пешка · e3 белая ладья · f3 белая пешка · h3 белая пешка · b2 белая пешка · f2 белая пешка · g2 белый конь · a1 белая ладья · f1 белый король | d8 чёрная ладья · f8 чёрный король · h7 чёрная пешка · a6 чёрная пешка · c6 чёрная ладья · e6 чёрный конь · g6 чёрная пешка · c5 чёрная пешка · f5 чёрная пешка · b4 чёрная пешка · b3 белая пешка · c3 белая пешка · d3 белая пешка · e3 белая ладья · f3 белая пешка · h3 белая пешка · b2 белая пешка · f2 белая пешка · g2 белый конь · a1 белая ладья · f1 белый король | 1 |
|   | a | b | c | d | e | f | g | h |   |

Первая партия завершилась вничью на 45 ходу. Была разыграна испанская партия. Первый ход в партии сделал Аркадий Дворкович.
Соперники делали известные ходы, пока Карлсен не сыграл 8...Кa5, что тем не менее было лучшим ходом по мнению шахматного движка Leela Chess Zero.
Судя по тому, что Непомнящий быстро сделал сильный, но неочевидный ход 14.Крf1!, это было подготовлено ещё дома.
Карлсен пожертвовал пешку ради получения преимущества двух слонов, преимущества в пространстве и инициативы.
Непомнящий сделал несколько неточных ходов (22. Сf4?! и 30. Кe1?!), позволив Карлсену получить чуть лучшую позицию.
Испытывая давление со стороны Карлсена, Непомнящему удалось найти несколько точных ходов, удерживающих позицию, и добиться ничьей троекратным повторением позиции.
Испанская партия, закрытый вариант (вариант Анти-Маршалл с ходом h3) (ECO C88)
1. e4 e5 2. Кf3 Кc6 3. Сb5 a6 4. Сa4 Кf6 5. O-O Сe7 6. Лe1 b5 7. Сb3 O-O 8. h3 Кa5 9. Кxe5 Кxb3 10. axb3 Сb7 11. d3 d5 12. exd5 Фxd5 13. Фf3 Сd6 14. Крf1 Лfb8 15. Фxd5 Кxd5 16. Сd2 c5 17. Кf3 Лd8 18. Кc3 Кb4 19. Лec1 Лac8 20. Кe2 Кc6 21. Сe3 Кe7 22. Сf4 Сxf3 23. gxf3 Сxf4 24. Кxf4 Лc6 25. Лe1 Кf5 26. c3 Кh4 27. Лe3 Крf8 28. Кg2 Кf5 29. Лe5 g6 30. Кe1 Кg7 31. Лe4 f5 32. Лe3 Кe6 33. Кg2 b4 34. Крe2 Лb8 35. Крd2 bxc3+ 36. bxc3 Лxb3 37. Крc2 Лb7 38. h4 Крf7 39. Лee1 Крf6 40. Кe3 Лd7 41. Кc4 Лe7 42. Кe5 Лd6 43. Кc4 Лc6 44. Кe5 Лd6 45. Кc4 
1/2-1/2

#### Партия 2: Карлсен — Непомнящий, ½–½
|   | a | b | c | d | e | f | g | h |   |
| - | --- | --- | --- | --- | --- | --- | --- | --- | - |
| 8 | a8 чёрная ладья · f8 чёрная ладья · g8 чёрный король · a7 чёрная пешка · b7 чёрный слон · d7 чёрный ферзь · g7 чёрная пешка · h7 чёрная пешка · c6 чёрная пешка · d6 белый конь · e6 чёрная пешка · b5 чёрная пешка · e5 белая пешка · a4 белая пешка · c4 чёрная пешка · b3 чёрный конь · d3 чёрный конь · g3 белая пешка · b2 белая пешка · e2 белый ферзь · f2 белая пешка · g2 белый слон · h2 белая пешка · a1 белая ладья · c1 белый слон · f1 белая ладья · g1 белый король | a8 чёрная ладья · f8 чёрная ладья · g8 чёрный король · a7 чёрная пешка · b7 чёрный слон · d7 чёрный ферзь · g7 чёрная пешка · h7 чёрная пешка · c6 чёрная пешка · d6 белый конь · e6 чёрная пешка · b5 чёрная пешка · e5 белая пешка · a4 белая пешка · c4 чёрная пешка · b3 чёрный конь · d3 чёрный конь · g3 белая пешка · b2 белая пешка · e2 белый ферзь · f2 белая пешка · g2 белый слон · h2 белая пешка · a1 белая ладья · c1 белый слон · f1 белая ладья · g1 белый король | a8 чёрная ладья · f8 чёрная ладья · g8 чёрный король · a7 чёрная пешка · b7 чёрный слон · d7 чёрный ферзь · g7 чёрная пешка · h7 чёрная пешка · c6 чёрная пешка · d6 белый конь · e6 чёрная пешка · b5 чёрная пешка · e5 белая пешка · a4 белая пешка · c4 чёрная пешка · b3 чёрный конь · d3 чёрный конь · g3 белая пешка · b2 белая пешка · e2 белый ферзь · f2 белая пешка · g2 белый слон · h2 белая пешка · a1 белая ладья · c1 белый слон · f1 белая ладья · g1 белый король | a8 чёрная ладья · f8 чёрная ладья · g8 чёрный король · a7 чёрная пешка · b7 чёрный слон · d7 чёрный ферзь · g7 чёрная пешка · h7 чёрная пешка · c6 чёрная пешка · d6 белый конь · e6 чёрная пешка · b5 чёрная пешка · e5 белая пешка · a4 белая пешка · c4 чёрная пешка · b3 чёрный конь · d3 чёрный конь · g3 белая пешка · b2 белая пешка · e2 белый ферзь · f2 белая пешка · g2 белый слон · h2 белая пешка · a1 белая ладья · c1 белый слон · f1 белая ладья · g1 белый король | a8 чёрная ладья · f8 чёрная ладья · g8 чёрный король · a7 чёрная пешка · b7 чёрный слон · d7 чёрный ферзь · g7 чёрная пешка · h7 чёрная пешка · c6 чёрная пешка · d6 белый конь · e6 чёрная пешка · b5 чёрная пешка · e5 белая пешка · a4 белая пешка · c4 чёрная пешка · b3 чёрный конь · d3 чёрный конь · g3 белая пешка · b2 белая пешка · e2 белый ферзь · f2 белая пешка · g2 белый слон · h2 белая пешка · a1 белая ладья · c1 белый слон · f1 белая ладья · g1 белый король | a8 чёрная ладья · f8 чёрная ладья · g8 чёрный король · a7 чёрная пешка · b7 чёрный слон · d7 чёрный ферзь · g7 чёрная пешка · h7 чёрная пешка · c6 чёрная пешка · d6 белый конь · e6 чёрная пешка · b5 чёрная пешка · e5 белая пешка · a4 белая пешка · c4 чёрная пешка · b3 чёрный конь · d3 чёрный конь · g3 белая пешка · b2 белая пешка · e2 белый ферзь · f2 белая пешка · g2 белый слон · h2 белая пешка · a1 белая ладья · c1 белый слон · f1 белая ладья · g1 белый король | a8 чёрная ладья · f8 чёрная ладья · g8 чёрный король · a7 чёрная пешка · b7 чёрный слон · d7 чёрный ферзь · g7 чёрная пешка · h7 чёрная пешка · c6 чёрная пешка · d6 белый конь · e6 чёрная пешка · b5 чёрная пешка · e5 белая пешка · a4 белая пешка · c4 чёрная пешка · b3 чёрный конь · d3 чёрный конь · g3 белая пешка · b2 белая пешка · e2 белый ферзь · f2 белая пешка · g2 белый слон · h2 белая пешка · a1 белая ладья · c1 белый слон · f1 белая ладья · g1 белый король | a8 чёрная ладья · f8 чёрная ладья · g8 чёрный король · a7 чёрная пешка · b7 чёрный слон · d7 чёрный ферзь · g7 чёрная пешка · h7 чёрная пешка · c6 чёрная пешка · d6 белый конь · e6 чёрная пешка · b5 чёрная пешка · e5 белая пешка · a4 белая пешка · c4 чёрная пешка · b3 чёрный конь · d3 чёрный конь · g3 белая пешка · b2 белая пешка · e2 белый ферзь · f2 белая пешка · g2 белый слон · h2 белая пешка · a1 белая ладья · c1 белый слон · f1 белая ладья · g1 белый король | 8 |
| 7 | a8 чёрная ладья · f8 чёрная ладья · g8 чёрный король · a7 чёрная пешка · b7 чёрный слон · d7 чёрный ферзь · g7 чёрная пешка · h7 чёрная пешка · c6 чёрная пешка · d6 белый конь · e6 чёрная пешка · b5 чёрная пешка · e5 белая пешка · a4 белая пешка · c4 чёрная пешка · b3 чёрный конь · d3 чёрный конь · g3 белая пешка · b2 белая пешка · e2 белый ферзь · f2 белая пешка · g2 белый слон · h2 белая пешка · a1 белая ладья · c1 белый слон · f1 белая ладья · g1 белый король | a8 чёрная ладья · f8 чёрная ладья · g8 чёрный король · a7 чёрная пешка · b7 чёрный слон · d7 чёрный ферзь · g7 чёрная пешка · h7 чёрная пешка · c6 чёрная пешка · d6 белый конь · e6 чёрная пешка · b5 чёрная пешка · e5 белая пешка · a4 белая пешка · c4 чёрная пешка · b3 чёрный конь · d3 чёрный конь · g3 белая пешка · b2 белая пешка · e2 белый ферзь · f2 белая пешка · g2 белый слон · h2 белая пешка · a1 белая ладья · c1 белый слон · f1 белая ладья · g1 белый король | a8 чёрная ладья · f8 чёрная ладья · g8 чёрный король · a7 чёрная пешка · b7 чёрный слон · d7 чёрный ферзь · g7 чёрная пешка · h7 чёрная пешка · c6 чёрная пешка · d6 белый конь · e6 чёрная пешка · b5 чёрная пешка · e5 белая пешка · a4 белая пешка · c4 чёрная пешка · b3 чёрный конь · d3 чёрный конь · g3 белая пешка · b2 белая пешка · e2 белый ферзь · f2 белая пешка · g2 белый слон · h2 белая пешка · a1 белая ладья · c1 белый слон · f1 белая ладья · g1 белый король | a8 чёрная ладья · f8 чёрная ладья · g8 чёрный король · a7 чёрная пешка · b7 чёрный слон · d7 чёрный ферзь · g7 чёрная пешка · h7 чёрная пешка · c6 чёрная пешка · d6 белый конь · e6 чёрная пешка · b5 чёрная пешка · e5 белая пешка · a4 белая пешка · c4 чёрная пешка · b3 чёрный конь · d3 чёрный конь · g3 белая пешка · b2 белая пешка · e2 белый ферзь · f2 белая пешка · g2 белый слон · h2 белая пешка · a1 белая ладья · c1 белый слон · f1 белая ладья · g1 белый король | a8 чёрная ладья · f8 чёрная ладья · g8 чёрный король · a7 чёрная пешка · b7 чёрный слон · d7 чёрный ферзь · g7 чёрная пешка · h7 чёрная пешка · c6 чёрная пешка · d6 белый конь · e6 чёрная пешка · b5 чёрная пешка · e5 белая пешка · a4 белая пешка · c4 чёрная пешка · b3 чёрный конь · d3 чёрный конь · g3 белая пешка · b2 белая пешка · e2 белый ферзь · f2 белая пешка · g2 белый слон · h2 белая пешка · a1 белая ладья · c1 белый слон · f1 белая ладья · g1 белый король | a8 чёрная ладья · f8 чёрная ладья · g8 чёрный король · a7 чёрная пешка · b7 чёрный слон · d7 чёрный ферзь · g7 чёрная пешка · h7 чёрная пешка · c6 чёрная пешка · d6 белый конь · e6 чёрная пешка · b5 чёрная пешка · e5 белая пешка · a4 белая пешка · c4 чёрная пешка · b3 чёрный конь · d3 чёрный конь · g3 белая пешка · b2 белая пешка · e2 белый ферзь · f2 белая пешка · g2 белый слон · h2 белая пешка · a1 белая ладья · c1 белый слон · f1 белая ладья · g1 белый король | a8 чёрная ладья · f8 чёрная ладья · g8 чёрный король · a7 чёрная пешка · b7 чёрный слон · d7 чёрный ферзь · g7 чёрная пешка · h7 чёрная пешка · c6 чёрная пешка · d6 белый конь · e6 чёрная пешка · b5 чёрная пешка · e5 белая пешка · a4 белая пешка · c4 чёрная пешка · b3 чёрный конь · d3 чёрный конь · g3 белая пешка · b2 белая пешка · e2 белый ферзь · f2 белая пешка · g2 белый слон · h2 белая пешка · a1 белая ладья · c1 белый слон · f1 белая ладья · g1 белый король | a8 чёрная ладья · f8 чёрная ладья · g8 чёрный король · a7 чёрная пешка · b7 чёрный слон · d7 чёрный ферзь · g7 чёрная пешка · h7 чёрная пешка · c6 чёрная пешка · d6 белый конь · e6 чёрная пешка · b5 чёрная пешка · e5 белая пешка · a4 белая пешка · c4 чёрная пешка · b3 чёрный конь · d3 чёрный конь · g3 белая пешка · b2 белая пешка · e2 белый ферзь · f2 белая пешка · g2 белый слон · h2 белая пешка · a1 белая ладья · c1 белый слон · f1 белая ладья · g1 белый король | 7 |
| 6 | a8 чёрная ладья · f8 чёрная ладья · g8 чёрный король · a7 чёрная пешка · b7 чёрный слон · d7 чёрный ферзь · g7 чёрная пешка · h7 чёрная пешка · c6 чёрная пешка · d6 белый конь · e6 чёрная пешка · b5 чёрная пешка · e5 белая пешка · a4 белая пешка · c4 чёрная пешка · b3 чёрный конь · d3 чёрный конь · g3 белая пешка · b2 белая пешка · e2 белый ферзь · f2 белая пешка · g2 белый слон · h2 белая пешка · a1 белая ладья · c1 белый слон · f1 белая ладья · g1 белый король | a8 чёрная ладья · f8 чёрная ладья · g8 чёрный король · a7 чёрная пешка · b7 чёрный слон · d7 чёрный ферзь · g7 чёрная пешка · h7 чёрная пешка · c6 чёрная пешка · d6 белый конь · e6 чёрная пешка · b5 чёрная пешка · e5 белая пешка · a4 белая пешка · c4 чёрная пешка · b3 чёрный конь · d3 чёрный конь · g3 белая пешка · b2 белая пешка · e2 белый ферзь · f2 белая пешка · g2 белый слон · h2 белая пешка · a1 белая ладья · c1 белый слон · f1 белая ладья · g1 белый король | a8 чёрная ладья · f8 чёрная ладья · g8 чёрный король · a7 чёрная пешка · b7 чёрный слон · d7 чёрный ферзь · g7 чёрная пешка · h7 чёрная пешка · c6 чёрная пешка · d6 белый конь · e6 чёрная пешка · b5 чёрная пешка · e5 белая пешка · a4 белая пешка · c4 чёрная пешка · b3 чёрный конь · d3 чёрный конь · g3 белая пешка · b2 белая пешка · e2 белый ферзь · f2 белая пешка · g2 белый слон · h2 белая пешка · a1 белая ладья · c1 белый слон · f1 белая ладья · g1 белый король | a8 чёрная ладья · f8 чёрная ладья · g8 чёрный король · a7 чёрная пешка · b7 чёрный слон · d7 чёрный ферзь · g7 чёрная пешка · h7 чёрная пешка · c6 чёрная пешка · d6 белый конь · e6 чёрная пешка · b5 чёрная пешка · e5 белая пешка · a4 белая пешка · c4 чёрная пешка · b3 чёрный конь · d3 чёрный конь · g3 белая пешка · b2 белая пешка · e2 белый ферзь · f2 белая пешка · g2 белый слон · h2 белая пешка · a1 белая ладья · c1 белый слон · f1 белая ладья · g1 белый король | a8 чёрная ладья · f8 чёрная ладья · g8 чёрный король · a7 чёрная пешка · b7 чёрный слон · d7 чёрный ферзь · g7 чёрная пешка · h7 чёрная пешка · c6 чёрная пешка · d6 белый конь · e6 чёрная пешка · b5 чёрная пешка · e5 белая пешка · a4 белая пешка · c4 чёрная пешка · b3 чёрный конь · d3 чёрный конь · g3 белая пешка · b2 белая пешка · e2 белый ферзь · f2 белая пешка · g2 белый слон · h2 белая пешка · a1 белая ладья · c1 белый слон · f1 белая ладья · g1 белый король | a8 чёрная ладья · f8 чёрная ладья · g8 чёрный король · a7 чёрная пешка · b7 чёрный слон · d7 чёрный ферзь · g7 чёрная пешка · h7 чёрная пешка · c6 чёрная пешка · d6 белый конь · e6 чёрная пешка · b5 чёрная пешка · e5 белая пешка · a4 белая пешка · c4 чёрная пешка · b3 чёрный конь · d3 чёрный конь · g3 белая пешка · b2 белая пешка · e2 белый ферзь · f2 белая пешка · g2 белый слон · h2 белая пешка · a1 белая ладья · c1 белый слон · f1 белая ладья · g1 белый король | a8 чёрная ладья · f8 чёрная ладья · g8 чёрный король · a7 чёрная пешка · b7 чёрный слон · d7 чёрный ферзь · g7 чёрная пешка · h7 чёрная пешка · c6 чёрная пешка · d6 белый конь · e6 чёрная пешка · b5 чёрная пешка · e5 белая пешка · a4 белая пешка · c4 чёрная пешка · b3 чёрный конь · d3 чёрный конь · g3 белая пешка · b2 белая пешка · e2 белый ферзь · f2 белая пешка · g2 белый слон · h2 белая пешка · a1 белая ладья · c1 белый слон · f1 белая ладья · g1 белый король | a8 чёрная ладья · f8 чёрная ладья · g8 чёрный король · a7 чёрная пешка · b7 чёрный слон · d7 чёрный ферзь · g7 чёрная пешка · h7 чёрная пешка · c6 чёрная пешка · d6 белый конь · e6 чёрная пешка · b5 чёрная пешка · e5 белая пешка · a4 белая пешка · c4 чёрная пешка · b3 чёрный конь · d3 чёрный конь · g3 белая пешка · b2 белая пешка · e2 белый ферзь · f2 белая пешка · g2 белый слон · h2 белая пешка · a1 белая ладья · c1 белый слон · f1 белая ладья · g1 белый король | 6 |
| 5 | a8 чёрная ладья · f8 чёрная ладья · g8 чёрный король · a7 чёрная пешка · b7 чёрный слон · d7 чёрный ферзь · g7 чёрная пешка · h7 чёрная пешка · c6 чёрная пешка · d6 белый конь · e6 чёрная пешка · b5 чёрная пешка · e5 белая пешка · a4 белая пешка · c4 чёрная пешка · b3 чёрный конь · d3 чёрный конь · g3 белая пешка · b2 белая пешка · e2 белый ферзь · f2 белая пешка · g2 белый слон · h2 белая пешка · a1 белая ладья · c1 белый слон · f1 белая ладья · g1 белый король | a8 чёрная ладья · f8 чёрная ладья · g8 чёрный король · a7 чёрная пешка · b7 чёрный слон · d7 чёрный ферзь · g7 чёрная пешка · h7 чёрная пешка · c6 чёрная пешка · d6 белый конь · e6 чёрная пешка · b5 чёрная пешка · e5 белая пешка · a4 белая пешка · c4 чёрная пешка · b3 чёрный конь · d3 чёрный конь · g3 белая пешка · b2 белая пешка · e2 белый ферзь · f2 белая пешка · g2 белый слон · h2 белая пешка · a1 белая ладья · c1 белый слон · f1 белая ладья · g1 белый король | a8 чёрная ладья · f8 чёрная ладья · g8 чёрный король · a7 чёрная пешка · b7 чёрный слон · d7 чёрный ферзь · g7 чёрная пешка · h7 чёрная пешка · c6 чёрная пешка · d6 белый конь · e6 чёрная пешка · b5 чёрная пешка · e5 белая пешка · a4 белая пешка · c4 чёрная пешка · b3 чёрный конь · d3 чёрный конь · g3 белая пешка · b2 белая пешка · e2 белый ферзь · f2 белая пешка · g2 белый слон · h2 белая пешка · a1 белая ладья · c1 белый слон · f1 белая ладья · g1 белый король | a8 чёрная ладья · f8 чёрная ладья · g8 чёрный король · a7 чёрная пешка · b7 чёрный слон · d7 чёрный ферзь · g7 чёрная пешка · h7 чёрная пешка · c6 чёрная пешка · d6 белый конь · e6 чёрная пешка · b5 чёрная пешка · e5 белая пешка · a4 белая пешка · c4 чёрная пешка · b3 чёрный конь · d3 чёрный конь · g3 белая пешка · b2 белая пешка · e2 белый ферзь · f2 белая пешка · g2 белый слон · h2 белая пешка · a1 белая ладья · c1 белый слон · f1 белая ладья · g1 белый король | a8 чёрная ладья · f8 чёрная ладья · g8 чёрный король · a7 чёрная пешка · b7 чёрный слон · d7 чёрный ферзь · g7 чёрная пешка · h7 чёрная пешка · c6 чёрная пешка · d6 белый конь · e6 чёрная пешка · b5 чёрная пешка · e5 белая пешка · a4 белая пешка · c4 чёрная пешка · b3 чёрный конь · d3 чёрный конь · g3 белая пешка · b2 белая пешка · e2 белый ферзь · f2 белая пешка · g2 белый слон · h2 белая пешка · a1 белая ладья · c1 белый слон · f1 белая ладья · g1 белый король | a8 чёрная ладья · f8 чёрная ладья · g8 чёрный король · a7 чёрная пешка · b7 чёрный слон · d7 чёрный ферзь · g7 чёрная пешка · h7 чёрная пешка · c6 чёрная пешка · d6 белый конь · e6 чёрная пешка · b5 чёрная пешка · e5 белая пешка · a4 белая пешка · c4 чёрная пешка · b3 чёрный конь · d3 чёрный конь · g3 белая пешка · b2 белая пешка · e2 белый ферзь · f2 белая пешка · g2 белый слон · h2 белая пешка · a1 белая ладья · c1 белый слон · f1 белая ладья · g1 белый король | a8 чёрная ладья · f8 чёрная ладья · g8 чёрный король · a7 чёрная пешка · b7 чёрный слон · d7 чёрный ферзь · g7 чёрная пешка · h7 чёрная пешка · c6 чёрная пешка · d6 белый конь · e6 чёрная пешка · b5 чёрная пешка · e5 белая пешка · a4 белая пешка · c4 чёрная пешка · b3 чёрный конь · d3 чёрный конь · g3 белая пешка · b2 белая пешка · e2 белый ферзь · f2 белая пешка · g2 белый слон · h2 белая пешка · a1 белая ладья · c1 белый слон · f1 белая ладья · g1 белый король | a8 чёрная ладья · f8 чёрная ладья · g8 чёрный король · a7 чёрная пешка · b7 чёрный слон · d7 чёрный ферзь · g7 чёрная пешка · h7 чёрная пешка · c6 чёрная пешка · d6 белый конь · e6 чёрная пешка · b5 чёрная пешка · e5 белая пешка · a4 белая пешка · c4 чёрная пешка · b3 чёрный конь · d3 чёрный конь · g3 белая пешка · b2 белая пешка · e2 белый ферзь · f2 белая пешка · g2 белый слон · h2 белая пешка · a1 белая ладья · c1 белый слон · f1 белая ладья · g1 белый король | 5 |
| 4 | a8 чёрная ладья · f8 чёрная ладья · g8 чёрный король · a7 чёрная пешка · b7 чёрный слон · d7 чёрный ферзь · g7 чёрная пешка · h7 чёрная пешка · c6 чёрная пешка · d6 белый конь · e6 чёрная пешка · b5 чёрная пешка · e5 белая пешка · a4 белая пешка · c4 чёрная пешка · b3 чёрный конь · d3 чёрный конь · g3 белая пешка · b2 белая пешка · e2 белый ферзь · f2 белая пешка · g2 белый слон · h2 белая пешка · a1 белая ладья · c1 белый слон · f1 белая ладья · g1 белый король | a8 чёрная ладья · f8 чёрная ладья · g8 чёрный король · a7 чёрная пешка · b7 чёрный слон · d7 чёрный ферзь · g7 чёрная пешка · h7 чёрная пешка · c6 чёрная пешка · d6 белый конь · e6 чёрная пешка · b5 чёрная пешка · e5 белая пешка · a4 белая пешка · c4 чёрная пешка · b3 чёрный конь · d3 чёрный конь · g3 белая пешка · b2 белая пешка · e2 белый ферзь · f2 белая пешка · g2 белый слон · h2 белая пешка · a1 белая ладья · c1 белый слон · f1 белая ладья · g1 белый король | a8 чёрная ладья · f8 чёрная ладья · g8 чёрный король · a7 чёрная пешка · b7 чёрный слон · d7 чёрный ферзь · g7 чёрная пешка · h7 чёрная пешка · c6 чёрная пешка · d6 белый конь · e6 чёрная пешка · b5 чёрная пешка · e5 белая пешка · a4 белая пешка · c4 чёрная пешка · b3 чёрный конь · d3 чёрный конь · g3 белая пешка · b2 белая пешка · e2 белый ферзь · f2 белая пешка · g2 белый слон · h2 белая пешка · a1 белая ладья · c1 белый слон · f1 белая ладья · g1 белый король | a8 чёрная ладья · f8 чёрная ладья · g8 чёрный король · a7 чёрная пешка · b7 чёрный слон · d7 чёрный ферзь · g7 чёрная пешка · h7 чёрная пешка · c6 чёрная пешка · d6 белый конь · e6 чёрная пешка · b5 чёрная пешка · e5 белая пешка · a4 белая пешка · c4 чёрная пешка · b3 чёрный конь · d3 чёрный конь · g3 белая пешка · b2 белая пешка · e2 белый ферзь · f2 белая пешка · g2 белый слон · h2 белая пешка · a1 белая ладья · c1 белый слон · f1 белая ладья · g1 белый король | a8 чёрная ладья · f8 чёрная ладья · g8 чёрный король · a7 чёрная пешка · b7 чёрный слон · d7 чёрный ферзь · g7 чёрная пешка · h7 чёрная пешка · c6 чёрная пешка · d6 белый конь · e6 чёрная пешка · b5 чёрная пешка · e5 белая пешка · a4 белая пешка · c4 чёрная пешка · b3 чёрный конь · d3 чёрный конь · g3 белая пешка · b2 белая пешка · e2 белый ферзь · f2 белая пешка · g2 белый слон · h2 белая пешка · a1 белая ладья · c1 белый слон · f1 белая ладья · g1 белый король | a8 чёрная ладья · f8 чёрная ладья · g8 чёрный король · a7 чёрная пешка · b7 чёрный слон · d7 чёрный ферзь · g7 чёрная пешка · h7 чёрная пешка · c6 чёрная пешка · d6 белый конь · e6 чёрная пешка · b5 чёрная пешка · e5 белая пешка · a4 белая пешка · c4 чёрная пешка · b3 чёрный конь · d3 чёрный конь · g3 белая пешка · b2 белая пешка · e2 белый ферзь · f2 белая пешка · g2 белый слон · h2 белая пешка · a1 белая ладья · c1 белый слон · f1 белая ладья · g1 белый король | a8 чёрная ладья · f8 чёрная ладья · g8 чёрный король · a7 чёрная пешка · b7 чёрный слон · d7 чёрный ферзь · g7 чёрная пешка · h7 чёрная пешка · c6 чёрная пешка · d6 белый конь · e6 чёрная пешка · b5 чёрная пешка · e5 белая пешка · a4 белая пешка · c4 чёрная пешка · b3 чёрный конь · d3 чёрный конь · g3 белая пешка · b2 белая пешка · e2 белый ферзь · f2 белая пешка · g2 белый слон · h2 белая пешка · a1 белая ладья · c1 белый слон · f1 белая ладья · g1 белый король | a8 чёрная ладья · f8 чёрная ладья · g8 чёрный король · a7 чёрная пешка · b7 чёрный слон · d7 чёрный ферзь · g7 чёрная пешка · h7 чёрная пешка · c6 чёрная пешка · d6 белый конь · e6 чёрная пешка · b5 чёрная пешка · e5 белая пешка · a4 белая пешка · c4 чёрная пешка · b3 чёрный конь · d3 чёрный конь · g3 белая пешка · b2 белая пешка · e2 белый ферзь · f2 белая пешка · g2 белый слон · h2 белая пешка · a1 белая ладья · c1 белый слон · f1 белая ладья · g1 белый король | 4 |
| 3 | a8 чёрная ладья · f8 чёрная ладья · g8 чёрный король · a7 чёрная пешка · b7 чёрный слон · d7 чёрный ферзь · g7 чёрная пешка · h7 чёрная пешка · c6 чёрная пешка · d6 белый конь · e6 чёрная пешка · b5 чёрная пешка · e5 белая пешка · a4 белая пешка · c4 чёрная пешка · b3 чёрный конь · d3 чёрный конь · g3 белая пешка · b2 белая пешка · e2 белый ферзь · f2 белая пешка · g2 белый слон · h2 белая пешка · a1 белая ладья · c1 белый слон · f1 белая ладья · g1 белый король | a8 чёрная ладья · f8 чёрная ладья · g8 чёрный король · a7 чёрная пешка · b7 чёрный слон · d7 чёрный ферзь · g7 чёрная пешка · h7 чёрная пешка · c6 чёрная пешка · d6 белый конь · e6 чёрная пешка · b5 чёрная пешка · e5 белая пешка · a4 белая пешка · c4 чёрная пешка · b3 чёрный конь · d3 чёрный конь · g3 белая пешка · b2 белая пешка · e2 белый ферзь · f2 белая пешка · g2 белый слон · h2 белая пешка · a1 белая ладья · c1 белый слон · f1 белая ладья · g1 белый король | a8 чёрная ладья · f8 чёрная ладья · g8 чёрный король · a7 чёрная пешка · b7 чёрный слон · d7 чёрный ферзь · g7 чёрная пешка · h7 чёрная пешка · c6 чёрная пешка · d6 белый конь · e6 чёрная пешка · b5 чёрная пешка · e5 белая пешка · a4 белая пешка · c4 чёрная пешка · b3 чёрный конь · d3 чёрный конь · g3 белая пешка · b2 белая пешка · e2 белый ферзь · f2 белая пешка · g2 белый слон · h2 белая пешка · a1 белая ладья · c1 белый слон · f1 белая ладья · g1 белый король | a8 чёрная ладья · f8 чёрная ладья · g8 чёрный король · a7 чёрная пешка · b7 чёрный слон · d7 чёрный ферзь · g7 чёрная пешка · h7 чёрная пешка · c6 чёрная пешка · d6 белый конь · e6 чёрная пешка · b5 чёрная пешка · e5 белая пешка · a4 белая пешка · c4 чёрная пешка · b3 чёрный конь · d3 чёрный конь · g3 белая пешка · b2 белая пешка · e2 белый ферзь · f2 белая пешка · g2 белый слон · h2 белая пешка · a1 белая ладья · c1 белый слон · f1 белая ладья · g1 белый король | a8 чёрная ладья · f8 чёрная ладья · g8 чёрный король · a7 чёрная пешка · b7 чёрный слон · d7 чёрный ферзь · g7 чёрная пешка · h7 чёрная пешка · c6 чёрная пешка · d6 белый конь · e6 чёрная пешка · b5 чёрная пешка · e5 белая пешка · a4 белая пешка · c4 чёрная пешка · b3 чёрный конь · d3 чёрный конь · g3 белая пешка · b2 белая пешка · e2 белый ферзь · f2 белая пешка · g2 белый слон · h2 белая пешка · a1 белая ладья · c1 белый слон · f1 белая ладья · g1 белый король | a8 чёрная ладья · f8 чёрная ладья · g8 чёрный король · a7 чёрная пешка · b7 чёрный слон · d7 чёрный ферзь · g7 чёрная пешка · h7 чёрная пешка · c6 чёрная пешка · d6 белый конь · e6 чёрная пешка · b5 чёрная пешка · e5 белая пешка · a4 белая пешка · c4 чёрная пешка · b3 чёрный конь · d3 чёрный конь · g3 белая пешка · b2 белая пешка · e2 белый ферзь · f2 белая пешка · g2 белый слон · h2 белая пешка · a1 белая ладья · c1 белый слон · f1 белая ладья · g1 белый король | a8 чёрная ладья · f8 чёрная ладья · g8 чёрный король · a7 чёрная пешка · b7 чёрный слон · d7 чёрный ферзь · g7 чёрная пешка · h7 чёрная пешка · c6 чёрная пешка · d6 белый конь · e6 чёрная пешка · b5 чёрная пешка · e5 белая пешка · a4 белая пешка · c4 чёрная пешка · b3 чёрный конь · d3 чёрный конь · g3 белая пешка · b2 белая пешка · e2 белый ферзь · f2 белая пешка · g2 белый слон · h2 белая пешка · a1 белая ладья · c1 белый слон · f1 белая ладья · g1 белый король | a8 чёрная ладья · f8 чёрная ладья · g8 чёрный король · a7 чёрная пешка · b7 чёрный слон · d7 чёрный ферзь · g7 чёрная пешка · h7 чёрная пешка · c6 чёрная пешка · d6 белый конь · e6 чёрная пешка · b5 чёрная пешка · e5 белая пешка · a4 белая пешка · c4 чёрная пешка · b3 чёрный конь · d3 чёрный конь · g3 белая пешка · b2 белая пешка · e2 белый ферзь · f2 белая пешка · g2 белый слон · h2 белая пешка · a1 белая ладья · c1 белый слон · f1 белая ладья · g1 белый король | 3 |
| 2 | a8 чёрная ладья · f8 чёрная ладья · g8 чёрный король · a7 чёрная пешка · b7 чёрный слон · d7 чёрный ферзь · g7 чёрная пешка · h7 чёрная пешка · c6 чёрная пешка · d6 белый конь · e6 чёрная пешка · b5 чёрная пешка · e5 белая пешка · a4 белая пешка · c4 чёрная пешка · b3 чёрный конь · d3 чёрный конь · g3 белая пешка · b2 белая пешка · e2 белый ферзь · f2 белая пешка · g2 белый слон · h2 белая пешка · a1 белая ладья · c1 белый слон · f1 белая ладья · g1 белый король | a8 чёрная ладья · f8 чёрная ладья · g8 чёрный король · a7 чёрная пешка · b7 чёрный слон · d7 чёрный ферзь · g7 чёрная пешка · h7 чёрная пешка · c6 чёрная пешка · d6 белый конь · e6 чёрная пешка · b5 чёрная пешка · e5 белая пешка · a4 белая пешка · c4 чёрная пешка · b3 чёрный конь · d3 чёрный конь · g3 белая пешка · b2 белая пешка · e2 белый ферзь · f2 белая пешка · g2 белый слон · h2 белая пешка · a1 белая ладья · c1 белый слон · f1 белая ладья · g1 белый король | a8 чёрная ладья · f8 чёрная ладья · g8 чёрный король · a7 чёрная пешка · b7 чёрный слон · d7 чёрный ферзь · g7 чёрная пешка · h7 чёрная пешка · c6 чёрная пешка · d6 белый конь · e6 чёрная пешка · b5 чёрная пешка · e5 белая пешка · a4 белая пешка · c4 чёрная пешка · b3 чёрный конь · d3 чёрный конь · g3 белая пешка · b2 белая пешка · e2 белый ферзь · f2 белая пешка · g2 белый слон · h2 белая пешка · a1 белая ладья · c1 белый слон · f1 белая ладья · g1 белый король | a8 чёрная ладья · f8 чёрная ладья · g8 чёрный король · a7 чёрная пешка · b7 чёрный слон · d7 чёрный ферзь · g7 чёрная пешка · h7 чёрная пешка · c6 чёрная пешка · d6 белый конь · e6 чёрная пешка · b5 чёрная пешка · e5 белая пешка · a4 белая пешка · c4 чёрная пешка · b3 чёрный конь · d3 чёрный конь · g3 белая пешка · b2 белая пешка · e2 белый ферзь · f2 белая пешка · g2 белый слон · h2 белая пешка · a1 белая ладья · c1 белый слон · f1 белая ладья · g1 белый король | a8 чёрная ладья · f8 чёрная ладья · g8 чёрный король · a7 чёрная пешка · b7 чёрный слон · d7 чёрный ферзь · g7 чёрная пешка · h7 чёрная пешка · c6 чёрная пешка · d6 белый конь · e6 чёрная пешка · b5 чёрная пешка · e5 белая пешка · a4 белая пешка · c4 чёрная пешка · b3 чёрный конь · d3 чёрный конь · g3 белая пешка · b2 белая пешка · e2 белый ферзь · f2 белая пешка · g2 белый слон · h2 белая пешка · a1 белая ладья · c1 белый слон · f1 белая ладья · g1 белый король | a8 чёрная ладья · f8 чёрная ладья · g8 чёрный король · a7 чёрная пешка · b7 чёрный слон · d7 чёрный ферзь · g7 чёрная пешка · h7 чёрная пешка · c6 чёрная пешка · d6 белый конь · e6 чёрная пешка · b5 чёрная пешка · e5 белая пешка · a4 белая пешка · c4 чёрная пешка · b3 чёрный конь · d3 чёрный конь · g3 белая пешка · b2 белая пешка · e2 белый ферзь · f2 белая пешка · g2 белый слон · h2 белая пешка · a1 белая ладья · c1 белый слон · f1 белая ладья · g1 белый король | a8 чёрная ладья · f8 чёрная ладья · g8 чёрный король · a7 чёрная пешка · b7 чёрный слон · d7 чёрный ферзь · g7 чёрная пешка · h7 чёрная пешка · c6 чёрная пешка · d6 белый конь · e6 чёрная пешка · b5 чёрная пешка · e5 белая пешка · a4 белая пешка · c4 чёрная пешка · b3 чёрный конь · d3 чёрный конь · g3 белая пешка · b2 белая пешка · e2 белый ферзь · f2 белая пешка · g2 белый слон · h2 белая пешка · a1 белая ладья · c1 белый слон · f1 белая ладья · g1 белый король | a8 чёрная ладья · f8 чёрная ладья · g8 чёрный король · a7 чёрная пешка · b7 чёрный слон · d7 чёрный ферзь · g7 чёрная пешка · h7 чёрная пешка · c6 чёрная пешка · d6 белый конь · e6 чёрная пешка · b5 чёрная пешка · e5 белая пешка · a4 белая пешка · c4 чёрная пешка · b3 чёрный конь · d3 чёрный конь · g3 белая пешка · b2 белая пешка · e2 белый ферзь · f2 белая пешка · g2 белый слон · h2 белая пешка · a1 белая ладья · c1 белый слон · f1 белая ладья · g1 белый король | 2 |
| 1 | a8 чёрная ладья · f8 чёрная ладья · g8 чёрный король · a7 чёрная пешка · b7 чёрный слон · d7 чёрный ферзь · g7 чёрная пешка · h7 чёрная пешка · c6 чёрная пешка · d6 белый конь · e6 чёрная пешка · b5 чёрная пешка · e5 белая пешка · a4 белая пешка · c4 чёрная пешка · b3 чёрный конь · d3 чёрный конь · g3 белая пешка · b2 белая пешка · e2 белый ферзь · f2 белая пешка · g2 белый слон · h2 белая пешка · a1 белая ладья · c1 белый слон · f1 белая ладья · g1 белый король | a8 чёрная ладья · f8 чёрная ладья · g8 чёрный король · a7 чёрная пешка · b7 чёрный слон · d7 чёрный ферзь · g7 чёрная пешка · h7 чёрная пешка · c6 чёрная пешка · d6 белый конь · e6 чёрная пешка · b5 чёрная пешка · e5 белая пешка · a4 белая пешка · c4 чёрная пешка · b3 чёрный конь · d3 чёрный конь · g3 белая пешка · b2 белая пешка · e2 белый ферзь · f2 белая пешка · g2 белый слон · h2 белая пешка · a1 белая ладья · c1 белый слон · f1 белая ладья · g1 белый король | a8 чёрная ладья · f8 чёрная ладья · g8 чёрный король · a7 чёрная пешка · b7 чёрный слон · d7 чёрный ферзь · g7 чёрная пешка · h7 чёрная пешка · c6 чёрная пешка · d6 белый конь · e6 чёрная пешка · b5 чёрная пешка · e5 белая пешка · a4 белая пешка · c4 чёрная пешка · b3 чёрный конь · d3 чёрный конь · g3 белая пешка · b2 белая пешка · e2 белый ферзь · f2 белая пешка · g2 белый слон · h2 белая пешка · a1 белая ладья · c1 белый слон · f1 белая ладья · g1 белый король | a8 чёрная ладья · f8 чёрная ладья · g8 чёрный король · a7 чёрная пешка · b7 чёрный слон · d7 чёрный ферзь · g7 чёрная пешка · h7 чёрная пешка · c6 чёрная пешка · d6 белый конь · e6 чёрная пешка · b5 чёрная пешка · e5 белая пешка · a4 белая пешка · c4 чёрная пешка · b3 чёрный конь · d3 чёрный конь · g3 белая пешка · b2 белая пешка · e2 белый ферзь · f2 белая пешка · g2 белый слон · h2 белая пешка · a1 белая ладья · c1 белый слон · f1 белая ладья · g1 белый король | a8 чёрная ладья · f8 чёрная ладья · g8 чёрный король · a7 чёрная пешка · b7 чёрный слон · d7 чёрный ферзь · g7 чёрная пешка · h7 чёрная пешка · c6 чёрная пешка · d6 белый конь · e6 чёрная пешка · b5 чёрная пешка · e5 белая пешка · a4 белая пешка · c4 чёрная пешка · b3 чёрный конь · d3 чёрный конь · g3 белая пешка · b2 белая пешка · e2 белый ферзь · f2 белая пешка · g2 белый слон · h2 белая пешка · a1 белая ладья · c1 белый слон · f1 белая ладья · g1 белый король | a8 чёрная ладья · f8 чёрная ладья · g8 чёрный король · a7 чёрная пешка · b7 чёрный слон · d7 чёрный ферзь · g7 чёрная пешка · h7 чёрная пешка · c6 чёрная пешка · d6 белый конь · e6 чёрная пешка · b5 чёрная пешка · e5 белая пешка · a4 белая пешка · c4 чёрная пешка · b3 чёрный конь · d3 чёрный конь · g3 белая пешка · b2 белая пешка · e2 белый ферзь · f2 белая пешка · g2 белый слон · h2 белая пешка · a1 белая ладья · c1 белый слон · f1 белая ладья · g1 белый король | a8 чёрная ладья · f8 чёрная ладья · g8 чёрный король · a7 чёрная пешка · b7 чёрный слон · d7 чёрный ферзь · g7 чёрная пешка · h7 чёрная пешка · c6 чёрная пешка · d6 белый конь · e6 чёрная пешка · b5 чёрная пешка · e5 белая пешка · a4 белая пешка · c4 чёрная пешка · b3 чёрный конь · d3 чёрный конь · g3 белая пешка · b2 белая пешка · e2 белый ферзь · f2 белая пешка · g2 белый слон · h2 белая пешка · a1 белая ладья · c1 белый слон · f1 белая ладья · g1 белый король | a8 чёрная ладья · f8 чёрная ладья · g8 чёрный король · a7 чёрная пешка · b7 чёрный слон · d7 чёрный ферзь · g7 чёрная пешка · h7 чёрная пешка · c6 чёрная пешка · d6 белый конь · e6 чёрная пешка · b5 чёрная пешка · e5 белая пешка · a4 белая пешка · c4 чёрная пешка · b3 чёрный конь · d3 чёрный конь · g3 белая пешка · b2 белая пешка · e2 белый ферзь · f2 белая пешка · g2 белый слон · h2 белая пешка · a1 белая ладья · c1 белый слон · f1 белая ладья · g1 белый король | 1 |
|   | a | b | c | d | e | f | g | h |   |

Вторая партия завершилась вничью на 58-м ходу. После 19-го хода чёрных (см. диаграмму) белые (Карлсен) пожертвовали качество (ладью и слона за 2 коней), однако при этом имеют сильного коня (форпост) на поле d6. Хоу Ифань посчитала, что при правильном расчёте данное положение белых приемлемо. С другой стороны, ход 20. Лb1 не одобряется шахматными движками, и ход 20. Сe3 в этой позиции считается лучше.
Ближе к концу игры, на 37-м ходу, чёрные (Непомнящий) решили «проблему» коня на d6, отдав качество (ладью за коня и пешку) назад и сильно упростив позицию. После размена ферзей получился теоретически ничейный ладейный эндшпиль с пешками «три на две на одном фланге», в котором обе стороны позже согласились на ничью.
Каталонское начало, классический вариант (ECO E05)
1. d4 Кf6 2. c4 e6 3. Кf3 d5 4. g3 Сe7 5. Сg2 O-O 6. O-O dxc4 7. Фc2 b5 8. Кe5 c6 9. a4 Кd5 10. Кc3 f6 11. Кf3 Фd7 12. e4 Кb4 13. Фe2 Кd3 14. e5 Сb7 15. exf6 Сxf6 16. Кe4 Кa6 17. Кe5 Сxe5 18. dxe5 Кac5 19. Кd6 Кb3 20. Лb1 Кbxc1 21. Лbxc1 Кxc1 22. Лxc1 Лab8 23. Лd1 Сa8 24. Сe4 c3 25. Фc2 g6 26. bxc3 bxa4 27. Фxa4 Лfd8 28. Лa1 c5 29. Фc4 Сxe4 30. Кxe4 Крh8 31. Кd6 Лb6 32. Фxc5 Лdb8 33. Крg2 a6 34. Крh3 Лc6 35. Фd4 Крg8 36. c4 Фc7 37. Фg4 Лxd6 38. exd6 Фxd6 39. c5 Фxc5 40. Фxe6+ Крg7 41. Лxa6 Лf8 42. f4 Фf5+ 43. Фxf5 Лxf5 44. Лa7+ Крg8 45. Крg4 Лb5 46. Лe7 Лa5 47. Лe5 Лa7 48. h4 Крg7 49. h5 Крh6 50. Крh4 Лa1 51. g4 Лh1+ 52. Крg3 gxh5 53. Лe6+ Крg7 54. g5 Лg1+ 55. Крf2 Лa1 56. Лh6 Лa4 57. Крf3 Лa3+ 58. Крf2 Лa4
1/2-1/2

#### Партия 3: Непомнящий — Карлсен, ½–½
|   | a | b | c | d | e | f | g | h |   |
| - | --- | --- | --- | --- | --- | --- | --- | --- | - |
| 8 | a8 чёрная ладья · c8 чёрный слон · d8 чёрный ферзь · e8 чёрная ладья · f8 чёрный слон · g8 чёрный король · c7 чёрная пешка · f7 чёрная пешка · g7 чёрная пешка · c6 чёрный конь · d6 чёрная пешка · f6 чёрный конь · h6 чёрная пешка · a5 чёрная пешка · e5 чёрная пешка · a4 белая пешка · c4 белый конь · e4 белая пешка · b3 белый слон · c3 белый слон · d3 белая пешка · f3 белый конь · b2 белая пешка · f2 белая пешка · g2 белая пешка · h2 белая пешка · c1 белая ладья · d1 белый ферзь · e1 белая ладья · g1 белый король | a8 чёрная ладья · c8 чёрный слон · d8 чёрный ферзь · e8 чёрная ладья · f8 чёрный слон · g8 чёрный король · c7 чёрная пешка · f7 чёрная пешка · g7 чёрная пешка · c6 чёрный конь · d6 чёрная пешка · f6 чёрный конь · h6 чёрная пешка · a5 чёрная пешка · e5 чёрная пешка · a4 белая пешка · c4 белый конь · e4 белая пешка · b3 белый слон · c3 белый слон · d3 белая пешка · f3 белый конь · b2 белая пешка · f2 белая пешка · g2 белая пешка · h2 белая пешка · c1 белая ладья · d1 белый ферзь · e1 белая ладья · g1 белый король | a8 чёрная ладья · c8 чёрный слон · d8 чёрный ферзь · e8 чёрная ладья · f8 чёрный слон · g8 чёрный король · c7 чёрная пешка · f7 чёрная пешка · g7 чёрная пешка · c6 чёрный конь · d6 чёрная пешка · f6 чёрный конь · h6 чёрная пешка · a5 чёрная пешка · e5 чёрная пешка · a4 белая пешка · c4 белый конь · e4 белая пешка · b3 белый слон · c3 белый слон · d3 белая пешка · f3 белый конь · b2 белая пешка · f2 белая пешка · g2 белая пешка · h2 белая пешка · c1 белая ладья · d1 белый ферзь · e1 белая ладья · g1 белый король | a8 чёрная ладья · c8 чёрный слон · d8 чёрный ферзь · e8 чёрная ладья · f8 чёрный слон · g8 чёрный король · c7 чёрная пешка · f7 чёрная пешка · g7 чёрная пешка · c6 чёрный конь · d6 чёрная пешка · f6 чёрный конь · h6 чёрная пешка · a5 чёрная пешка · e5 чёрная пешка · a4 белая пешка · c4 белый конь · e4 белая пешка · b3 белый слон · c3 белый слон · d3 белая пешка · f3 белый конь · b2 белая пешка · f2 белая пешка · g2 белая пешка · h2 белая пешка · c1 белая ладья · d1 белый ферзь · e1 белая ладья · g1 белый король | a8 чёрная ладья · c8 чёрный слон · d8 чёрный ферзь · e8 чёрная ладья · f8 чёрный слон · g8 чёрный король · c7 чёрная пешка · f7 чёрная пешка · g7 чёрная пешка · c6 чёрный конь · d6 чёрная пешка · f6 чёрный конь · h6 чёрная пешка · a5 чёрная пешка · e5 чёрная пешка · a4 белая пешка · c4 белый конь · e4 белая пешка · b3 белый слон · c3 белый слон · d3 белая пешка · f3 белый конь · b2 белая пешка · f2 белая пешка · g2 белая пешка · h2 белая пешка · c1 белая ладья · d1 белый ферзь · e1 белая ладья · g1 белый король | a8 чёрная ладья · c8 чёрный слон · d8 чёрный ферзь · e8 чёрная ладья · f8 чёрный слон · g8 чёрный король · c7 чёрная пешка · f7 чёрная пешка · g7 чёрная пешка · c6 чёрный конь · d6 чёрная пешка · f6 чёрный конь · h6 чёрная пешка · a5 чёрная пешка · e5 чёрная пешка · a4 белая пешка · c4 белый конь · e4 белая пешка · b3 белый слон · c3 белый слон · d3 белая пешка · f3 белый конь · b2 белая пешка · f2 белая пешка · g2 белая пешка · h2 белая пешка · c1 белая ладья · d1 белый ферзь · e1 белая ладья · g1 белый король | a8 чёрная ладья · c8 чёрный слон · d8 чёрный ферзь · e8 чёрная ладья · f8 чёрный слон · g8 чёрный король · c7 чёрная пешка · f7 чёрная пешка · g7 чёрная пешка · c6 чёрный конь · d6 чёрная пешка · f6 чёрный конь · h6 чёрная пешка · a5 чёрная пешка · e5 чёрная пешка · a4 белая пешка · c4 белый конь · e4 белая пешка · b3 белый слон · c3 белый слон · d3 белая пешка · f3 белый конь · b2 белая пешка · f2 белая пешка · g2 белая пешка · h2 белая пешка · c1 белая ладья · d1 белый ферзь · e1 белая ладья · g1 белый король | a8 чёрная ладья · c8 чёрный слон · d8 чёрный ферзь · e8 чёрная ладья · f8 чёрный слон · g8 чёрный король · c7 чёрная пешка · f7 чёрная пешка · g7 чёрная пешка · c6 чёрный конь · d6 чёрная пешка · f6 чёрный конь · h6 чёрная пешка · a5 чёрная пешка · e5 чёрная пешка · a4 белая пешка · c4 белый конь · e4 белая пешка · b3 белый слон · c3 белый слон · d3 белая пешка · f3 белый конь · b2 белая пешка · f2 белая пешка · g2 белая пешка · h2 белая пешка · c1 белая ладья · d1 белый ферзь · e1 белая ладья · g1 белый король | 8 |
| 7 | a8 чёрная ладья · c8 чёрный слон · d8 чёрный ферзь · e8 чёрная ладья · f8 чёрный слон · g8 чёрный король · c7 чёрная пешка · f7 чёрная пешка · g7 чёрная пешка · c6 чёрный конь · d6 чёрная пешка · f6 чёрный конь · h6 чёрная пешка · a5 чёрная пешка · e5 чёрная пешка · a4 белая пешка · c4 белый конь · e4 белая пешка · b3 белый слон · c3 белый слон · d3 белая пешка · f3 белый конь · b2 белая пешка · f2 белая пешка · g2 белая пешка · h2 белая пешка · c1 белая ладья · d1 белый ферзь · e1 белая ладья · g1 белый король | a8 чёрная ладья · c8 чёрный слон · d8 чёрный ферзь · e8 чёрная ладья · f8 чёрный слон · g8 чёрный король · c7 чёрная пешка · f7 чёрная пешка · g7 чёрная пешка · c6 чёрный конь · d6 чёрная пешка · f6 чёрный конь · h6 чёрная пешка · a5 чёрная пешка · e5 чёрная пешка · a4 белая пешка · c4 белый конь · e4 белая пешка · b3 белый слон · c3 белый слон · d3 белая пешка · f3 белый конь · b2 белая пешка · f2 белая пешка · g2 белая пешка · h2 белая пешка · c1 белая ладья · d1 белый ферзь · e1 белая ладья · g1 белый король | a8 чёрная ладья · c8 чёрный слон · d8 чёрный ферзь · e8 чёрная ладья · f8 чёрный слон · g8 чёрный король · c7 чёрная пешка · f7 чёрная пешка · g7 чёрная пешка · c6 чёрный конь · d6 чёрная пешка · f6 чёрный конь · h6 чёрная пешка · a5 чёрная пешка · e5 чёрная пешка · a4 белая пешка · c4 белый конь · e4 белая пешка · b3 белый слон · c3 белый слон · d3 белая пешка · f3 белый конь · b2 белая пешка · f2 белая пешка · g2 белая пешка · h2 белая пешка · c1 белая ладья · d1 белый ферзь · e1 белая ладья · g1 белый король | a8 чёрная ладья · c8 чёрный слон · d8 чёрный ферзь · e8 чёрная ладья · f8 чёрный слон · g8 чёрный король · c7 чёрная пешка · f7 чёрная пешка · g7 чёрная пешка · c6 чёрный конь · d6 чёрная пешка · f6 чёрный конь · h6 чёрная пешка · a5 чёрная пешка · e5 чёрная пешка · a4 белая пешка · c4 белый конь · e4 белая пешка · b3 белый слон · c3 белый слон · d3 белая пешка · f3 белый конь · b2 белая пешка · f2 белая пешка · g2 белая пешка · h2 белая пешка · c1 белая ладья · d1 белый ферзь · e1 белая ладья · g1 белый король | a8 чёрная ладья · c8 чёрный слон · d8 чёрный ферзь · e8 чёрная ладья · f8 чёрный слон · g8 чёрный король · c7 чёрная пешка · f7 чёрная пешка · g7 чёрная пешка · c6 чёрный конь · d6 чёрная пешка · f6 чёрный конь · h6 чёрная пешка · a5 чёрная пешка · e5 чёрная пешка · a4 белая пешка · c4 белый конь · e4 белая пешка · b3 белый слон · c3 белый слон · d3 белая пешка · f3 белый конь · b2 белая пешка · f2 белая пешка · g2 белая пешка · h2 белая пешка · c1 белая ладья · d1 белый ферзь · e1 белая ладья · g1 белый король | a8 чёрная ладья · c8 чёрный слон · d8 чёрный ферзь · e8 чёрная ладья · f8 чёрный слон · g8 чёрный король · c7 чёрная пешка · f7 чёрная пешка · g7 чёрная пешка · c6 чёрный конь · d6 чёрная пешка · f6 чёрный конь · h6 чёрная пешка · a5 чёрная пешка · e5 чёрная пешка · a4 белая пешка · c4 белый конь · e4 белая пешка · b3 белый слон · c3 белый слон · d3 белая пешка · f3 белый конь · b2 белая пешка · f2 белая пешка · g2 белая пешка · h2 белая пешка · c1 белая ладья · d1 белый ферзь · e1 белая ладья · g1 белый король | a8 чёрная ладья · c8 чёрный слон · d8 чёрный ферзь · e8 чёрная ладья · f8 чёрный слон · g8 чёрный король · c7 чёрная пешка · f7 чёрная пешка · g7 чёрная пешка · c6 чёрный конь · d6 чёрная пешка · f6 чёрный конь · h6 чёрная пешка · a5 чёрная пешка · e5 чёрная пешка · a4 белая пешка · c4 белый конь · e4 белая пешка · b3 белый слон · c3 белый слон · d3 белая пешка · f3 белый конь · b2 белая пешка · f2 белая пешка · g2 белая пешка · h2 белая пешка · c1 белая ладья · d1 белый ферзь · e1 белая ладья · g1 белый король | a8 чёрная ладья · c8 чёрный слон · d8 чёрный ферзь · e8 чёрная ладья · f8 чёрный слон · g8 чёрный король · c7 чёрная пешка · f7 чёрная пешка · g7 чёрная пешка · c6 чёрный конь · d6 чёрная пешка · f6 чёрный конь · h6 чёрная пешка · a5 чёрная пешка · e5 чёрная пешка · a4 белая пешка · c4 белый конь · e4 белая пешка · b3 белый слон · c3 белый слон · d3 белая пешка · f3 белый конь · b2 белая пешка · f2 белая пешка · g2 белая пешка · h2 белая пешка · c1 белая ладья · d1 белый ферзь · e1 белая ладья · g1 белый король | 7 |
| 6 | a8 чёрная ладья · c8 чёрный слон · d8 чёрный ферзь · e8 чёрная ладья · f8 чёрный слон · g8 чёрный король · c7 чёрная пешка · f7 чёрная пешка · g7 чёрная пешка · c6 чёрный конь · d6 чёрная пешка · f6 чёрный конь · h6 чёрная пешка · a5 чёрная пешка · e5 чёрная пешка · a4 белая пешка · c4 белый конь · e4 белая пешка · b3 белый слон · c3 белый слон · d3 белая пешка · f3 белый конь · b2 белая пешка · f2 белая пешка · g2 белая пешка · h2 белая пешка · c1 белая ладья · d1 белый ферзь · e1 белая ладья · g1 белый король | a8 чёрная ладья · c8 чёрный слон · d8 чёрный ферзь · e8 чёрная ладья · f8 чёрный слон · g8 чёрный король · c7 чёрная пешка · f7 чёрная пешка · g7 чёрная пешка · c6 чёрный конь · d6 чёрная пешка · f6 чёрный конь · h6 чёрная пешка · a5 чёрная пешка · e5 чёрная пешка · a4 белая пешка · c4 белый конь · e4 белая пешка · b3 белый слон · c3 белый слон · d3 белая пешка · f3 белый конь · b2 белая пешка · f2 белая пешка · g2 белая пешка · h2 белая пешка · c1 белая ладья · d1 белый ферзь · e1 белая ладья · g1 белый король | a8 чёрная ладья · c8 чёрный слон · d8 чёрный ферзь · e8 чёрная ладья · f8 чёрный слон · g8 чёрный король · c7 чёрная пешка · f7 чёрная пешка · g7 чёрная пешка · c6 чёрный конь · d6 чёрная пешка · f6 чёрный конь · h6 чёрная пешка · a5 чёрная пешка · e5 чёрная пешка · a4 белая пешка · c4 белый конь · e4 белая пешка · b3 белый слон · c3 белый слон · d3 белая пешка · f3 белый конь · b2 белая пешка · f2 белая пешка · g2 белая пешка · h2 белая пешка · c1 белая ладья · d1 белый ферзь · e1 белая ладья · g1 белый король | a8 чёрная ладья · c8 чёрный слон · d8 чёрный ферзь · e8 чёрная ладья · f8 чёрный слон · g8 чёрный король · c7 чёрная пешка · f7 чёрная пешка · g7 чёрная пешка · c6 чёрный конь · d6 чёрная пешка · f6 чёрный конь · h6 чёрная пешка · a5 чёрная пешка · e5 чёрная пешка · a4 белая пешка · c4 белый конь · e4 белая пешка · b3 белый слон · c3 белый слон · d3 белая пешка · f3 белый конь · b2 белая пешка · f2 белая пешка · g2 белая пешка · h2 белая пешка · c1 белая ладья · d1 белый ферзь · e1 белая ладья · g1 белый король | a8 чёрная ладья · c8 чёрный слон · d8 чёрный ферзь · e8 чёрная ладья · f8 чёрный слон · g8 чёрный король · c7 чёрная пешка · f7 чёрная пешка · g7 чёрная пешка · c6 чёрный конь · d6 чёрная пешка · f6 чёрный конь · h6 чёрная пешка · a5 чёрная пешка · e5 чёрная пешка · a4 белая пешка · c4 белый конь · e4 белая пешка · b3 белый слон · c3 белый слон · d3 белая пешка · f3 белый конь · b2 белая пешка · f2 белая пешка · g2 белая пешка · h2 белая пешка · c1 белая ладья · d1 белый ферзь · e1 белая ладья · g1 белый король | a8 чёрная ладья · c8 чёрный слон · d8 чёрный ферзь · e8 чёрная ладья · f8 чёрный слон · g8 чёрный король · c7 чёрная пешка · f7 чёрная пешка · g7 чёрная пешка · c6 чёрный конь · d6 чёрная пешка · f6 чёрный конь · h6 чёрная пешка · a5 чёрная пешка · e5 чёрная пешка · a4 белая пешка · c4 белый конь · e4 белая пешка · b3 белый слон · c3 белый слон · d3 белая пешка · f3 белый конь · b2 белая пешка · f2 белая пешка · g2 белая пешка · h2 белая пешка · c1 белая ладья · d1 белый ферзь · e1 белая ладья · g1 белый король | a8 чёрная ладья · c8 чёрный слон · d8 чёрный ферзь · e8 чёрная ладья · f8 чёрный слон · g8 чёрный король · c7 чёрная пешка · f7 чёрная пешка · g7 чёрная пешка · c6 чёрный конь · d6 чёрная пешка · f6 чёрный конь · h6 чёрная пешка · a5 чёрная пешка · e5 чёрная пешка · a4 белая пешка · c4 белый конь · e4 белая пешка · b3 белый слон · c3 белый слон · d3 белая пешка · f3 белый конь · b2 белая пешка · f2 белая пешка · g2 белая пешка · h2 белая пешка · c1 белая ладья · d1 белый ферзь · e1 белая ладья · g1 белый король | a8 чёрная ладья · c8 чёрный слон · d8 чёрный ферзь · e8 чёрная ладья · f8 чёрный слон · g8 чёрный король · c7 чёрная пешка · f7 чёрная пешка · g7 чёрная пешка · c6 чёрный конь · d6 чёрная пешка · f6 чёрный конь · h6 чёрная пешка · a5 чёрная пешка · e5 чёрная пешка · a4 белая пешка · c4 белый конь · e4 белая пешка · b3 белый слон · c3 белый слон · d3 белая пешка · f3 белый конь · b2 белая пешка · f2 белая пешка · g2 белая пешка · h2 белая пешка · c1 белая ладья · d1 белый ферзь · e1 белая ладья · g1 белый король | 6 |
| 5 | a8 чёрная ладья · c8 чёрный слон · d8 чёрный ферзь · e8 чёрная ладья · f8 чёрный слон · g8 чёрный король · c7 чёрная пешка · f7 чёрная пешка · g7 чёрная пешка · c6 чёрный конь · d6 чёрная пешка · f6 чёрный конь · h6 чёрная пешка · a5 чёрная пешка · e5 чёрная пешка · a4 белая пешка · c4 белый конь · e4 белая пешка · b3 белый слон · c3 белый слон · d3 белая пешка · f3 белый конь · b2 белая пешка · f2 белая пешка · g2 белая пешка · h2 белая пешка · c1 белая ладья · d1 белый ферзь · e1 белая ладья · g1 белый король | a8 чёрная ладья · c8 чёрный слон · d8 чёрный ферзь · e8 чёрная ладья · f8 чёрный слон · g8 чёрный король · c7 чёрная пешка · f7 чёрная пешка · g7 чёрная пешка · c6 чёрный конь · d6 чёрная пешка · f6 чёрный конь · h6 чёрная пешка · a5 чёрная пешка · e5 чёрная пешка · a4 белая пешка · c4 белый конь · e4 белая пешка · b3 белый слон · c3 белый слон · d3 белая пешка · f3 белый конь · b2 белая пешка · f2 белая пешка · g2 белая пешка · h2 белая пешка · c1 белая ладья · d1 белый ферзь · e1 белая ладья · g1 белый король | a8 чёрная ладья · c8 чёрный слон · d8 чёрный ферзь · e8 чёрная ладья · f8 чёрный слон · g8 чёрный король · c7 чёрная пешка · f7 чёрная пешка · g7 чёрная пешка · c6 чёрный конь · d6 чёрная пешка · f6 чёрный конь · h6 чёрная пешка · a5 чёрная пешка · e5 чёрная пешка · a4 белая пешка · c4 белый конь · e4 белая пешка · b3 белый слон · c3 белый слон · d3 белая пешка · f3 белый конь · b2 белая пешка · f2 белая пешка · g2 белая пешка · h2 белая пешка · c1 белая ладья · d1 белый ферзь · e1 белая ладья · g1 белый король | a8 чёрная ладья · c8 чёрный слон · d8 чёрный ферзь · e8 чёрная ладья · f8 чёрный слон · g8 чёрный король · c7 чёрная пешка · f7 чёрная пешка · g7 чёрная пешка · c6 чёрный конь · d6 чёрная пешка · f6 чёрный конь · h6 чёрная пешка · a5 чёрная пешка · e5 чёрная пешка · a4 белая пешка · c4 белый конь · e4 белая пешка · b3 белый слон · c3 белый слон · d3 белая пешка · f3 белый конь · b2 белая пешка · f2 белая пешка · g2 белая пешка · h2 белая пешка · c1 белая ладья · d1 белый ферзь · e1 белая ладья · g1 белый король | a8 чёрная ладья · c8 чёрный слон · d8 чёрный ферзь · e8 чёрная ладья · f8 чёрный слон · g8 чёрный король · c7 чёрная пешка · f7 чёрная пешка · g7 чёрная пешка · c6 чёрный конь · d6 чёрная пешка · f6 чёрный конь · h6 чёрная пешка · a5 чёрная пешка · e5 чёрная пешка · a4 белая пешка · c4 белый конь · e4 белая пешка · b3 белый слон · c3 белый слон · d3 белая пешка · f3 белый конь · b2 белая пешка · f2 белая пешка · g2 белая пешка · h2 белая пешка · c1 белая ладья · d1 белый ферзь · e1 белая ладья · g1 белый король | a8 чёрная ладья · c8 чёрный слон · d8 чёрный ферзь · e8 чёрная ладья · f8 чёрный слон · g8 чёрный король · c7 чёрная пешка · f7 чёрная пешка · g7 чёрная пешка · c6 чёрный конь · d6 чёрная пешка · f6 чёрный конь · h6 чёрная пешка · a5 чёрная пешка · e5 чёрная пешка · a4 белая пешка · c4 белый конь · e4 белая пешка · b3 белый слон · c3 белый слон · d3 белая пешка · f3 белый конь · b2 белая пешка · f2 белая пешка · g2 белая пешка · h2 белая пешка · c1 белая ладья · d1 белый ферзь · e1 белая ладья · g1 белый король | a8 чёрная ладья · c8 чёрный слон · d8 чёрный ферзь · e8 чёрная ладья · f8 чёрный слон · g8 чёрный король · c7 чёрная пешка · f7 чёрная пешка · g7 чёрная пешка · c6 чёрный конь · d6 чёрная пешка · f6 чёрный конь · h6 чёрная пешка · a5 чёрная пешка · e5 чёрная пешка · a4 белая пешка · c4 белый конь · e4 белая пешка · b3 белый слон · c3 белый слон · d3 белая пешка · f3 белый конь · b2 белая пешка · f2 белая пешка · g2 белая пешка · h2 белая пешка · c1 белая ладья · d1 белый ферзь · e1 белая ладья · g1 белый король | a8 чёрная ладья · c8 чёрный слон · d8 чёрный ферзь · e8 чёрная ладья · f8 чёрный слон · g8 чёрный король · c7 чёрная пешка · f7 чёрная пешка · g7 чёрная пешка · c6 чёрный конь · d6 чёрная пешка · f6 чёрный конь · h6 чёрная пешка · a5 чёрная пешка · e5 чёрная пешка · a4 белая пешка · c4 белый конь · e4 белая пешка · b3 белый слон · c3 белый слон · d3 белая пешка · f3 белый конь · b2 белая пешка · f2 белая пешка · g2 белая пешка · h2 белая пешка · c1 белая ладья · d1 белый ферзь · e1 белая ладья · g1 белый король | 5 |
| 4 | a8 чёрная ладья · c8 чёрный слон · d8 чёрный ферзь · e8 чёрная ладья · f8 чёрный слон · g8 чёрный король · c7 чёрная пешка · f7 чёрная пешка · g7 чёрная пешка · c6 чёрный конь · d6 чёрная пешка · f6 чёрный конь · h6 чёрная пешка · a5 чёрная пешка · e5 чёрная пешка · a4 белая пешка · c4 белый конь · e4 белая пешка · b3 белый слон · c3 белый слон · d3 белая пешка · f3 белый конь · b2 белая пешка · f2 белая пешка · g2 белая пешка · h2 белая пешка · c1 белая ладья · d1 белый ферзь · e1 белая ладья · g1 белый король | a8 чёрная ладья · c8 чёрный слон · d8 чёрный ферзь · e8 чёрная ладья · f8 чёрный слон · g8 чёрный король · c7 чёрная пешка · f7 чёрная пешка · g7 чёрная пешка · c6 чёрный конь · d6 чёрная пешка · f6 чёрный конь · h6 чёрная пешка · a5 чёрная пешка · e5 чёрная пешка · a4 белая пешка · c4 белый конь · e4 белая пешка · b3 белый слон · c3 белый слон · d3 белая пешка · f3 белый конь · b2 белая пешка · f2 белая пешка · g2 белая пешка · h2 белая пешка · c1 белая ладья · d1 белый ферзь · e1 белая ладья · g1 белый король | a8 чёрная ладья · c8 чёрный слон · d8 чёрный ферзь · e8 чёрная ладья · f8 чёрный слон · g8 чёрный король · c7 чёрная пешка · f7 чёрная пешка · g7 чёрная пешка · c6 чёрный конь · d6 чёрная пешка · f6 чёрный конь · h6 чёрная пешка · a5 чёрная пешка · e5 чёрная пешка · a4 белая пешка · c4 белый конь · e4 белая пешка · b3 белый слон · c3 белый слон · d3 белая пешка · f3 белый конь · b2 белая пешка · f2 белая пешка · g2 белая пешка · h2 белая пешка · c1 белая ладья · d1 белый ферзь · e1 белая ладья · g1 белый король | a8 чёрная ладья · c8 чёрный слон · d8 чёрный ферзь · e8 чёрная ладья · f8 чёрный слон · g8 чёрный король · c7 чёрная пешка · f7 чёрная пешка · g7 чёрная пешка · c6 чёрный конь · d6 чёрная пешка · f6 чёрный конь · h6 чёрная пешка · a5 чёрная пешка · e5 чёрная пешка · a4 белая пешка · c4 белый конь · e4 белая пешка · b3 белый слон · c3 белый слон · d3 белая пешка · f3 белый конь · b2 белая пешка · f2 белая пешка · g2 белая пешка · h2 белая пешка · c1 белая ладья · d1 белый ферзь · e1 белая ладья · g1 белый король | a8 чёрная ладья · c8 чёрный слон · d8 чёрный ферзь · e8 чёрная ладья · f8 чёрный слон · g8 чёрный король · c7 чёрная пешка · f7 чёрная пешка · g7 чёрная пешка · c6 чёрный конь · d6 чёрная пешка · f6 чёрный конь · h6 чёрная пешка · a5 чёрная пешка · e5 чёрная пешка · a4 белая пешка · c4 белый конь · e4 белая пешка · b3 белый слон · c3 белый слон · d3 белая пешка · f3 белый конь · b2 белая пешка · f2 белая пешка · g2 белая пешка · h2 белая пешка · c1 белая ладья · d1 белый ферзь · e1 белая ладья · g1 белый король | a8 чёрная ладья · c8 чёрный слон · d8 чёрный ферзь · e8 чёрная ладья · f8 чёрный слон · g8 чёрный король · c7 чёрная пешка · f7 чёрная пешка · g7 чёрная пешка · c6 чёрный конь · d6 чёрная пешка · f6 чёрный конь · h6 чёрная пешка · a5 чёрная пешка · e5 чёрная пешка · a4 белая пешка · c4 белый конь · e4 белая пешка · b3 белый слон · c3 белый слон · d3 белая пешка · f3 белый конь · b2 белая пешка · f2 белая пешка · g2 белая пешка · h2 белая пешка · c1 белая ладья · d1 белый ферзь · e1 белая ладья · g1 белый король | a8 чёрная ладья · c8 чёрный слон · d8 чёрный ферзь · e8 чёрная ладья · f8 чёрный слон · g8 чёрный король · c7 чёрная пешка · f7 чёрная пешка · g7 чёрная пешка · c6 чёрный конь · d6 чёрная пешка · f6 чёрный конь · h6 чёрная пешка · a5 чёрная пешка · e5 чёрная пешка · a4 белая пешка · c4 белый конь · e4 белая пешка · b3 белый слон · c3 белый слон · d3 белая пешка · f3 белый конь · b2 белая пешка · f2 белая пешка · g2 белая пешка · h2 белая пешка · c1 белая ладья · d1 белый ферзь · e1 белая ладья · g1 белый король | a8 чёрная ладья · c8 чёрный слон · d8 чёрный ферзь · e8 чёрная ладья · f8 чёрный слон · g8 чёрный король · c7 чёрная пешка · f7 чёрная пешка · g7 чёрная пешка · c6 чёрный конь · d6 чёрная пешка · f6 чёрный конь · h6 чёрная пешка · a5 чёрная пешка · e5 чёрная пешка · a4 белая пешка · c4 белый конь · e4 белая пешка · b3 белый слон · c3 белый слон · d3 белая пешка · f3 белый конь · b2 белая пешка · f2 белая пешка · g2 белая пешка · h2 белая пешка · c1 белая ладья · d1 белый ферзь · e1 белая ладья · g1 белый король | 4 |
| 3 | a8 чёрная ладья · c8 чёрный слон · d8 чёрный ферзь · e8 чёрная ладья · f8 чёрный слон · g8 чёрный король · c7 чёрная пешка · f7 чёрная пешка · g7 чёрная пешка · c6 чёрный конь · d6 чёрная пешка · f6 чёрный конь · h6 чёрная пешка · a5 чёрная пешка · e5 чёрная пешка · a4 белая пешка · c4 белый конь · e4 белая пешка · b3 белый слон · c3 белый слон · d3 белая пешка · f3 белый конь · b2 белая пешка · f2 белая пешка · g2 белая пешка · h2 белая пешка · c1 белая ладья · d1 белый ферзь · e1 белая ладья · g1 белый король | a8 чёрная ладья · c8 чёрный слон · d8 чёрный ферзь · e8 чёрная ладья · f8 чёрный слон · g8 чёрный король · c7 чёрная пешка · f7 чёрная пешка · g7 чёрная пешка · c6 чёрный конь · d6 чёрная пешка · f6 чёрный конь · h6 чёрная пешка · a5 чёрная пешка · e5 чёрная пешка · a4 белая пешка · c4 белый конь · e4 белая пешка · b3 белый слон · c3 белый слон · d3 белая пешка · f3 белый конь · b2 белая пешка · f2 белая пешка · g2 белая пешка · h2 белая пешка · c1 белая ладья · d1 белый ферзь · e1 белая ладья · g1 белый король | a8 чёрная ладья · c8 чёрный слон · d8 чёрный ферзь · e8 чёрная ладья · f8 чёрный слон · g8 чёрный король · c7 чёрная пешка · f7 чёрная пешка · g7 чёрная пешка · c6 чёрный конь · d6 чёрная пешка · f6 чёрный конь · h6 чёрная пешка · a5 чёрная пешка · e5 чёрная пешка · a4 белая пешка · c4 белый конь · e4 белая пешка · b3 белый слон · c3 белый слон · d3 белая пешка · f3 белый конь · b2 белая пешка · f2 белая пешка · g2 белая пешка · h2 белая пешка · c1 белая ладья · d1 белый ферзь · e1 белая ладья · g1 белый король | a8 чёрная ладья · c8 чёрный слон · d8 чёрный ферзь · e8 чёрная ладья · f8 чёрный слон · g8 чёрный король · c7 чёрная пешка · f7 чёрная пешка · g7 чёрная пешка · c6 чёрный конь · d6 чёрная пешка · f6 чёрный конь · h6 чёрная пешка · a5 чёрная пешка · e5 чёрная пешка · a4 белая пешка · c4 белый конь · e4 белая пешка · b3 белый слон · c3 белый слон · d3 белая пешка · f3 белый конь · b2 белая пешка · f2 белая пешка · g2 белая пешка · h2 белая пешка · c1 белая ладья · d1 белый ферзь · e1 белая ладья · g1 белый король | a8 чёрная ладья · c8 чёрный слон · d8 чёрный ферзь · e8 чёрная ладья · f8 чёрный слон · g8 чёрный король · c7 чёрная пешка · f7 чёрная пешка · g7 чёрная пешка · c6 чёрный конь · d6 чёрная пешка · f6 чёрный конь · h6 чёрная пешка · a5 чёрная пешка · e5 чёрная пешка · a4 белая пешка · c4 белый конь · e4 белая пешка · b3 белый слон · c3 белый слон · d3 белая пешка · f3 белый конь · b2 белая пешка · f2 белая пешка · g2 белая пешка · h2 белая пешка · c1 белая ладья · d1 белый ферзь · e1 белая ладья · g1 белый король | a8 чёрная ладья · c8 чёрный слон · d8 чёрный ферзь · e8 чёрная ладья · f8 чёрный слон · g8 чёрный король · c7 чёрная пешка · f7 чёрная пешка · g7 чёрная пешка · c6 чёрный конь · d6 чёрная пешка · f6 чёрный конь · h6 чёрная пешка · a5 чёрная пешка · e5 чёрная пешка · a4 белая пешка · c4 белый конь · e4 белая пешка · b3 белый слон · c3 белый слон · d3 белая пешка · f3 белый конь · b2 белая пешка · f2 белая пешка · g2 белая пешка · h2 белая пешка · c1 белая ладья · d1 белый ферзь · e1 белая ладья · g1 белый король | a8 чёрная ладья · c8 чёрный слон · d8 чёрный ферзь · e8 чёрная ладья · f8 чёрный слон · g8 чёрный король · c7 чёрная пешка · f7 чёрная пешка · g7 чёрная пешка · c6 чёрный конь · d6 чёрная пешка · f6 чёрный конь · h6 чёрная пешка · a5 чёрная пешка · e5 чёрная пешка · a4 белая пешка · c4 белый конь · e4 белая пешка · b3 белый слон · c3 белый слон · d3 белая пешка · f3 белый конь · b2 белая пешка · f2 белая пешка · g2 белая пешка · h2 белая пешка · c1 белая ладья · d1 белый ферзь · e1 белая ладья · g1 белый король | a8 чёрная ладья · c8 чёрный слон · d8 чёрный ферзь · e8 чёрная ладья · f8 чёрный слон · g8 чёрный король · c7 чёрная пешка · f7 чёрная пешка · g7 чёрная пешка · c6 чёрный конь · d6 чёрная пешка · f6 чёрный конь · h6 чёрная пешка · a5 чёрная пешка · e5 чёрная пешка · a4 белая пешка · c4 белый конь · e4 белая пешка · b3 белый слон · c3 белый слон · d3 белая пешка · f3 белый конь · b2 белая пешка · f2 белая пешка · g2 белая пешка · h2 белая пешка · c1 белая ладья · d1 белый ферзь · e1 белая ладья · g1 белый король | 3 |
| 2 | a8 чёрная ладья · c8 чёрный слон · d8 чёрный ферзь · e8 чёрная ладья · f8 чёрный слон · g8 чёрный король · c7 чёрная пешка · f7 чёрная пешка · g7 чёрная пешка · c6 чёрный конь · d6 чёрная пешка · f6 чёрный конь · h6 чёрная пешка · a5 чёрная пешка · e5 чёрная пешка · a4 белая пешка · c4 белый конь · e4 белая пешка · b3 белый слон · c3 белый слон · d3 белая пешка · f3 белый конь · b2 белая пешка · f2 белая пешка · g2 белая пешка · h2 белая пешка · c1 белая ладья · d1 белый ферзь · e1 белая ладья · g1 белый король | a8 чёрная ладья · c8 чёрный слон · d8 чёрный ферзь · e8 чёрная ладья · f8 чёрный слон · g8 чёрный король · c7 чёрная пешка · f7 чёрная пешка · g7 чёрная пешка · c6 чёрный конь · d6 чёрная пешка · f6 чёрный конь · h6 чёрная пешка · a5 чёрная пешка · e5 чёрная пешка · a4 белая пешка · c4 белый конь · e4 белая пешка · b3 белый слон · c3 белый слон · d3 белая пешка · f3 белый конь · b2 белая пешка · f2 белая пешка · g2 белая пешка · h2 белая пешка · c1 белая ладья · d1 белый ферзь · e1 белая ладья · g1 белый король | a8 чёрная ладья · c8 чёрный слон · d8 чёрный ферзь · e8 чёрная ладья · f8 чёрный слон · g8 чёрный король · c7 чёрная пешка · f7 чёрная пешка · g7 чёрная пешка · c6 чёрный конь · d6 чёрная пешка · f6 чёрный конь · h6 чёрная пешка · a5 чёрная пешка · e5 чёрная пешка · a4 белая пешка · c4 белый конь · e4 белая пешка · b3 белый слон · c3 белый слон · d3 белая пешка · f3 белый конь · b2 белая пешка · f2 белая пешка · g2 белая пешка · h2 белая пешка · c1 белая ладья · d1 белый ферзь · e1 белая ладья · g1 белый король | a8 чёрная ладья · c8 чёрный слон · d8 чёрный ферзь · e8 чёрная ладья · f8 чёрный слон · g8 чёрный король · c7 чёрная пешка · f7 чёрная пешка · g7 чёрная пешка · c6 чёрный конь · d6 чёрная пешка · f6 чёрный конь · h6 чёрная пешка · a5 чёрная пешка · e5 чёрная пешка · a4 белая пешка · c4 белый конь · e4 белая пешка · b3 белый слон · c3 белый слон · d3 белая пешка · f3 белый конь · b2 белая пешка · f2 белая пешка · g2 белая пешка · h2 белая пешка · c1 белая ладья · d1 белый ферзь · e1 белая ладья · g1 белый король | a8 чёрная ладья · c8 чёрный слон · d8 чёрный ферзь · e8 чёрная ладья · f8 чёрный слон · g8 чёрный король · c7 чёрная пешка · f7 чёрная пешка · g7 чёрная пешка · c6 чёрный конь · d6 чёрная пешка · f6 чёрный конь · h6 чёрная пешка · a5 чёрная пешка · e5 чёрная пешка · a4 белая пешка · c4 белый конь · e4 белая пешка · b3 белый слон · c3 белый слон · d3 белая пешка · f3 белый конь · b2 белая пешка · f2 белая пешка · g2 белая пешка · h2 белая пешка · c1 белая ладья · d1 белый ферзь · e1 белая ладья · g1 белый король | a8 чёрная ладья · c8 чёрный слон · d8 чёрный ферзь · e8 чёрная ладья · f8 чёрный слон · g8 чёрный король · c7 чёрная пешка · f7 чёрная пешка · g7 чёрная пешка · c6 чёрный конь · d6 чёрная пешка · f6 чёрный конь · h6 чёрная пешка · a5 чёрная пешка · e5 чёрная пешка · a4 белая пешка · c4 белый конь · e4 белая пешка · b3 белый слон · c3 белый слон · d3 белая пешка · f3 белый конь · b2 белая пешка · f2 белая пешка · g2 белая пешка · h2 белая пешка · c1 белая ладья · d1 белый ферзь · e1 белая ладья · g1 белый король | a8 чёрная ладья · c8 чёрный слон · d8 чёрный ферзь · e8 чёрная ладья · f8 чёрный слон · g8 чёрный король · c7 чёрная пешка · f7 чёрная пешка · g7 чёрная пешка · c6 чёрный конь · d6 чёрная пешка · f6 чёрный конь · h6 чёрная пешка · a5 чёрная пешка · e5 чёрная пешка · a4 белая пешка · c4 белый конь · e4 белая пешка · b3 белый слон · c3 белый слон · d3 белая пешка · f3 белый конь · b2 белая пешка · f2 белая пешка · g2 белая пешка · h2 белая пешка · c1 белая ладья · d1 белый ферзь · e1 белая ладья · g1 белый король | a8 чёрная ладья · c8 чёрный слон · d8 чёрный ферзь · e8 чёрная ладья · f8 чёрный слон · g8 чёрный король · c7 чёрная пешка · f7 чёрная пешка · g7 чёрная пешка · c6 чёрный конь · d6 чёрная пешка · f6 чёрный конь · h6 чёрная пешка · a5 чёрная пешка · e5 чёрная пешка · a4 белая пешка · c4 белый конь · e4 белая пешка · b3 белый слон · c3 белый слон · d3 белая пешка · f3 белый конь · b2 белая пешка · f2 белая пешка · g2 белая пешка · h2 белая пешка · c1 белая ладья · d1 белый ферзь · e1 белая ладья · g1 белый король | 2 |
| 1 | a8 чёрная ладья · c8 чёрный слон · d8 чёрный ферзь · e8 чёрная ладья · f8 чёрный слон · g8 чёрный король · c7 чёрная пешка · f7 чёрная пешка · g7 чёрная пешка · c6 чёрный конь · d6 чёрная пешка · f6 чёрный конь · h6 чёрная пешка · a5 чёрная пешка · e5 чёрная пешка · a4 белая пешка · c4 белый конь · e4 белая пешка · b3 белый слон · c3 белый слон · d3 белая пешка · f3 белый конь · b2 белая пешка · f2 белая пешка · g2 белая пешка · h2 белая пешка · c1 белая ладья · d1 белый ферзь · e1 белая ладья · g1 белый король | a8 чёрная ладья · c8 чёрный слон · d8 чёрный ферзь · e8 чёрная ладья · f8 чёрный слон · g8 чёрный король · c7 чёрная пешка · f7 чёрная пешка · g7 чёрная пешка · c6 чёрный конь · d6 чёрная пешка · f6 чёрный конь · h6 чёрная пешка · a5 чёрная пешка · e5 чёрная пешка · a4 белая пешка · c4 белый конь · e4 белая пешка · b3 белый слон · c3 белый слон · d3 белая пешка · f3 белый конь · b2 белая пешка · f2 белая пешка · g2 белая пешка · h2 белая пешка · c1 белая ладья · d1 белый ферзь · e1 белая ладья · g1 белый король | a8 чёрная ладья · c8 чёрный слон · d8 чёрный ферзь · e8 чёрная ладья · f8 чёрный слон · g8 чёрный король · c7 чёрная пешка · f7 чёрная пешка · g7 чёрная пешка · c6 чёрный конь · d6 чёрная пешка · f6 чёрный конь · h6 чёрная пешка · a5 чёрная пешка · e5 чёрная пешка · a4 белая пешка · c4 белый конь · e4 белая пешка · b3 белый слон · c3 белый слон · d3 белая пешка · f3 белый конь · b2 белая пешка · f2 белая пешка · g2 белая пешка · h2 белая пешка · c1 белая ладья · d1 белый ферзь · e1 белая ладья · g1 белый король | a8 чёрная ладья · c8 чёрный слон · d8 чёрный ферзь · e8 чёрная ладья · f8 чёрный слон · g8 чёрный король · c7 чёрная пешка · f7 чёрная пешка · g7 чёрная пешка · c6 чёрный конь · d6 чёрная пешка · f6 чёрный конь · h6 чёрная пешка · a5 чёрная пешка · e5 чёрная пешка · a4 белая пешка · c4 белый конь · e4 белая пешка · b3 белый слон · c3 белый слон · d3 белая пешка · f3 белый конь · b2 белая пешка · f2 белая пешка · g2 белая пешка · h2 белая пешка · c1 белая ладья · d1 белый ферзь · e1 белая ладья · g1 белый король | a8 чёрная ладья · c8 чёрный слон · d8 чёрный ферзь · e8 чёрная ладья · f8 чёрный слон · g8 чёрный король · c7 чёрная пешка · f7 чёрная пешка · g7 чёрная пешка · c6 чёрный конь · d6 чёрная пешка · f6 чёрный конь · h6 чёрная пешка · a5 чёрная пешка · e5 чёрная пешка · a4 белая пешка · c4 белый конь · e4 белая пешка · b3 белый слон · c3 белый слон · d3 белая пешка · f3 белый конь · b2 белая пешка · f2 белая пешка · g2 белая пешка · h2 белая пешка · c1 белая ладья · d1 белый ферзь · e1 белая ладья · g1 белый король | a8 чёрная ладья · c8 чёрный слон · d8 чёрный ферзь · e8 чёрная ладья · f8 чёрный слон · g8 чёрный король · c7 чёрная пешка · f7 чёрная пешка · g7 чёрная пешка · c6 чёрный конь · d6 чёрная пешка · f6 чёрный конь · h6 чёрная пешка · a5 чёрная пешка · e5 чёрная пешка · a4 белая пешка · c4 белый конь · e4 белая пешка · b3 белый слон · c3 белый слон · d3 белая пешка · f3 белый конь · b2 белая пешка · f2 белая пешка · g2 белая пешка · h2 белая пешка · c1 белая ладья · d1 белый ферзь · e1 белая ладья · g1 белый король | a8 чёрная ладья · c8 чёрный слон · d8 чёрный ферзь · e8 чёрная ладья · f8 чёрный слон · g8 чёрный король · c7 чёрная пешка · f7 чёрная пешка · g7 чёрная пешка · c6 чёрный конь · d6 чёрная пешка · f6 чёрный конь · h6 чёрная пешка · a5 чёрная пешка · e5 чёрная пешка · a4 белая пешка · c4 белый конь · e4 белая пешка · b3 белый слон · c3 белый слон · d3 белая пешка · f3 белый конь · b2 белая пешка · f2 белая пешка · g2 белая пешка · h2 белая пешка · c1 белая ладья · d1 белый ферзь · e1 белая ладья · g1 белый король | a8 чёрная ладья · c8 чёрный слон · d8 чёрный ферзь · e8 чёрная ладья · f8 чёрный слон · g8 чёрный король · c7 чёрная пешка · f7 чёрная пешка · g7 чёрная пешка · c6 чёрный конь · d6 чёрная пешка · f6 чёрный конь · h6 чёрная пешка · a5 чёрная пешка · e5 чёрная пешка · a4 белая пешка · c4 белый конь · e4 белая пешка · b3 белый слон · c3 белый слон · d3 белая пешка · f3 белый конь · b2 белая пешка · f2 белая пешка · g2 белая пешка · h2 белая пешка · c1 белая ладья · d1 белый ферзь · e1 белая ладья · g1 белый король | 1 |
|   | a | b | c | d | e | f | g | h |   |

Испанская партия, закрытый вариант (вариант Анти-Маршалл с ходом a4) (ECO C88)
1. e4 e5 2. Кf3 Кc6 3. Сb5 a6 4. Сa4 Кf6 5. O-O Сe7 6. Лe1 b5 7. Сb3 O-O 8. a4 Сb7 9. d3 d6 10. Кbd2 Лe8 11. Кf1 h6 12. Сd2 Сf8 13. Кe3 Кe7 14. c4 bxc4 15. Кxc4 Кc6 16. Лc1 a5 17. Сc3 Сc8 18. d4 exd4 19. Кxd4 Кxd4 20. Фxd4 Сe6 21. h3 c6 22. Сc2 d5 23. e5 dxc4 24. Фxd8 Лexd8 25. exf6 Сb4 26. fxg7 Сxc3 27. bxc3 Крxg7 28. Крf1 Лab8 29. Лb1 Крf6 30. Лxb8 Лxb8 31. Лb1 Лxb1+ 32. Сxb1 Крe5 33. Крe2 f5 34. Сc2 f4 35. Сb1 c5 36. Сc2 Сd7 37. f3 Крf6 38. h4 Крe5 39. Крf2 Крf6 40. Крe2 Крe5 41. Крf2 
1/2-1/2

#### Партия 4: Карлсен — Непомнящий, ½–½
|   | a | b | c | d | e | f | g | h |   |
| - | --- | --- | --- | --- | --- | --- | --- | --- | - |
| 8 | a8 чёрная ладья · b8 чёрный конь · f8 чёрная ладья · g8 чёрный король · f7 чёрная пешка · g7 чёрная пешка · h7 чёрная пешка · b6 чёрная пешка · d6 чёрный слон · a5 чёрная пешка · b5 белая пешка · d5 чёрная пешка · d4 белая пешка · h4 белый конь · c3 белая пешка · f2 белая пешка · g2 белая пешка · h2 белая пешка · a1 белая ладья · c1 белый слон · e1 белая ладья · g1 белый король | a8 чёрная ладья · b8 чёрный конь · f8 чёрная ладья · g8 чёрный король · f7 чёрная пешка · g7 чёрная пешка · h7 чёрная пешка · b6 чёрная пешка · d6 чёрный слон · a5 чёрная пешка · b5 белая пешка · d5 чёрная пешка · d4 белая пешка · h4 белый конь · c3 белая пешка · f2 белая пешка · g2 белая пешка · h2 белая пешка · a1 белая ладья · c1 белый слон · e1 белая ладья · g1 белый король | a8 чёрная ладья · b8 чёрный конь · f8 чёрная ладья · g8 чёрный король · f7 чёрная пешка · g7 чёрная пешка · h7 чёрная пешка · b6 чёрная пешка · d6 чёрный слон · a5 чёрная пешка · b5 белая пешка · d5 чёрная пешка · d4 белая пешка · h4 белый конь · c3 белая пешка · f2 белая пешка · g2 белая пешка · h2 белая пешка · a1 белая ладья · c1 белый слон · e1 белая ладья · g1 белый король | a8 чёрная ладья · b8 чёрный конь · f8 чёрная ладья · g8 чёрный король · f7 чёрная пешка · g7 чёрная пешка · h7 чёрная пешка · b6 чёрная пешка · d6 чёрный слон · a5 чёрная пешка · b5 белая пешка · d5 чёрная пешка · d4 белая пешка · h4 белый конь · c3 белая пешка · f2 белая пешка · g2 белая пешка · h2 белая пешка · a1 белая ладья · c1 белый слон · e1 белая ладья · g1 белый король | a8 чёрная ладья · b8 чёрный конь · f8 чёрная ладья · g8 чёрный король · f7 чёрная пешка · g7 чёрная пешка · h7 чёрная пешка · b6 чёрная пешка · d6 чёрный слон · a5 чёрная пешка · b5 белая пешка · d5 чёрная пешка · d4 белая пешка · h4 белый конь · c3 белая пешка · f2 белая пешка · g2 белая пешка · h2 белая пешка · a1 белая ладья · c1 белый слон · e1 белая ладья · g1 белый король | a8 чёрная ладья · b8 чёрный конь · f8 чёрная ладья · g8 чёрный король · f7 чёрная пешка · g7 чёрная пешка · h7 чёрная пешка · b6 чёрная пешка · d6 чёрный слон · a5 чёрная пешка · b5 белая пешка · d5 чёрная пешка · d4 белая пешка · h4 белый конь · c3 белая пешка · f2 белая пешка · g2 белая пешка · h2 белая пешка · a1 белая ладья · c1 белый слон · e1 белая ладья · g1 белый король | a8 чёрная ладья · b8 чёрный конь · f8 чёрная ладья · g8 чёрный король · f7 чёрная пешка · g7 чёрная пешка · h7 чёрная пешка · b6 чёрная пешка · d6 чёрный слон · a5 чёрная пешка · b5 белая пешка · d5 чёрная пешка · d4 белая пешка · h4 белый конь · c3 белая пешка · f2 белая пешка · g2 белая пешка · h2 белая пешка · a1 белая ладья · c1 белый слон · e1 белая ладья · g1 белый король | a8 чёрная ладья · b8 чёрный конь · f8 чёрная ладья · g8 чёрный король · f7 чёрная пешка · g7 чёрная пешка · h7 чёрная пешка · b6 чёрная пешка · d6 чёрный слон · a5 чёрная пешка · b5 белая пешка · d5 чёрная пешка · d4 белая пешка · h4 белый конь · c3 белая пешка · f2 белая пешка · g2 белая пешка · h2 белая пешка · a1 белая ладья · c1 белый слон · e1 белая ладья · g1 белый король | 8 |
| 7 | a8 чёрная ладья · b8 чёрный конь · f8 чёрная ладья · g8 чёрный король · f7 чёрная пешка · g7 чёрная пешка · h7 чёрная пешка · b6 чёрная пешка · d6 чёрный слон · a5 чёрная пешка · b5 белая пешка · d5 чёрная пешка · d4 белая пешка · h4 белый конь · c3 белая пешка · f2 белая пешка · g2 белая пешка · h2 белая пешка · a1 белая ладья · c1 белый слон · e1 белая ладья · g1 белый король | a8 чёрная ладья · b8 чёрный конь · f8 чёрная ладья · g8 чёрный король · f7 чёрная пешка · g7 чёрная пешка · h7 чёрная пешка · b6 чёрная пешка · d6 чёрный слон · a5 чёрная пешка · b5 белая пешка · d5 чёрная пешка · d4 белая пешка · h4 белый конь · c3 белая пешка · f2 белая пешка · g2 белая пешка · h2 белая пешка · a1 белая ладья · c1 белый слон · e1 белая ладья · g1 белый король | a8 чёрная ладья · b8 чёрный конь · f8 чёрная ладья · g8 чёрный король · f7 чёрная пешка · g7 чёрная пешка · h7 чёрная пешка · b6 чёрная пешка · d6 чёрный слон · a5 чёрная пешка · b5 белая пешка · d5 чёрная пешка · d4 белая пешка · h4 белый конь · c3 белая пешка · f2 белая пешка · g2 белая пешка · h2 белая пешка · a1 белая ладья · c1 белый слон · e1 белая ладья · g1 белый король | a8 чёрная ладья · b8 чёрный конь · f8 чёрная ладья · g8 чёрный король · f7 чёрная пешка · g7 чёрная пешка · h7 чёрная пешка · b6 чёрная пешка · d6 чёрный слон · a5 чёрная пешка · b5 белая пешка · d5 чёрная пешка · d4 белая пешка · h4 белый конь · c3 белая пешка · f2 белая пешка · g2 белая пешка · h2 белая пешка · a1 белая ладья · c1 белый слон · e1 белая ладья · g1 белый король | a8 чёрная ладья · b8 чёрный конь · f8 чёрная ладья · g8 чёрный король · f7 чёрная пешка · g7 чёрная пешка · h7 чёрная пешка · b6 чёрная пешка · d6 чёрный слон · a5 чёрная пешка · b5 белая пешка · d5 чёрная пешка · d4 белая пешка · h4 белый конь · c3 белая пешка · f2 белая пешка · g2 белая пешка · h2 белая пешка · a1 белая ладья · c1 белый слон · e1 белая ладья · g1 белый король | a8 чёрная ладья · b8 чёрный конь · f8 чёрная ладья · g8 чёрный король · f7 чёрная пешка · g7 чёрная пешка · h7 чёрная пешка · b6 чёрная пешка · d6 чёрный слон · a5 чёрная пешка · b5 белая пешка · d5 чёрная пешка · d4 белая пешка · h4 белый конь · c3 белая пешка · f2 белая пешка · g2 белая пешка · h2 белая пешка · a1 белая ладья · c1 белый слон · e1 белая ладья · g1 белый король | a8 чёрная ладья · b8 чёрный конь · f8 чёрная ладья · g8 чёрный король · f7 чёрная пешка · g7 чёрная пешка · h7 чёрная пешка · b6 чёрная пешка · d6 чёрный слон · a5 чёрная пешка · b5 белая пешка · d5 чёрная пешка · d4 белая пешка · h4 белый конь · c3 белая пешка · f2 белая пешка · g2 белая пешка · h2 белая пешка · a1 белая ладья · c1 белый слон · e1 белая ладья · g1 белый король | a8 чёрная ладья · b8 чёрный конь · f8 чёрная ладья · g8 чёрный король · f7 чёрная пешка · g7 чёрная пешка · h7 чёрная пешка · b6 чёрная пешка · d6 чёрный слон · a5 чёрная пешка · b5 белая пешка · d5 чёрная пешка · d4 белая пешка · h4 белый конь · c3 белая пешка · f2 белая пешка · g2 белая пешка · h2 белая пешка · a1 белая ладья · c1 белый слон · e1 белая ладья · g1 белый король | 7 |
| 6 | a8 чёрная ладья · b8 чёрный конь · f8 чёрная ладья · g8 чёрный король · f7 чёрная пешка · g7 чёрная пешка · h7 чёрная пешка · b6 чёрная пешка · d6 чёрный слон · a5 чёрная пешка · b5 белая пешка · d5 чёрная пешка · d4 белая пешка · h4 белый конь · c3 белая пешка · f2 белая пешка · g2 белая пешка · h2 белая пешка · a1 белая ладья · c1 белый слон · e1 белая ладья · g1 белый король | a8 чёрная ладья · b8 чёрный конь · f8 чёрная ладья · g8 чёрный король · f7 чёрная пешка · g7 чёрная пешка · h7 чёрная пешка · b6 чёрная пешка · d6 чёрный слон · a5 чёрная пешка · b5 белая пешка · d5 чёрная пешка · d4 белая пешка · h4 белый конь · c3 белая пешка · f2 белая пешка · g2 белая пешка · h2 белая пешка · a1 белая ладья · c1 белый слон · e1 белая ладья · g1 белый король | a8 чёрная ладья · b8 чёрный конь · f8 чёрная ладья · g8 чёрный король · f7 чёрная пешка · g7 чёрная пешка · h7 чёрная пешка · b6 чёрная пешка · d6 чёрный слон · a5 чёрная пешка · b5 белая пешка · d5 чёрная пешка · d4 белая пешка · h4 белый конь · c3 белая пешка · f2 белая пешка · g2 белая пешка · h2 белая пешка · a1 белая ладья · c1 белый слон · e1 белая ладья · g1 белый король | a8 чёрная ладья · b8 чёрный конь · f8 чёрная ладья · g8 чёрный король · f7 чёрная пешка · g7 чёрная пешка · h7 чёрная пешка · b6 чёрная пешка · d6 чёрный слон · a5 чёрная пешка · b5 белая пешка · d5 чёрная пешка · d4 белая пешка · h4 белый конь · c3 белая пешка · f2 белая пешка · g2 белая пешка · h2 белая пешка · a1 белая ладья · c1 белый слон · e1 белая ладья · g1 белый король | a8 чёрная ладья · b8 чёрный конь · f8 чёрная ладья · g8 чёрный король · f7 чёрная пешка · g7 чёрная пешка · h7 чёрная пешка · b6 чёрная пешка · d6 чёрный слон · a5 чёрная пешка · b5 белая пешка · d5 чёрная пешка · d4 белая пешка · h4 белый конь · c3 белая пешка · f2 белая пешка · g2 белая пешка · h2 белая пешка · a1 белая ладья · c1 белый слон · e1 белая ладья · g1 белый король | a8 чёрная ладья · b8 чёрный конь · f8 чёрная ладья · g8 чёрный король · f7 чёрная пешка · g7 чёрная пешка · h7 чёрная пешка · b6 чёрная пешка · d6 чёрный слон · a5 чёрная пешка · b5 белая пешка · d5 чёрная пешка · d4 белая пешка · h4 белый конь · c3 белая пешка · f2 белая пешка · g2 белая пешка · h2 белая пешка · a1 белая ладья · c1 белый слон · e1 белая ладья · g1 белый король | a8 чёрная ладья · b8 чёрный конь · f8 чёрная ладья · g8 чёрный король · f7 чёрная пешка · g7 чёрная пешка · h7 чёрная пешка · b6 чёрная пешка · d6 чёрный слон · a5 чёрная пешка · b5 белая пешка · d5 чёрная пешка · d4 белая пешка · h4 белый конь · c3 белая пешка · f2 белая пешка · g2 белая пешка · h2 белая пешка · a1 белая ладья · c1 белый слон · e1 белая ладья · g1 белый король | a8 чёрная ладья · b8 чёрный конь · f8 чёрная ладья · g8 чёрный король · f7 чёрная пешка · g7 чёрная пешка · h7 чёрная пешка · b6 чёрная пешка · d6 чёрный слон · a5 чёрная пешка · b5 белая пешка · d5 чёрная пешка · d4 белая пешка · h4 белый конь · c3 белая пешка · f2 белая пешка · g2 белая пешка · h2 белая пешка · a1 белая ладья · c1 белый слон · e1 белая ладья · g1 белый король | 6 |
| 5 | a8 чёрная ладья · b8 чёрный конь · f8 чёрная ладья · g8 чёрный король · f7 чёрная пешка · g7 чёрная пешка · h7 чёрная пешка · b6 чёрная пешка · d6 чёрный слон · a5 чёрная пешка · b5 белая пешка · d5 чёрная пешка · d4 белая пешка · h4 белый конь · c3 белая пешка · f2 белая пешка · g2 белая пешка · h2 белая пешка · a1 белая ладья · c1 белый слон · e1 белая ладья · g1 белый король | a8 чёрная ладья · b8 чёрный конь · f8 чёрная ладья · g8 чёрный король · f7 чёрная пешка · g7 чёрная пешка · h7 чёрная пешка · b6 чёрная пешка · d6 чёрный слон · a5 чёрная пешка · b5 белая пешка · d5 чёрная пешка · d4 белая пешка · h4 белый конь · c3 белая пешка · f2 белая пешка · g2 белая пешка · h2 белая пешка · a1 белая ладья · c1 белый слон · e1 белая ладья · g1 белый король | a8 чёрная ладья · b8 чёрный конь · f8 чёрная ладья · g8 чёрный король · f7 чёрная пешка · g7 чёрная пешка · h7 чёрная пешка · b6 чёрная пешка · d6 чёрный слон · a5 чёрная пешка · b5 белая пешка · d5 чёрная пешка · d4 белая пешка · h4 белый конь · c3 белая пешка · f2 белая пешка · g2 белая пешка · h2 белая пешка · a1 белая ладья · c1 белый слон · e1 белая ладья · g1 белый король | a8 чёрная ладья · b8 чёрный конь · f8 чёрная ладья · g8 чёрный король · f7 чёрная пешка · g7 чёрная пешка · h7 чёрная пешка · b6 чёрная пешка · d6 чёрный слон · a5 чёрная пешка · b5 белая пешка · d5 чёрная пешка · d4 белая пешка · h4 белый конь · c3 белая пешка · f2 белая пешка · g2 белая пешка · h2 белая пешка · a1 белая ладья · c1 белый слон · e1 белая ладья · g1 белый король | a8 чёрная ладья · b8 чёрный конь · f8 чёрная ладья · g8 чёрный король · f7 чёрная пешка · g7 чёрная пешка · h7 чёрная пешка · b6 чёрная пешка · d6 чёрный слон · a5 чёрная пешка · b5 белая пешка · d5 чёрная пешка · d4 белая пешка · h4 белый конь · c3 белая пешка · f2 белая пешка · g2 белая пешка · h2 белая пешка · a1 белая ладья · c1 белый слон · e1 белая ладья · g1 белый король | a8 чёрная ладья · b8 чёрный конь · f8 чёрная ладья · g8 чёрный король · f7 чёрная пешка · g7 чёрная пешка · h7 чёрная пешка · b6 чёрная пешка · d6 чёрный слон · a5 чёрная пешка · b5 белая пешка · d5 чёрная пешка · d4 белая пешка · h4 белый конь · c3 белая пешка · f2 белая пешка · g2 белая пешка · h2 белая пешка · a1 белая ладья · c1 белый слон · e1 белая ладья · g1 белый король | a8 чёрная ладья · b8 чёрный конь · f8 чёрная ладья · g8 чёрный король · f7 чёрная пешка · g7 чёрная пешка · h7 чёрная пешка · b6 чёрная пешка · d6 чёрный слон · a5 чёрная пешка · b5 белая пешка · d5 чёрная пешка · d4 белая пешка · h4 белый конь · c3 белая пешка · f2 белая пешка · g2 белая пешка · h2 белая пешка · a1 белая ладья · c1 белый слон · e1 белая ладья · g1 белый король | a8 чёрная ладья · b8 чёрный конь · f8 чёрная ладья · g8 чёрный король · f7 чёрная пешка · g7 чёрная пешка · h7 чёрная пешка · b6 чёрная пешка · d6 чёрный слон · a5 чёрная пешка · b5 белая пешка · d5 чёрная пешка · d4 белая пешка · h4 белый конь · c3 белая пешка · f2 белая пешка · g2 белая пешка · h2 белая пешка · a1 белая ладья · c1 белый слон · e1 белая ладья · g1 белый король | 5 |
| 4 | a8 чёрная ладья · b8 чёрный конь · f8 чёрная ладья · g8 чёрный король · f7 чёрная пешка · g7 чёрная пешка · h7 чёрная пешка · b6 чёрная пешка · d6 чёрный слон · a5 чёрная пешка · b5 белая пешка · d5 чёрная пешка · d4 белая пешка · h4 белый конь · c3 белая пешка · f2 белая пешка · g2 белая пешка · h2 белая пешка · a1 белая ладья · c1 белый слон · e1 белая ладья · g1 белый король | a8 чёрная ладья · b8 чёрный конь · f8 чёрная ладья · g8 чёрный король · f7 чёрная пешка · g7 чёрная пешка · h7 чёрная пешка · b6 чёрная пешка · d6 чёрный слон · a5 чёрная пешка · b5 белая пешка · d5 чёрная пешка · d4 белая пешка · h4 белый конь · c3 белая пешка · f2 белая пешка · g2 белая пешка · h2 белая пешка · a1 белая ладья · c1 белый слон · e1 белая ладья · g1 белый король | a8 чёрная ладья · b8 чёрный конь · f8 чёрная ладья · g8 чёрный король · f7 чёрная пешка · g7 чёрная пешка · h7 чёрная пешка · b6 чёрная пешка · d6 чёрный слон · a5 чёрная пешка · b5 белая пешка · d5 чёрная пешка · d4 белая пешка · h4 белый конь · c3 белая пешка · f2 белая пешка · g2 белая пешка · h2 белая пешка · a1 белая ладья · c1 белый слон · e1 белая ладья · g1 белый король | a8 чёрная ладья · b8 чёрный конь · f8 чёрная ладья · g8 чёрный король · f7 чёрная пешка · g7 чёрная пешка · h7 чёрная пешка · b6 чёрная пешка · d6 чёрный слон · a5 чёрная пешка · b5 белая пешка · d5 чёрная пешка · d4 белая пешка · h4 белый конь · c3 белая пешка · f2 белая пешка · g2 белая пешка · h2 белая пешка · a1 белая ладья · c1 белый слон · e1 белая ладья · g1 белый король | a8 чёрная ладья · b8 чёрный конь · f8 чёрная ладья · g8 чёрный король · f7 чёрная пешка · g7 чёрная пешка · h7 чёрная пешка · b6 чёрная пешка · d6 чёрный слон · a5 чёрная пешка · b5 белая пешка · d5 чёрная пешка · d4 белая пешка · h4 белый конь · c3 белая пешка · f2 белая пешка · g2 белая пешка · h2 белая пешка · a1 белая ладья · c1 белый слон · e1 белая ладья · g1 белый король | a8 чёрная ладья · b8 чёрный конь · f8 чёрная ладья · g8 чёрный король · f7 чёрная пешка · g7 чёрная пешка · h7 чёрная пешка · b6 чёрная пешка · d6 чёрный слон · a5 чёрная пешка · b5 белая пешка · d5 чёрная пешка · d4 белая пешка · h4 белый конь · c3 белая пешка · f2 белая пешка · g2 белая пешка · h2 белая пешка · a1 белая ладья · c1 белый слон · e1 белая ладья · g1 белый король | a8 чёрная ладья · b8 чёрный конь · f8 чёрная ладья · g8 чёрный король · f7 чёрная пешка · g7 чёрная пешка · h7 чёрная пешка · b6 чёрная пешка · d6 чёрный слон · a5 чёрная пешка · b5 белая пешка · d5 чёрная пешка · d4 белая пешка · h4 белый конь · c3 белая пешка · f2 белая пешка · g2 белая пешка · h2 белая пешка · a1 белая ладья · c1 белый слон · e1 белая ладья · g1 белый король | a8 чёрная ладья · b8 чёрный конь · f8 чёрная ладья · g8 чёрный король · f7 чёрная пешка · g7 чёрная пешка · h7 чёрная пешка · b6 чёрная пешка · d6 чёрный слон · a5 чёрная пешка · b5 белая пешка · d5 чёрная пешка · d4 белая пешка · h4 белый конь · c3 белая пешка · f2 белая пешка · g2 белая пешка · h2 белая пешка · a1 белая ладья · c1 белый слон · e1 белая ладья · g1 белый король | 4 |
| 3 | a8 чёрная ладья · b8 чёрный конь · f8 чёрная ладья · g8 чёрный король · f7 чёрная пешка · g7 чёрная пешка · h7 чёрная пешка · b6 чёрная пешка · d6 чёрный слон · a5 чёрная пешка · b5 белая пешка · d5 чёрная пешка · d4 белая пешка · h4 белый конь · c3 белая пешка · f2 белая пешка · g2 белая пешка · h2 белая пешка · a1 белая ладья · c1 белый слон · e1 белая ладья · g1 белый король | a8 чёрная ладья · b8 чёрный конь · f8 чёрная ладья · g8 чёрный король · f7 чёрная пешка · g7 чёрная пешка · h7 чёрная пешка · b6 чёрная пешка · d6 чёрный слон · a5 чёрная пешка · b5 белая пешка · d5 чёрная пешка · d4 белая пешка · h4 белый конь · c3 белая пешка · f2 белая пешка · g2 белая пешка · h2 белая пешка · a1 белая ладья · c1 белый слон · e1 белая ладья · g1 белый король | a8 чёрная ладья · b8 чёрный конь · f8 чёрная ладья · g8 чёрный король · f7 чёрная пешка · g7 чёрная пешка · h7 чёрная пешка · b6 чёрная пешка · d6 чёрный слон · a5 чёрная пешка · b5 белая пешка · d5 чёрная пешка · d4 белая пешка · h4 белый конь · c3 белая пешка · f2 белая пешка · g2 белая пешка · h2 белая пешка · a1 белая ладья · c1 белый слон · e1 белая ладья · g1 белый король | a8 чёрная ладья · b8 чёрный конь · f8 чёрная ладья · g8 чёрный король · f7 чёрная пешка · g7 чёрная пешка · h7 чёрная пешка · b6 чёрная пешка · d6 чёрный слон · a5 чёрная пешка · b5 белая пешка · d5 чёрная пешка · d4 белая пешка · h4 белый конь · c3 белая пешка · f2 белая пешка · g2 белая пешка · h2 белая пешка · a1 белая ладья · c1 белый слон · e1 белая ладья · g1 белый король | a8 чёрная ладья · b8 чёрный конь · f8 чёрная ладья · g8 чёрный король · f7 чёрная пешка · g7 чёрная пешка · h7 чёрная пешка · b6 чёрная пешка · d6 чёрный слон · a5 чёрная пешка · b5 белая пешка · d5 чёрная пешка · d4 белая пешка · h4 белый конь · c3 белая пешка · f2 белая пешка · g2 белая пешка · h2 белая пешка · a1 белая ладья · c1 белый слон · e1 белая ладья · g1 белый король | a8 чёрная ладья · b8 чёрный конь · f8 чёрная ладья · g8 чёрный король · f7 чёрная пешка · g7 чёрная пешка · h7 чёрная пешка · b6 чёрная пешка · d6 чёрный слон · a5 чёрная пешка · b5 белая пешка · d5 чёрная пешка · d4 белая пешка · h4 белый конь · c3 белая пешка · f2 белая пешка · g2 белая пешка · h2 белая пешка · a1 белая ладья · c1 белый слон · e1 белая ладья · g1 белый король | a8 чёрная ладья · b8 чёрный конь · f8 чёрная ладья · g8 чёрный король · f7 чёрная пешка · g7 чёрная пешка · h7 чёрная пешка · b6 чёрная пешка · d6 чёрный слон · a5 чёрная пешка · b5 белая пешка · d5 чёрная пешка · d4 белая пешка · h4 белый конь · c3 белая пешка · f2 белая пешка · g2 белая пешка · h2 белая пешка · a1 белая ладья · c1 белый слон · e1 белая ладья · g1 белый король | a8 чёрная ладья · b8 чёрный конь · f8 чёрная ладья · g8 чёрный король · f7 чёрная пешка · g7 чёрная пешка · h7 чёрная пешка · b6 чёрная пешка · d6 чёрный слон · a5 чёрная пешка · b5 белая пешка · d5 чёрная пешка · d4 белая пешка · h4 белый конь · c3 белая пешка · f2 белая пешка · g2 белая пешка · h2 белая пешка · a1 белая ладья · c1 белый слон · e1 белая ладья · g1 белый король | 3 |
| 2 | a8 чёрная ладья · b8 чёрный конь · f8 чёрная ладья · g8 чёрный король · f7 чёрная пешка · g7 чёрная пешка · h7 чёрная пешка · b6 чёрная пешка · d6 чёрный слон · a5 чёрная пешка · b5 белая пешка · d5 чёрная пешка · d4 белая пешка · h4 белый конь · c3 белая пешка · f2 белая пешка · g2 белая пешка · h2 белая пешка · a1 белая ладья · c1 белый слон · e1 белая ладья · g1 белый король | a8 чёрная ладья · b8 чёрный конь · f8 чёрная ладья · g8 чёрный король · f7 чёрная пешка · g7 чёрная пешка · h7 чёрная пешка · b6 чёрная пешка · d6 чёрный слон · a5 чёрная пешка · b5 белая пешка · d5 чёрная пешка · d4 белая пешка · h4 белый конь · c3 белая пешка · f2 белая пешка · g2 белая пешка · h2 белая пешка · a1 белая ладья · c1 белый слон · e1 белая ладья · g1 белый король | a8 чёрная ладья · b8 чёрный конь · f8 чёрная ладья · g8 чёрный король · f7 чёрная пешка · g7 чёрная пешка · h7 чёрная пешка · b6 чёрная пешка · d6 чёрный слон · a5 чёрная пешка · b5 белая пешка · d5 чёрная пешка · d4 белая пешка · h4 белый конь · c3 белая пешка · f2 белая пешка · g2 белая пешка · h2 белая пешка · a1 белая ладья · c1 белый слон · e1 белая ладья · g1 белый король | a8 чёрная ладья · b8 чёрный конь · f8 чёрная ладья · g8 чёрный король · f7 чёрная пешка · g7 чёрная пешка · h7 чёрная пешка · b6 чёрная пешка · d6 чёрный слон · a5 чёрная пешка · b5 белая пешка · d5 чёрная пешка · d4 белая пешка · h4 белый конь · c3 белая пешка · f2 белая пешка · g2 белая пешка · h2 белая пешка · a1 белая ладья · c1 белый слон · e1 белая ладья · g1 белый король | a8 чёрная ладья · b8 чёрный конь · f8 чёрная ладья · g8 чёрный король · f7 чёрная пешка · g7 чёрная пешка · h7 чёрная пешка · b6 чёрная пешка · d6 чёрный слон · a5 чёрная пешка · b5 белая пешка · d5 чёрная пешка · d4 белая пешка · h4 белый конь · c3 белая пешка · f2 белая пешка · g2 белая пешка · h2 белая пешка · a1 белая ладья · c1 белый слон · e1 белая ладья · g1 белый король | a8 чёрная ладья · b8 чёрный конь · f8 чёрная ладья · g8 чёрный король · f7 чёрная пешка · g7 чёрная пешка · h7 чёрная пешка · b6 чёрная пешка · d6 чёрный слон · a5 чёрная пешка · b5 белая пешка · d5 чёрная пешка · d4 белая пешка · h4 белый конь · c3 белая пешка · f2 белая пешка · g2 белая пешка · h2 белая пешка · a1 белая ладья · c1 белый слон · e1 белая ладья · g1 белый король | a8 чёрная ладья · b8 чёрный конь · f8 чёрная ладья · g8 чёрный король · f7 чёрная пешка · g7 чёрная пешка · h7 чёрная пешка · b6 чёрная пешка · d6 чёрный слон · a5 чёрная пешка · b5 белая пешка · d5 чёрная пешка · d4 белая пешка · h4 белый конь · c3 белая пешка · f2 белая пешка · g2 белая пешка · h2 белая пешка · a1 белая ладья · c1 белый слон · e1 белая ладья · g1 белый король | a8 чёрная ладья · b8 чёрный конь · f8 чёрная ладья · g8 чёрный король · f7 чёрная пешка · g7 чёрная пешка · h7 чёрная пешка · b6 чёрная пешка · d6 чёрный слон · a5 чёрная пешка · b5 белая пешка · d5 чёрная пешка · d4 белая пешка · h4 белый конь · c3 белая пешка · f2 белая пешка · g2 белая пешка · h2 белая пешка · a1 белая ладья · c1 белый слон · e1 белая ладья · g1 белый король | 2 |
| 1 | a8 чёрная ладья · b8 чёрный конь · f8 чёрная ладья · g8 чёрный король · f7 чёрная пешка · g7 чёрная пешка · h7 чёрная пешка · b6 чёрная пешка · d6 чёрный слон · a5 чёрная пешка · b5 белая пешка · d5 чёрная пешка · d4 белая пешка · h4 белый конь · c3 белая пешка · f2 белая пешка · g2 белая пешка · h2 белая пешка · a1 белая ладья · c1 белый слон · e1 белая ладья · g1 белый король | a8 чёрная ладья · b8 чёрный конь · f8 чёрная ладья · g8 чёрный король · f7 чёрная пешка · g7 чёрная пешка · h7 чёрная пешка · b6 чёрная пешка · d6 чёрный слон · a5 чёрная пешка · b5 белая пешка · d5 чёрная пешка · d4 белая пешка · h4 белый конь · c3 белая пешка · f2 белая пешка · g2 белая пешка · h2 белая пешка · a1 белая ладья · c1 белый слон · e1 белая ладья · g1 белый король | a8 чёрная ладья · b8 чёрный конь · f8 чёрная ладья · g8 чёрный король · f7 чёрная пешка · g7 чёрная пешка · h7 чёрная пешка · b6 чёрная пешка · d6 чёрный слон · a5 чёрная пешка · b5 белая пешка · d5 чёрная пешка · d4 белая пешка · h4 белый конь · c3 белая пешка · f2 белая пешка · g2 белая пешка · h2 белая пешка · a1 белая ладья · c1 белый слон · e1 белая ладья · g1 белый король | a8 чёрная ладья · b8 чёрный конь · f8 чёрная ладья · g8 чёрный король · f7 чёрная пешка · g7 чёрная пешка · h7 чёрная пешка · b6 чёрная пешка · d6 чёрный слон · a5 чёрная пешка · b5 белая пешка · d5 чёрная пешка · d4 белая пешка · h4 белый конь · c3 белая пешка · f2 белая пешка · g2 белая пешка · h2 белая пешка · a1 белая ладья · c1 белый слон · e1 белая ладья · g1 белый король | a8 чёрная ладья · b8 чёрный конь · f8 чёрная ладья · g8 чёрный король · f7 чёрная пешка · g7 чёрная пешка · h7 чёрная пешка · b6 чёрная пешка · d6 чёрный слон · a5 чёрная пешка · b5 белая пешка · d5 чёрная пешка · d4 белая пешка · h4 белый конь · c3 белая пешка · f2 белая пешка · g2 белая пешка · h2 белая пешка · a1 белая ладья · c1 белый слон · e1 белая ладья · g1 белый король | a8 чёрная ладья · b8 чёрный конь · f8 чёрная ладья · g8 чёрный король · f7 чёрная пешка · g7 чёрная пешка · h7 чёрная пешка · b6 чёрная пешка · d6 чёрный слон · a5 чёрная пешка · b5 белая пешка · d5 чёрная пешка · d4 белая пешка · h4 белый конь · c3 белая пешка · f2 белая пешка · g2 белая пешка · h2 белая пешка · a1 белая ладья · c1 белый слон · e1 белая ладья · g1 белый король | a8 чёрная ладья · b8 чёрный конь · f8 чёрная ладья · g8 чёрный король · f7 чёрная пешка · g7 чёрная пешка · h7 чёрная пешка · b6 чёрная пешка · d6 чёрный слон · a5 чёрная пешка · b5 белая пешка · d5 чёрная пешка · d4 белая пешка · h4 белый конь · c3 белая пешка · f2 белая пешка · g2 белая пешка · h2 белая пешка · a1 белая ладья · c1 белый слон · e1 белая ладья · g1 белый король | a8 чёрная ладья · b8 чёрный конь · f8 чёрная ладья · g8 чёрный король · f7 чёрная пешка · g7 чёрная пешка · h7 чёрная пешка · b6 чёрная пешка · d6 чёрный слон · a5 чёрная пешка · b5 белая пешка · d5 чёрная пешка · d4 белая пешка · h4 белый конь · c3 белая пешка · f2 белая пешка · g2 белая пешка · h2 белая пешка · a1 белая ладья · c1 белый слон · e1 белая ладья · g1 белый король | 1 |
|   | a | b | c | d | e | f | g | h |   |

Русская партия, основной вариант (ECO C42)
1. e4 e5 2. Кf3 Кf6 3. Кxe5 d6 4. Кf3 Кxe4 5. d4 d5 6. Сd3 Сd6 7. O-O O-O 8. c4 c6 9. Лe1 Сf5 10. Фb3 Фd7 11. Кc3 Кxc3 12. Сxf5 Фxf5 13. bxc3 b6 14. cxd5 cxd5 15. Фb5 Фd7 16. a4 Фxb5 17. axb5 a5 18. Кh4 (диаграмма) g6 19. g4 Кd7 20. Кg2 Лfc8 21. Сf4 Сxf4 22. Кxf4 Лxc3 23. Кxd5 Лd3 24. Лe7 Кf8 25. Кf6+ Крg7 26. Кe8+ Крg8 27. d5 a4 28. Кf6+ Крg7 29. g5 a3 30. Кe8+ Крg8 31. Кf6+ Крg7 32. Кe8+ Крg8 33. Кf6+
1/2-1/2

#### Партия 5: Непомнящий — Карлсен, ½–½
|   | a | b | c | d | e | f | g | h |   |
| - | --- | --- | --- | --- | --- | --- | --- | --- | - |
| 8 | b8 чёрная ладья · c8 чёрный слон · e8 чёрный ферзь · f8 чёрная ладья · g8 чёрный король · c7 чёрная пешка · f7 чёрная пешка · g7 чёрная пешка · d6 чёрный слон · f6 чёрный конь · g6 чёрный конь · h6 чёрная пешка · e5 чёрная пешка · e4 белая пешка · b3 белый слон · c3 белая пешка · e3 белый слон · f3 белый конь · g3 белый конь · h3 белая пешка · c2 белый ферзь · f2 белая пешка · g2 белая пешка · a1 белая ладья · e1 белая ладья · g1 белый король | b8 чёрная ладья · c8 чёрный слон · e8 чёрный ферзь · f8 чёрная ладья · g8 чёрный король · c7 чёрная пешка · f7 чёрная пешка · g7 чёрная пешка · d6 чёрный слон · f6 чёрный конь · g6 чёрный конь · h6 чёрная пешка · e5 чёрная пешка · e4 белая пешка · b3 белый слон · c3 белая пешка · e3 белый слон · f3 белый конь · g3 белый конь · h3 белая пешка · c2 белый ферзь · f2 белая пешка · g2 белая пешка · a1 белая ладья · e1 белая ладья · g1 белый король | b8 чёрная ладья · c8 чёрный слон · e8 чёрный ферзь · f8 чёрная ладья · g8 чёрный король · c7 чёрная пешка · f7 чёрная пешка · g7 чёрная пешка · d6 чёрный слон · f6 чёрный конь · g6 чёрный конь · h6 чёрная пешка · e5 чёрная пешка · e4 белая пешка · b3 белый слон · c3 белая пешка · e3 белый слон · f3 белый конь · g3 белый конь · h3 белая пешка · c2 белый ферзь · f2 белая пешка · g2 белая пешка · a1 белая ладья · e1 белая ладья · g1 белый король | b8 чёрная ладья · c8 чёрный слон · e8 чёрный ферзь · f8 чёрная ладья · g8 чёрный король · c7 чёрная пешка · f7 чёрная пешка · g7 чёрная пешка · d6 чёрный слон · f6 чёрный конь · g6 чёрный конь · h6 чёрная пешка · e5 чёрная пешка · e4 белая пешка · b3 белый слон · c3 белая пешка · e3 белый слон · f3 белый конь · g3 белый конь · h3 белая пешка · c2 белый ферзь · f2 белая пешка · g2 белая пешка · a1 белая ладья · e1 белая ладья · g1 белый король | b8 чёрная ладья · c8 чёрный слон · e8 чёрный ферзь · f8 чёрная ладья · g8 чёрный король · c7 чёрная пешка · f7 чёрная пешка · g7 чёрная пешка · d6 чёрный слон · f6 чёрный конь · g6 чёрный конь · h6 чёрная пешка · e5 чёрная пешка · e4 белая пешка · b3 белый слон · c3 белая пешка · e3 белый слон · f3 белый конь · g3 белый конь · h3 белая пешка · c2 белый ферзь · f2 белая пешка · g2 белая пешка · a1 белая ладья · e1 белая ладья · g1 белый король | b8 чёрная ладья · c8 чёрный слон · e8 чёрный ферзь · f8 чёрная ладья · g8 чёрный король · c7 чёрная пешка · f7 чёрная пешка · g7 чёрная пешка · d6 чёрный слон · f6 чёрный конь · g6 чёрный конь · h6 чёрная пешка · e5 чёрная пешка · e4 белая пешка · b3 белый слон · c3 белая пешка · e3 белый слон · f3 белый конь · g3 белый конь · h3 белая пешка · c2 белый ферзь · f2 белая пешка · g2 белая пешка · a1 белая ладья · e1 белая ладья · g1 белый король | b8 чёрная ладья · c8 чёрный слон · e8 чёрный ферзь · f8 чёрная ладья · g8 чёрный король · c7 чёрная пешка · f7 чёрная пешка · g7 чёрная пешка · d6 чёрный слон · f6 чёрный конь · g6 чёрный конь · h6 чёрная пешка · e5 чёрная пешка · e4 белая пешка · b3 белый слон · c3 белая пешка · e3 белый слон · f3 белый конь · g3 белый конь · h3 белая пешка · c2 белый ферзь · f2 белая пешка · g2 белая пешка · a1 белая ладья · e1 белая ладья · g1 белый король | b8 чёрная ладья · c8 чёрный слон · e8 чёрный ферзь · f8 чёрная ладья · g8 чёрный король · c7 чёрная пешка · f7 чёрная пешка · g7 чёрная пешка · d6 чёрный слон · f6 чёрный конь · g6 чёрный конь · h6 чёрная пешка · e5 чёрная пешка · e4 белая пешка · b3 белый слон · c3 белая пешка · e3 белый слон · f3 белый конь · g3 белый конь · h3 белая пешка · c2 белый ферзь · f2 белая пешка · g2 белая пешка · a1 белая ладья · e1 белая ладья · g1 белый король | 8 |
| 7 | b8 чёрная ладья · c8 чёрный слон · e8 чёрный ферзь · f8 чёрная ладья · g8 чёрный король · c7 чёрная пешка · f7 чёрная пешка · g7 чёрная пешка · d6 чёрный слон · f6 чёрный конь · g6 чёрный конь · h6 чёрная пешка · e5 чёрная пешка · e4 белая пешка · b3 белый слон · c3 белая пешка · e3 белый слон · f3 белый конь · g3 белый конь · h3 белая пешка · c2 белый ферзь · f2 белая пешка · g2 белая пешка · a1 белая ладья · e1 белая ладья · g1 белый король | b8 чёрная ладья · c8 чёрный слон · e8 чёрный ферзь · f8 чёрная ладья · g8 чёрный король · c7 чёрная пешка · f7 чёрная пешка · g7 чёрная пешка · d6 чёрный слон · f6 чёрный конь · g6 чёрный конь · h6 чёрная пешка · e5 чёрная пешка · e4 белая пешка · b3 белый слон · c3 белая пешка · e3 белый слон · f3 белый конь · g3 белый конь · h3 белая пешка · c2 белый ферзь · f2 белая пешка · g2 белая пешка · a1 белая ладья · e1 белая ладья · g1 белый король | b8 чёрная ладья · c8 чёрный слон · e8 чёрный ферзь · f8 чёрная ладья · g8 чёрный король · c7 чёрная пешка · f7 чёрная пешка · g7 чёрная пешка · d6 чёрный слон · f6 чёрный конь · g6 чёрный конь · h6 чёрная пешка · e5 чёрная пешка · e4 белая пешка · b3 белый слон · c3 белая пешка · e3 белый слон · f3 белый конь · g3 белый конь · h3 белая пешка · c2 белый ферзь · f2 белая пешка · g2 белая пешка · a1 белая ладья · e1 белая ладья · g1 белый король | b8 чёрная ладья · c8 чёрный слон · e8 чёрный ферзь · f8 чёрная ладья · g8 чёрный король · c7 чёрная пешка · f7 чёрная пешка · g7 чёрная пешка · d6 чёрный слон · f6 чёрный конь · g6 чёрный конь · h6 чёрная пешка · e5 чёрная пешка · e4 белая пешка · b3 белый слон · c3 белая пешка · e3 белый слон · f3 белый конь · g3 белый конь · h3 белая пешка · c2 белый ферзь · f2 белая пешка · g2 белая пешка · a1 белая ладья · e1 белая ладья · g1 белый король | b8 чёрная ладья · c8 чёрный слон · e8 чёрный ферзь · f8 чёрная ладья · g8 чёрный король · c7 чёрная пешка · f7 чёрная пешка · g7 чёрная пешка · d6 чёрный слон · f6 чёрный конь · g6 чёрный конь · h6 чёрная пешка · e5 чёрная пешка · e4 белая пешка · b3 белый слон · c3 белая пешка · e3 белый слон · f3 белый конь · g3 белый конь · h3 белая пешка · c2 белый ферзь · f2 белая пешка · g2 белая пешка · a1 белая ладья · e1 белая ладья · g1 белый король | b8 чёрная ладья · c8 чёрный слон · e8 чёрный ферзь · f8 чёрная ладья · g8 чёрный король · c7 чёрная пешка · f7 чёрная пешка · g7 чёрная пешка · d6 чёрный слон · f6 чёрный конь · g6 чёрный конь · h6 чёрная пешка · e5 чёрная пешка · e4 белая пешка · b3 белый слон · c3 белая пешка · e3 белый слон · f3 белый конь · g3 белый конь · h3 белая пешка · c2 белый ферзь · f2 белая пешка · g2 белая пешка · a1 белая ладья · e1 белая ладья · g1 белый король | b8 чёрная ладья · c8 чёрный слон · e8 чёрный ферзь · f8 чёрная ладья · g8 чёрный король · c7 чёрная пешка · f7 чёрная пешка · g7 чёрная пешка · d6 чёрный слон · f6 чёрный конь · g6 чёрный конь · h6 чёрная пешка · e5 чёрная пешка · e4 белая пешка · b3 белый слон · c3 белая пешка · e3 белый слон · f3 белый конь · g3 белый конь · h3 белая пешка · c2 белый ферзь · f2 белая пешка · g2 белая пешка · a1 белая ладья · e1 белая ладья · g1 белый король | b8 чёрная ладья · c8 чёрный слон · e8 чёрный ферзь · f8 чёрная ладья · g8 чёрный король · c7 чёрная пешка · f7 чёрная пешка · g7 чёрная пешка · d6 чёрный слон · f6 чёрный конь · g6 чёрный конь · h6 чёрная пешка · e5 чёрная пешка · e4 белая пешка · b3 белый слон · c3 белая пешка · e3 белый слон · f3 белый конь · g3 белый конь · h3 белая пешка · c2 белый ферзь · f2 белая пешка · g2 белая пешка · a1 белая ладья · e1 белая ладья · g1 белый король | 7 |
| 6 | b8 чёрная ладья · c8 чёрный слон · e8 чёрный ферзь · f8 чёрная ладья · g8 чёрный король · c7 чёрная пешка · f7 чёрная пешка · g7 чёрная пешка · d6 чёрный слон · f6 чёрный конь · g6 чёрный конь · h6 чёрная пешка · e5 чёрная пешка · e4 белая пешка · b3 белый слон · c3 белая пешка · e3 белый слон · f3 белый конь · g3 белый конь · h3 белая пешка · c2 белый ферзь · f2 белая пешка · g2 белая пешка · a1 белая ладья · e1 белая ладья · g1 белый король | b8 чёрная ладья · c8 чёрный слон · e8 чёрный ферзь · f8 чёрная ладья · g8 чёрный король · c7 чёрная пешка · f7 чёрная пешка · g7 чёрная пешка · d6 чёрный слон · f6 чёрный конь · g6 чёрный конь · h6 чёрная пешка · e5 чёрная пешка · e4 белая пешка · b3 белый слон · c3 белая пешка · e3 белый слон · f3 белый конь · g3 белый конь · h3 белая пешка · c2 белый ферзь · f2 белая пешка · g2 белая пешка · a1 белая ладья · e1 белая ладья · g1 белый король | b8 чёрная ладья · c8 чёрный слон · e8 чёрный ферзь · f8 чёрная ладья · g8 чёрный король · c7 чёрная пешка · f7 чёрная пешка · g7 чёрная пешка · d6 чёрный слон · f6 чёрный конь · g6 чёрный конь · h6 чёрная пешка · e5 чёрная пешка · e4 белая пешка · b3 белый слон · c3 белая пешка · e3 белый слон · f3 белый конь · g3 белый конь · h3 белая пешка · c2 белый ферзь · f2 белая пешка · g2 белая пешка · a1 белая ладья · e1 белая ладья · g1 белый король | b8 чёрная ладья · c8 чёрный слон · e8 чёрный ферзь · f8 чёрная ладья · g8 чёрный король · c7 чёрная пешка · f7 чёрная пешка · g7 чёрная пешка · d6 чёрный слон · f6 чёрный конь · g6 чёрный конь · h6 чёрная пешка · e5 чёрная пешка · e4 белая пешка · b3 белый слон · c3 белая пешка · e3 белый слон · f3 белый конь · g3 белый конь · h3 белая пешка · c2 белый ферзь · f2 белая пешка · g2 белая пешка · a1 белая ладья · e1 белая ладья · g1 белый король | b8 чёрная ладья · c8 чёрный слон · e8 чёрный ферзь · f8 чёрная ладья · g8 чёрный король · c7 чёрная пешка · f7 чёрная пешка · g7 чёрная пешка · d6 чёрный слон · f6 чёрный конь · g6 чёрный конь · h6 чёрная пешка · e5 чёрная пешка · e4 белая пешка · b3 белый слон · c3 белая пешка · e3 белый слон · f3 белый конь · g3 белый конь · h3 белая пешка · c2 белый ферзь · f2 белая пешка · g2 белая пешка · a1 белая ладья · e1 белая ладья · g1 белый король | b8 чёрная ладья · c8 чёрный слон · e8 чёрный ферзь · f8 чёрная ладья · g8 чёрный король · c7 чёрная пешка · f7 чёрная пешка · g7 чёрная пешка · d6 чёрный слон · f6 чёрный конь · g6 чёрный конь · h6 чёрная пешка · e5 чёрная пешка · e4 белая пешка · b3 белый слон · c3 белая пешка · e3 белый слон · f3 белый конь · g3 белый конь · h3 белая пешка · c2 белый ферзь · f2 белая пешка · g2 белая пешка · a1 белая ладья · e1 белая ладья · g1 белый король | b8 чёрная ладья · c8 чёрный слон · e8 чёрный ферзь · f8 чёрная ладья · g8 чёрный король · c7 чёрная пешка · f7 чёрная пешка · g7 чёрная пешка · d6 чёрный слон · f6 чёрный конь · g6 чёрный конь · h6 чёрная пешка · e5 чёрная пешка · e4 белая пешка · b3 белый слон · c3 белая пешка · e3 белый слон · f3 белый конь · g3 белый конь · h3 белая пешка · c2 белый ферзь · f2 белая пешка · g2 белая пешка · a1 белая ладья · e1 белая ладья · g1 белый король | b8 чёрная ладья · c8 чёрный слон · e8 чёрный ферзь · f8 чёрная ладья · g8 чёрный король · c7 чёрная пешка · f7 чёрная пешка · g7 чёрная пешка · d6 чёрный слон · f6 чёрный конь · g6 чёрный конь · h6 чёрная пешка · e5 чёрная пешка · e4 белая пешка · b3 белый слон · c3 белая пешка · e3 белый слон · f3 белый конь · g3 белый конь · h3 белая пешка · c2 белый ферзь · f2 белая пешка · g2 белая пешка · a1 белая ладья · e1 белая ладья · g1 белый король | 6 |
| 5 | b8 чёрная ладья · c8 чёрный слон · e8 чёрный ферзь · f8 чёрная ладья · g8 чёрный король · c7 чёрная пешка · f7 чёрная пешка · g7 чёрная пешка · d6 чёрный слон · f6 чёрный конь · g6 чёрный конь · h6 чёрная пешка · e5 чёрная пешка · e4 белая пешка · b3 белый слон · c3 белая пешка · e3 белый слон · f3 белый конь · g3 белый конь · h3 белая пешка · c2 белый ферзь · f2 белая пешка · g2 белая пешка · a1 белая ладья · e1 белая ладья · g1 белый король | b8 чёрная ладья · c8 чёрный слон · e8 чёрный ферзь · f8 чёрная ладья · g8 чёрный король · c7 чёрная пешка · f7 чёрная пешка · g7 чёрная пешка · d6 чёрный слон · f6 чёрный конь · g6 чёрный конь · h6 чёрная пешка · e5 чёрная пешка · e4 белая пешка · b3 белый слон · c3 белая пешка · e3 белый слон · f3 белый конь · g3 белый конь · h3 белая пешка · c2 белый ферзь · f2 белая пешка · g2 белая пешка · a1 белая ладья · e1 белая ладья · g1 белый король | b8 чёрная ладья · c8 чёрный слон · e8 чёрный ферзь · f8 чёрная ладья · g8 чёрный король · c7 чёрная пешка · f7 чёрная пешка · g7 чёрная пешка · d6 чёрный слон · f6 чёрный конь · g6 чёрный конь · h6 чёрная пешка · e5 чёрная пешка · e4 белая пешка · b3 белый слон · c3 белая пешка · e3 белый слон · f3 белый конь · g3 белый конь · h3 белая пешка · c2 белый ферзь · f2 белая пешка · g2 белая пешка · a1 белая ладья · e1 белая ладья · g1 белый король | b8 чёрная ладья · c8 чёрный слон · e8 чёрный ферзь · f8 чёрная ладья · g8 чёрный король · c7 чёрная пешка · f7 чёрная пешка · g7 чёрная пешка · d6 чёрный слон · f6 чёрный конь · g6 чёрный конь · h6 чёрная пешка · e5 чёрная пешка · e4 белая пешка · b3 белый слон · c3 белая пешка · e3 белый слон · f3 белый конь · g3 белый конь · h3 белая пешка · c2 белый ферзь · f2 белая пешка · g2 белая пешка · a1 белая ладья · e1 белая ладья · g1 белый король | b8 чёрная ладья · c8 чёрный слон · e8 чёрный ферзь · f8 чёрная ладья · g8 чёрный король · c7 чёрная пешка · f7 чёрная пешка · g7 чёрная пешка · d6 чёрный слон · f6 чёрный конь · g6 чёрный конь · h6 чёрная пешка · e5 чёрная пешка · e4 белая пешка · b3 белый слон · c3 белая пешка · e3 белый слон · f3 белый конь · g3 белый конь · h3 белая пешка · c2 белый ферзь · f2 белая пешка · g2 белая пешка · a1 белая ладья · e1 белая ладья · g1 белый король | b8 чёрная ладья · c8 чёрный слон · e8 чёрный ферзь · f8 чёрная ладья · g8 чёрный король · c7 чёрная пешка · f7 чёрная пешка · g7 чёрная пешка · d6 чёрный слон · f6 чёрный конь · g6 чёрный конь · h6 чёрная пешка · e5 чёрная пешка · e4 белая пешка · b3 белый слон · c3 белая пешка · e3 белый слон · f3 белый конь · g3 белый конь · h3 белая пешка · c2 белый ферзь · f2 белая пешка · g2 белая пешка · a1 белая ладья · e1 белая ладья · g1 белый король | b8 чёрная ладья · c8 чёрный слон · e8 чёрный ферзь · f8 чёрная ладья · g8 чёрный король · c7 чёрная пешка · f7 чёрная пешка · g7 чёрная пешка · d6 чёрный слон · f6 чёрный конь · g6 чёрный конь · h6 чёрная пешка · e5 чёрная пешка · e4 белая пешка · b3 белый слон · c3 белая пешка · e3 белый слон · f3 белый конь · g3 белый конь · h3 белая пешка · c2 белый ферзь · f2 белая пешка · g2 белая пешка · a1 белая ладья · e1 белая ладья · g1 белый король | b8 чёрная ладья · c8 чёрный слон · e8 чёрный ферзь · f8 чёрная ладья · g8 чёрный король · c7 чёрная пешка · f7 чёрная пешка · g7 чёрная пешка · d6 чёрный слон · f6 чёрный конь · g6 чёрный конь · h6 чёрная пешка · e5 чёрная пешка · e4 белая пешка · b3 белый слон · c3 белая пешка · e3 белый слон · f3 белый конь · g3 белый конь · h3 белая пешка · c2 белый ферзь · f2 белая пешка · g2 белая пешка · a1 белая ладья · e1 белая ладья · g1 белый король | 5 |
| 4 | b8 чёрная ладья · c8 чёрный слон · e8 чёрный ферзь · f8 чёрная ладья · g8 чёрный король · c7 чёрная пешка · f7 чёрная пешка · g7 чёрная пешка · d6 чёрный слон · f6 чёрный конь · g6 чёрный конь · h6 чёрная пешка · e5 чёрная пешка · e4 белая пешка · b3 белый слон · c3 белая пешка · e3 белый слон · f3 белый конь · g3 белый конь · h3 белая пешка · c2 белый ферзь · f2 белая пешка · g2 белая пешка · a1 белая ладья · e1 белая ладья · g1 белый король | b8 чёрная ладья · c8 чёрный слон · e8 чёрный ферзь · f8 чёрная ладья · g8 чёрный король · c7 чёрная пешка · f7 чёрная пешка · g7 чёрная пешка · d6 чёрный слон · f6 чёрный конь · g6 чёрный конь · h6 чёрная пешка · e5 чёрная пешка · e4 белая пешка · b3 белый слон · c3 белая пешка · e3 белый слон · f3 белый конь · g3 белый конь · h3 белая пешка · c2 белый ферзь · f2 белая пешка · g2 белая пешка · a1 белая ладья · e1 белая ладья · g1 белый король | b8 чёрная ладья · c8 чёрный слон · e8 чёрный ферзь · f8 чёрная ладья · g8 чёрный король · c7 чёрная пешка · f7 чёрная пешка · g7 чёрная пешка · d6 чёрный слон · f6 чёрный конь · g6 чёрный конь · h6 чёрная пешка · e5 чёрная пешка · e4 белая пешка · b3 белый слон · c3 белая пешка · e3 белый слон · f3 белый конь · g3 белый конь · h3 белая пешка · c2 белый ферзь · f2 белая пешка · g2 белая пешка · a1 белая ладья · e1 белая ладья · g1 белый король | b8 чёрная ладья · c8 чёрный слон · e8 чёрный ферзь · f8 чёрная ладья · g8 чёрный король · c7 чёрная пешка · f7 чёрная пешка · g7 чёрная пешка · d6 чёрный слон · f6 чёрный конь · g6 чёрный конь · h6 чёрная пешка · e5 чёрная пешка · e4 белая пешка · b3 белый слон · c3 белая пешка · e3 белый слон · f3 белый конь · g3 белый конь · h3 белая пешка · c2 белый ферзь · f2 белая пешка · g2 белая пешка · a1 белая ладья · e1 белая ладья · g1 белый король | b8 чёрная ладья · c8 чёрный слон · e8 чёрный ферзь · f8 чёрная ладья · g8 чёрный король · c7 чёрная пешка · f7 чёрная пешка · g7 чёрная пешка · d6 чёрный слон · f6 чёрный конь · g6 чёрный конь · h6 чёрная пешка · e5 чёрная пешка · e4 белая пешка · b3 белый слон · c3 белая пешка · e3 белый слон · f3 белый конь · g3 белый конь · h3 белая пешка · c2 белый ферзь · f2 белая пешка · g2 белая пешка · a1 белая ладья · e1 белая ладья · g1 белый король | b8 чёрная ладья · c8 чёрный слон · e8 чёрный ферзь · f8 чёрная ладья · g8 чёрный король · c7 чёрная пешка · f7 чёрная пешка · g7 чёрная пешка · d6 чёрный слон · f6 чёрный конь · g6 чёрный конь · h6 чёрная пешка · e5 чёрная пешка · e4 белая пешка · b3 белый слон · c3 белая пешка · e3 белый слон · f3 белый конь · g3 белый конь · h3 белая пешка · c2 белый ферзь · f2 белая пешка · g2 белая пешка · a1 белая ладья · e1 белая ладья · g1 белый король | b8 чёрная ладья · c8 чёрный слон · e8 чёрный ферзь · f8 чёрная ладья · g8 чёрный король · c7 чёрная пешка · f7 чёрная пешка · g7 чёрная пешка · d6 чёрный слон · f6 чёрный конь · g6 чёрный конь · h6 чёрная пешка · e5 чёрная пешка · e4 белая пешка · b3 белый слон · c3 белая пешка · e3 белый слон · f3 белый конь · g3 белый конь · h3 белая пешка · c2 белый ферзь · f2 белая пешка · g2 белая пешка · a1 белая ладья · e1 белая ладья · g1 белый король | b8 чёрная ладья · c8 чёрный слон · e8 чёрный ферзь · f8 чёрная ладья · g8 чёрный король · c7 чёрная пешка · f7 чёрная пешка · g7 чёрная пешка · d6 чёрный слон · f6 чёрный конь · g6 чёрный конь · h6 чёрная пешка · e5 чёрная пешка · e4 белая пешка · b3 белый слон · c3 белая пешка · e3 белый слон · f3 белый конь · g3 белый конь · h3 белая пешка · c2 белый ферзь · f2 белая пешка · g2 белая пешка · a1 белая ладья · e1 белая ладья · g1 белый король | 4 |
| 3 | b8 чёрная ладья · c8 чёрный слон · e8 чёрный ферзь · f8 чёрная ладья · g8 чёрный король · c7 чёрная пешка · f7 чёрная пешка · g7 чёрная пешка · d6 чёрный слон · f6 чёрный конь · g6 чёрный конь · h6 чёрная пешка · e5 чёрная пешка · e4 белая пешка · b3 белый слон · c3 белая пешка · e3 белый слон · f3 белый конь · g3 белый конь · h3 белая пешка · c2 белый ферзь · f2 белая пешка · g2 белая пешка · a1 белая ладья · e1 белая ладья · g1 белый король | b8 чёрная ладья · c8 чёрный слон · e8 чёрный ферзь · f8 чёрная ладья · g8 чёрный король · c7 чёрная пешка · f7 чёрная пешка · g7 чёрная пешка · d6 чёрный слон · f6 чёрный конь · g6 чёрный конь · h6 чёрная пешка · e5 чёрная пешка · e4 белая пешка · b3 белый слон · c3 белая пешка · e3 белый слон · f3 белый конь · g3 белый конь · h3 белая пешка · c2 белый ферзь · f2 белая пешка · g2 белая пешка · a1 белая ладья · e1 белая ладья · g1 белый король | b8 чёрная ладья · c8 чёрный слон · e8 чёрный ферзь · f8 чёрная ладья · g8 чёрный король · c7 чёрная пешка · f7 чёрная пешка · g7 чёрная пешка · d6 чёрный слон · f6 чёрный конь · g6 чёрный конь · h6 чёрная пешка · e5 чёрная пешка · e4 белая пешка · b3 белый слон · c3 белая пешка · e3 белый слон · f3 белый конь · g3 белый конь · h3 белая пешка · c2 белый ферзь · f2 белая пешка · g2 белая пешка · a1 белая ладья · e1 белая ладья · g1 белый король | b8 чёрная ладья · c8 чёрный слон · e8 чёрный ферзь · f8 чёрная ладья · g8 чёрный король · c7 чёрная пешка · f7 чёрная пешка · g7 чёрная пешка · d6 чёрный слон · f6 чёрный конь · g6 чёрный конь · h6 чёрная пешка · e5 чёрная пешка · e4 белая пешка · b3 белый слон · c3 белая пешка · e3 белый слон · f3 белый конь · g3 белый конь · h3 белая пешка · c2 белый ферзь · f2 белая пешка · g2 белая пешка · a1 белая ладья · e1 белая ладья · g1 белый король | b8 чёрная ладья · c8 чёрный слон · e8 чёрный ферзь · f8 чёрная ладья · g8 чёрный король · c7 чёрная пешка · f7 чёрная пешка · g7 чёрная пешка · d6 чёрный слон · f6 чёрный конь · g6 чёрный конь · h6 чёрная пешка · e5 чёрная пешка · e4 белая пешка · b3 белый слон · c3 белая пешка · e3 белый слон · f3 белый конь · g3 белый конь · h3 белая пешка · c2 белый ферзь · f2 белая пешка · g2 белая пешка · a1 белая ладья · e1 белая ладья · g1 белый король | b8 чёрная ладья · c8 чёрный слон · e8 чёрный ферзь · f8 чёрная ладья · g8 чёрный король · c7 чёрная пешка · f7 чёрная пешка · g7 чёрная пешка · d6 чёрный слон · f6 чёрный конь · g6 чёрный конь · h6 чёрная пешка · e5 чёрная пешка · e4 белая пешка · b3 белый слон · c3 белая пешка · e3 белый слон · f3 белый конь · g3 белый конь · h3 белая пешка · c2 белый ферзь · f2 белая пешка · g2 белая пешка · a1 белая ладья · e1 белая ладья · g1 белый король | b8 чёрная ладья · c8 чёрный слон · e8 чёрный ферзь · f8 чёрная ладья · g8 чёрный король · c7 чёрная пешка · f7 чёрная пешка · g7 чёрная пешка · d6 чёрный слон · f6 чёрный конь · g6 чёрный конь · h6 чёрная пешка · e5 чёрная пешка · e4 белая пешка · b3 белый слон · c3 белая пешка · e3 белый слон · f3 белый конь · g3 белый конь · h3 белая пешка · c2 белый ферзь · f2 белая пешка · g2 белая пешка · a1 белая ладья · e1 белая ладья · g1 белый король | b8 чёрная ладья · c8 чёрный слон · e8 чёрный ферзь · f8 чёрная ладья · g8 чёрный король · c7 чёрная пешка · f7 чёрная пешка · g7 чёрная пешка · d6 чёрный слон · f6 чёрный конь · g6 чёрный конь · h6 чёрная пешка · e5 чёрная пешка · e4 белая пешка · b3 белый слон · c3 белая пешка · e3 белый слон · f3 белый конь · g3 белый конь · h3 белая пешка · c2 белый ферзь · f2 белая пешка · g2 белая пешка · a1 белая ладья · e1 белая ладья · g1 белый король | 3 |
| 2 | b8 чёрная ладья · c8 чёрный слон · e8 чёрный ферзь · f8 чёрная ладья · g8 чёрный король · c7 чёрная пешка · f7 чёрная пешка · g7 чёрная пешка · d6 чёрный слон · f6 чёрный конь · g6 чёрный конь · h6 чёрная пешка · e5 чёрная пешка · e4 белая пешка · b3 белый слон · c3 белая пешка · e3 белый слон · f3 белый конь · g3 белый конь · h3 белая пешка · c2 белый ферзь · f2 белая пешка · g2 белая пешка · a1 белая ладья · e1 белая ладья · g1 белый король | b8 чёрная ладья · c8 чёрный слон · e8 чёрный ферзь · f8 чёрная ладья · g8 чёрный король · c7 чёрная пешка · f7 чёрная пешка · g7 чёрная пешка · d6 чёрный слон · f6 чёрный конь · g6 чёрный конь · h6 чёрная пешка · e5 чёрная пешка · e4 белая пешка · b3 белый слон · c3 белая пешка · e3 белый слон · f3 белый конь · g3 белый конь · h3 белая пешка · c2 белый ферзь · f2 белая пешка · g2 белая пешка · a1 белая ладья · e1 белая ладья · g1 белый король | b8 чёрная ладья · c8 чёрный слон · e8 чёрный ферзь · f8 чёрная ладья · g8 чёрный король · c7 чёрная пешка · f7 чёрная пешка · g7 чёрная пешка · d6 чёрный слон · f6 чёрный конь · g6 чёрный конь · h6 чёрная пешка · e5 чёрная пешка · e4 белая пешка · b3 белый слон · c3 белая пешка · e3 белый слон · f3 белый конь · g3 белый конь · h3 белая пешка · c2 белый ферзь · f2 белая пешка · g2 белая пешка · a1 белая ладья · e1 белая ладья · g1 белый король | b8 чёрная ладья · c8 чёрный слон · e8 чёрный ферзь · f8 чёрная ладья · g8 чёрный король · c7 чёрная пешка · f7 чёрная пешка · g7 чёрная пешка · d6 чёрный слон · f6 чёрный конь · g6 чёрный конь · h6 чёрная пешка · e5 чёрная пешка · e4 белая пешка · b3 белый слон · c3 белая пешка · e3 белый слон · f3 белый конь · g3 белый конь · h3 белая пешка · c2 белый ферзь · f2 белая пешка · g2 белая пешка · a1 белая ладья · e1 белая ладья · g1 белый король | b8 чёрная ладья · c8 чёрный слон · e8 чёрный ферзь · f8 чёрная ладья · g8 чёрный король · c7 чёрная пешка · f7 чёрная пешка · g7 чёрная пешка · d6 чёрный слон · f6 чёрный конь · g6 чёрный конь · h6 чёрная пешка · e5 чёрная пешка · e4 белая пешка · b3 белый слон · c3 белая пешка · e3 белый слон · f3 белый конь · g3 белый конь · h3 белая пешка · c2 белый ферзь · f2 белая пешка · g2 белая пешка · a1 белая ладья · e1 белая ладья · g1 белый король | b8 чёрная ладья · c8 чёрный слон · e8 чёрный ферзь · f8 чёрная ладья · g8 чёрный король · c7 чёрная пешка · f7 чёрная пешка · g7 чёрная пешка · d6 чёрный слон · f6 чёрный конь · g6 чёрный конь · h6 чёрная пешка · e5 чёрная пешка · e4 белая пешка · b3 белый слон · c3 белая пешка · e3 белый слон · f3 белый конь · g3 белый конь · h3 белая пешка · c2 белый ферзь · f2 белая пешка · g2 белая пешка · a1 белая ладья · e1 белая ладья · g1 белый король | b8 чёрная ладья · c8 чёрный слон · e8 чёрный ферзь · f8 чёрная ладья · g8 чёрный король · c7 чёрная пешка · f7 чёрная пешка · g7 чёрная пешка · d6 чёрный слон · f6 чёрный конь · g6 чёрный конь · h6 чёрная пешка · e5 чёрная пешка · e4 белая пешка · b3 белый слон · c3 белая пешка · e3 белый слон · f3 белый конь · g3 белый конь · h3 белая пешка · c2 белый ферзь · f2 белая пешка · g2 белая пешка · a1 белая ладья · e1 белая ладья · g1 белый король | b8 чёрная ладья · c8 чёрный слон · e8 чёрный ферзь · f8 чёрная ладья · g8 чёрный король · c7 чёрная пешка · f7 чёрная пешка · g7 чёрная пешка · d6 чёрный слон · f6 чёрный конь · g6 чёрный конь · h6 чёрная пешка · e5 чёрная пешка · e4 белая пешка · b3 белый слон · c3 белая пешка · e3 белый слон · f3 белый конь · g3 белый конь · h3 белая пешка · c2 белый ферзь · f2 белая пешка · g2 белая пешка · a1 белая ладья · e1 белая ладья · g1 белый король | 2 |
| 1 | b8 чёрная ладья · c8 чёрный слон · e8 чёрный ферзь · f8 чёрная ладья · g8 чёрный король · c7 чёрная пешка · f7 чёрная пешка · g7 чёрная пешка · d6 чёрный слон · f6 чёрный конь · g6 чёрный конь · h6 чёрная пешка · e5 чёрная пешка · e4 белая пешка · b3 белый слон · c3 белая пешка · e3 белый слон · f3 белый конь · g3 белый конь · h3 белая пешка · c2 белый ферзь · f2 белая пешка · g2 белая пешка · a1 белая ладья · e1 белая ладья · g1 белый король | b8 чёрная ладья · c8 чёрный слон · e8 чёрный ферзь · f8 чёрная ладья · g8 чёрный король · c7 чёрная пешка · f7 чёрная пешка · g7 чёрная пешка · d6 чёрный слон · f6 чёрный конь · g6 чёрный конь · h6 чёрная пешка · e5 чёрная пешка · e4 белая пешка · b3 белый слон · c3 белая пешка · e3 белый слон · f3 белый конь · g3 белый конь · h3 белая пешка · c2 белый ферзь · f2 белая пешка · g2 белая пешка · a1 белая ладья · e1 белая ладья · g1 белый король | b8 чёрная ладья · c8 чёрный слон · e8 чёрный ферзь · f8 чёрная ладья · g8 чёрный король · c7 чёрная пешка · f7 чёрная пешка · g7 чёрная пешка · d6 чёрный слон · f6 чёрный конь · g6 чёрный конь · h6 чёрная пешка · e5 чёрная пешка · e4 белая пешка · b3 белый слон · c3 белая пешка · e3 белый слон · f3 белый конь · g3 белый конь · h3 белая пешка · c2 белый ферзь · f2 белая пешка · g2 белая пешка · a1 белая ладья · e1 белая ладья · g1 белый король | b8 чёрная ладья · c8 чёрный слон · e8 чёрный ферзь · f8 чёрная ладья · g8 чёрный король · c7 чёрная пешка · f7 чёрная пешка · g7 чёрная пешка · d6 чёрный слон · f6 чёрный конь · g6 чёрный конь · h6 чёрная пешка · e5 чёрная пешка · e4 белая пешка · b3 белый слон · c3 белая пешка · e3 белый слон · f3 белый конь · g3 белый конь · h3 белая пешка · c2 белый ферзь · f2 белая пешка · g2 белая пешка · a1 белая ладья · e1 белая ладья · g1 белый король | b8 чёрная ладья · c8 чёрный слон · e8 чёрный ферзь · f8 чёрная ладья · g8 чёрный король · c7 чёрная пешка · f7 чёрная пешка · g7 чёрная пешка · d6 чёрный слон · f6 чёрный конь · g6 чёрный конь · h6 чёрная пешка · e5 чёрная пешка · e4 белая пешка · b3 белый слон · c3 белая пешка · e3 белый слон · f3 белый конь · g3 белый конь · h3 белая пешка · c2 белый ферзь · f2 белая пешка · g2 белая пешка · a1 белая ладья · e1 белая ладья · g1 белый король | b8 чёрная ладья · c8 чёрный слон · e8 чёрный ферзь · f8 чёрная ладья · g8 чёрный король · c7 чёрная пешка · f7 чёрная пешка · g7 чёрная пешка · d6 чёрный слон · f6 чёрный конь · g6 чёрный конь · h6 чёрная пешка · e5 чёрная пешка · e4 белая пешка · b3 белый слон · c3 белая пешка · e3 белый слон · f3 белый конь · g3 белый конь · h3 белая пешка · c2 белый ферзь · f2 белая пешка · g2 белая пешка · a1 белая ладья · e1 белая ладья · g1 белый король | b8 чёрная ладья · c8 чёрный слон · e8 чёрный ферзь · f8 чёрная ладья · g8 чёрный король · c7 чёрная пешка · f7 чёрная пешка · g7 чёрная пешка · d6 чёрный слон · f6 чёрный конь · g6 чёрный конь · h6 чёрная пешка · e5 чёрная пешка · e4 белая пешка · b3 белый слон · c3 белая пешка · e3 белый слон · f3 белый конь · g3 белый конь · h3 белая пешка · c2 белый ферзь · f2 белая пешка · g2 белая пешка · a1 белая ладья · e1 белая ладья · g1 белый король | b8 чёрная ладья · c8 чёрный слон · e8 чёрный ферзь · f8 чёрная ладья · g8 чёрный король · c7 чёрная пешка · f7 чёрная пешка · g7 чёрная пешка · d6 чёрный слон · f6 чёрный конь · g6 чёрный конь · h6 чёрная пешка · e5 чёрная пешка · e4 белая пешка · b3 белый слон · c3 белая пешка · e3 белый слон · f3 белый конь · g3 белый конь · h3 белая пешка · c2 белый ферзь · f2 белая пешка · g2 белая пешка · a1 белая ладья · e1 белая ладья · g1 белый король | 1 |
|   | a | b | c | d | e | f | g | h |   |

Испанская партия, закрытый вариант (вариант Анти-Маршалл с ходом a4) (ECO C88)
1. e4 e5 2. Кf3 Кc6 3. Сb5 a6 4. Сa4 Кf6 5. O-O Сe7 6. Лe1 b5 7. Сb3 O-O 8. a4 Лb8 9. axb5 axb5 10. h3 d6 11. c3 b4 12. d3 bxc3 13. bxc3 d5 14. Кbd2 dxe4 15. dxe4 Сd6 16. Фc2 h6 17. Кf1 Кe7 18. Кg3 Кg6 19. Сe3 Фe8 (диаграмма) 20. Лed1 Сe6 21. Сa4 Сd7 22. Кd2 Сxa4 23. Фxa4 Фxa4 24. Лxa4 Лa8 25. Лda1 Лxa4 26. Лxa4 Лb8 27. Лa6 Кe8 28. Крf1 Кf8 29. Кf5 Кe6 30. Кc4 Лd8 31. f3 f6 32. g4 Крf7 33. h4 Сf8 34. Крe2 Кd6 35. Кcxd6+ Сxd6 36. h5 Сf8 37. Лa5 Крe8 38. Лd5 Лa8 39. Лd1 Лa2+ 40. Лd2 Лa1 41. Лd1 Лa2+ 42. Лd2 Лa1 43. Лd1
1/2-1/2

#### Партия 6: Карлсен — Непомнящий,  1–0
|   | a | b | c | d | e | f | g | h |   |
| - | --- | --- | --- | --- | --- | --- | --- | --- | - |
| 8 | d8 чёрный король · f7 белая ладья · g7 белый конь · e6 белая пешка · f5 белая пешка · h4 белый король · g1 чёрный ферзь | d8 чёрный король · f7 белая ладья · g7 белый конь · e6 белая пешка · f5 белая пешка · h4 белый король · g1 чёрный ферзь | d8 чёрный король · f7 белая ладья · g7 белый конь · e6 белая пешка · f5 белая пешка · h4 белый король · g1 чёрный ферзь | d8 чёрный король · f7 белая ладья · g7 белый конь · e6 белая пешка · f5 белая пешка · h4 белый король · g1 чёрный ферзь | d8 чёрный король · f7 белая ладья · g7 белый конь · e6 белая пешка · f5 белая пешка · h4 белый король · g1 чёрный ферзь | d8 чёрный король · f7 белая ладья · g7 белый конь · e6 белая пешка · f5 белая пешка · h4 белый король · g1 чёрный ферзь | d8 чёрный король · f7 белая ладья · g7 белый конь · e6 белая пешка · f5 белая пешка · h4 белый король · g1 чёрный ферзь | d8 чёрный король · f7 белая ладья · g7 белый конь · e6 белая пешка · f5 белая пешка · h4 белый король · g1 чёрный ферзь | 8 |
| 7 | d8 чёрный король · f7 белая ладья · g7 белый конь · e6 белая пешка · f5 белая пешка · h4 белый король · g1 чёрный ферзь | d8 чёрный король · f7 белая ладья · g7 белый конь · e6 белая пешка · f5 белая пешка · h4 белый король · g1 чёрный ферзь | d8 чёрный король · f7 белая ладья · g7 белый конь · e6 белая пешка · f5 белая пешка · h4 белый король · g1 чёрный ферзь | d8 чёрный король · f7 белая ладья · g7 белый конь · e6 белая пешка · f5 белая пешка · h4 белый король · g1 чёрный ферзь | d8 чёрный король · f7 белая ладья · g7 белый конь · e6 белая пешка · f5 белая пешка · h4 белый король · g1 чёрный ферзь | d8 чёрный король · f7 белая ладья · g7 белый конь · e6 белая пешка · f5 белая пешка · h4 белый король · g1 чёрный ферзь | d8 чёрный король · f7 белая ладья · g7 белый конь · e6 белая пешка · f5 белая пешка · h4 белый король · g1 чёрный ферзь | d8 чёрный король · f7 белая ладья · g7 белый конь · e6 белая пешка · f5 белая пешка · h4 белый король · g1 чёрный ферзь | 7 |
| 6 | d8 чёрный король · f7 белая ладья · g7 белый конь · e6 белая пешка · f5 белая пешка · h4 белый король · g1 чёрный ферзь | d8 чёрный король · f7 белая ладья · g7 белый конь · e6 белая пешка · f5 белая пешка · h4 белый король · g1 чёрный ферзь | d8 чёрный король · f7 белая ладья · g7 белый конь · e6 белая пешка · f5 белая пешка · h4 белый король · g1 чёрный ферзь | d8 чёрный король · f7 белая ладья · g7 белый конь · e6 белая пешка · f5 белая пешка · h4 белый король · g1 чёрный ферзь | d8 чёрный король · f7 белая ладья · g7 белый конь · e6 белая пешка · f5 белая пешка · h4 белый король · g1 чёрный ферзь | d8 чёрный король · f7 белая ладья · g7 белый конь · e6 белая пешка · f5 белая пешка · h4 белый король · g1 чёрный ферзь | d8 чёрный король · f7 белая ладья · g7 белый конь · e6 белая пешка · f5 белая пешка · h4 белый король · g1 чёрный ферзь | d8 чёрный король · f7 белая ладья · g7 белый конь · e6 белая пешка · f5 белая пешка · h4 белый король · g1 чёрный ферзь | 6 |
| 5 | d8 чёрный король · f7 белая ладья · g7 белый конь · e6 белая пешка · f5 белая пешка · h4 белый король · g1 чёрный ферзь | d8 чёрный король · f7 белая ладья · g7 белый конь · e6 белая пешка · f5 белая пешка · h4 белый король · g1 чёрный ферзь | d8 чёрный король · f7 белая ладья · g7 белый конь · e6 белая пешка · f5 белая пешка · h4 белый король · g1 чёрный ферзь | d8 чёрный король · f7 белая ладья · g7 белый конь · e6 белая пешка · f5 белая пешка · h4 белый король · g1 чёрный ферзь | d8 чёрный король · f7 белая ладья · g7 белый конь · e6 белая пешка · f5 белая пешка · h4 белый король · g1 чёрный ферзь | d8 чёрный король · f7 белая ладья · g7 белый конь · e6 белая пешка · f5 белая пешка · h4 белый король · g1 чёрный ферзь | d8 чёрный король · f7 белая ладья · g7 белый конь · e6 белая пешка · f5 белая пешка · h4 белый король · g1 чёрный ферзь | d8 чёрный король · f7 белая ладья · g7 белый конь · e6 белая пешка · f5 белая пешка · h4 белый король · g1 чёрный ферзь | 5 |
| 4 | d8 чёрный король · f7 белая ладья · g7 белый конь · e6 белая пешка · f5 белая пешка · h4 белый король · g1 чёрный ферзь | d8 чёрный король · f7 белая ладья · g7 белый конь · e6 белая пешка · f5 белая пешка · h4 белый король · g1 чёрный ферзь | d8 чёрный король · f7 белая ладья · g7 белый конь · e6 белая пешка · f5 белая пешка · h4 белый король · g1 чёрный ферзь | d8 чёрный король · f7 белая ладья · g7 белый конь · e6 белая пешка · f5 белая пешка · h4 белый король · g1 чёрный ферзь | d8 чёрный король · f7 белая ладья · g7 белый конь · e6 белая пешка · f5 белая пешка · h4 белый король · g1 чёрный ферзь | d8 чёрный король · f7 белая ладья · g7 белый конь · e6 белая пешка · f5 белая пешка · h4 белый король · g1 чёрный ферзь | d8 чёрный король · f7 белая ладья · g7 белый конь · e6 белая пешка · f5 белая пешка · h4 белый король · g1 чёрный ферзь | d8 чёрный король · f7 белая ладья · g7 белый конь · e6 белая пешка · f5 белая пешка · h4 белый король · g1 чёрный ферзь | 4 |
| 3 | d8 чёрный король · f7 белая ладья · g7 белый конь · e6 белая пешка · f5 белая пешка · h4 белый король · g1 чёрный ферзь | d8 чёрный король · f7 белая ладья · g7 белый конь · e6 белая пешка · f5 белая пешка · h4 белый король · g1 чёрный ферзь | d8 чёрный король · f7 белая ладья · g7 белый конь · e6 белая пешка · f5 белая пешка · h4 белый король · g1 чёрный ферзь | d8 чёрный король · f7 белая ладья · g7 белый конь · e6 белая пешка · f5 белая пешка · h4 белый король · g1 чёрный ферзь | d8 чёрный король · f7 белая ладья · g7 белый конь · e6 белая пешка · f5 белая пешка · h4 белый король · g1 чёрный ферзь | d8 чёрный король · f7 белая ладья · g7 белый конь · e6 белая пешка · f5 белая пешка · h4 белый король · g1 чёрный ферзь | d8 чёрный король · f7 белая ладья · g7 белый конь · e6 белая пешка · f5 белая пешка · h4 белый король · g1 чёрный ферзь | d8 чёрный король · f7 белая ладья · g7 белый конь · e6 белая пешка · f5 белая пешка · h4 белый король · g1 чёрный ферзь | 3 |
| 2 | d8 чёрный король · f7 белая ладья · g7 белый конь · e6 белая пешка · f5 белая пешка · h4 белый король · g1 чёрный ферзь | d8 чёрный король · f7 белая ладья · g7 белый конь · e6 белая пешка · f5 белая пешка · h4 белый король · g1 чёрный ферзь | d8 чёрный король · f7 белая ладья · g7 белый конь · e6 белая пешка · f5 белая пешка · h4 белый король · g1 чёрный ферзь | d8 чёрный король · f7 белая ладья · g7 белый конь · e6 белая пешка · f5 белая пешка · h4 белый король · g1 чёрный ферзь | d8 чёрный король · f7 белая ладья · g7 белый конь · e6 белая пешка · f5 белая пешка · h4 белый король · g1 чёрный ферзь | d8 чёрный король · f7 белая ладья · g7 белый конь · e6 белая пешка · f5 белая пешка · h4 белый король · g1 чёрный ферзь | d8 чёрный король · f7 белая ладья · g7 белый конь · e6 белая пешка · f5 белая пешка · h4 белый король · g1 чёрный ферзь | d8 чёрный король · f7 белая ладья · g7 белый конь · e6 белая пешка · f5 белая пешка · h4 белый король · g1 чёрный ферзь | 2 |
| 1 | d8 чёрный король · f7 белая ладья · g7 белый конь · e6 белая пешка · f5 белая пешка · h4 белый король · g1 чёрный ферзь | d8 чёрный король · f7 белая ладья · g7 белый конь · e6 белая пешка · f5 белая пешка · h4 белый король · g1 чёрный ферзь | d8 чёрный король · f7 белая ладья · g7 белый конь · e6 белая пешка · f5 белая пешка · h4 белый король · g1 чёрный ферзь | d8 чёрный король · f7 белая ладья · g7 белый конь · e6 белая пешка · f5 белая пешка · h4 белый король · g1 чёрный ферзь | d8 чёрный король · f7 белая ладья · g7 белый конь · e6 белая пешка · f5 белая пешка · h4 белый король · g1 чёрный ферзь | d8 чёрный король · f7 белая ладья · g7 белый конь · e6 белая пешка · f5 белая пешка · h4 белый король · g1 чёрный ферзь | d8 чёрный король · f7 белая ладья · g7 белый конь · e6 белая пешка · f5 белая пешка · h4 белый король · g1 чёрный ферзь | d8 чёрный король · f7 белая ладья · g7 белый конь · e6 белая пешка · f5 белая пешка · h4 белый король · g1 чёрный ферзь | 1 |
|   | a | b | c | d | e | f | g | h |   |

Данная партия побила рекорд по количеству ходов в партиях за звание чемпиона мира — 136 ходов. Предыдущий рекорд — 124 хода в матче Корчной — Карпов в 1978 году. Также это была первая партия за пять с лишним лет с классическим контролем времени в матчах за звание чемпиона мира, которая закончилась победой одного из игроков; до этого события такой результативной партией была 10-я партия матча 2016 года, в которой Магнус Карлcен обыграл Сергея Карякина, после чего последовали 19 партий, все из которых закончились вничью (11—12 партии в матче 2016 года, все партии матча 2018 года и 1—5 партии в 2021 году, соответственно).
Дебют ферзевой пешки, симметричный вариант, псевдо-Каталон (ECO D02)
1. d4 Кf6 2. Кf3 d5 3. g3 e6 4. Сg2 Сe7 5. O-O O-O 6. b3 c5 7. dxc5 Сxc5 8. c4 dxc4 9. Фc2 Фe7 10. Кbd2 Кc6 11. Кxc4 b5 12. Кce5 Кb4 13. Фb2 Сb7 14. a3 Кc6 15. Кd3 Сb6 16. Сg5 Лfd8 17. Сxf6 gxf6 18. Лac1 Кd4 19. Кxd4 Сxd4 20. Фa2 Сxg2 21. Крxg2 Фb7+ 22. Крg1 Фe4 23. Фc2 a5 24. Лfd1 Крg7 25. Лd2 Лac8 26. Фxc8 Лxc8 27. Лxc8 Фd5 28. b4 a4 29. e3 Сe5 30. h4 h5 31. Крh2 Сb2 32. Лc5 Фd6 33. Лd1 Сxa3 34. Лxb5 Фd7 35. Лc5 e5 36. Лc2 Фd5 37. Лdd2 Фb3 38. Лa2 e4 39. Кc5 Фxb4 40. Кxe4 Фb3 41. Лac2 Сf8 42. Кc5 Фb5 43. Кd3 a3 44. Кf4 Фa5 45. Лa2 Сb4 46. Лd3 Крh6 47. Лd1 Фa4 48. Лda1 Сd6 49. Крg1 Фb3 50. Кe2 Фd3 51. Кd4 Крh7 52. Крh2 Фe4 53. Лxa3 Фxh4+ 54. Крg1 Фe4 55. Лa4 Сe5 56. Кe2 Фc2 57. Л1a2 Фb3 58. Крg2 Фd5+ 59. f3 Фd1 60. f4 Сc7 61. Крf2 Сb6 62. Лa1 Фb3 63. Лe4 Крg7 64. Лe8 f5 65. Лaa8 Фb4 66. Лac8 Сa5 67. Лc1 Сb6 68. Лe5 Фb3 69. Лe8 Фd5 70. Лcc8 Фh1 71. Лc1 Фd5 72. Лb1 Сa7 73. Лe7 Сc5 74. Лe5 Фd3 75. Лb7 Фc2 76. Лb5 Сa7 77. Лa5 Сb6 78. Лab5 Сa7 79. Лxf5 Фd3 80. Лxf7+ Крxf7 81. Лb7+ Крg6 82. Лxa7 Фd5 83. Лa6+ Крh7 84. Лa1 Крg6 85. Кd4 Фb7 86. Лa2 Фh1 87. Лa6+ Крf7 88. Кf3 Фb1 89. Лd6 Крg7 90. Лd5 Фa2+ 91. Лd2 Фb1 92. Лe2 Фb6 93. Лc2 Фb1 94. Кd4 Фh1 95. Лc7+ Крf6 96. Лc6+ Крf7 97. Кf3 Фb1 98. Кg5+ Крg7 99. Кe6+ Крf7 100. Кd4 Фh1 101. Лc7+ Крf6 102. Кf3 Фb1 103. Лd7 Фb2+ 104. Лd2 Фb1 105. Кg1 Фb4 106. Лd1 Фb3 107. Лd6+ Крg7 108. Лd4 Фb2+ 109. Кe2 Фb1 110. e4 Фh1 111. Лd7+ Крg8 112. Лd4 Фh2+ 113. Крe3 h4 114. gxh4 Фh3+ 115. Крd2 Фxh4 116. Лd3 Крf8 117. Лf3 Фd8+ 118. Крe3 Фa5 119. Крf2 Фa7+ 120. Лe3 Фd7 121. Кg3 Фd2+ 122. Крf3 Фd1+ 123. Лe2 Фb3+ 124. Крg2 Фb7 125. Лd2 Фb3 126. Лd5 Крe7 127. Лe5+ Крf7 128. Лf5+ Крe8 129. e5 Фa2+ 130. Крh3 Фe6 131. Крh4 Фh6+ 132. Кh5 Фh7 133. e6 Фg6 134. Лf7 Крd8 135. f5 Фg1 136. Кg7 1–0

#### Партия 7: Непомнящий — Карлсен, ½–½
|   | a | b | c | d | e | f | g | h |   |
| - | --- | --- | --- | --- | --- | --- | --- | --- | - |
| 8 | a7 белая ладья · f7 чёрная пешка · g7 чёрный король · g6 чёрная пешка · h5 чёрная пешка · h4 белая пешка · c3 чёрная ладья · g3 белая пешка · f2 белая пешка · g2 белый король | a7 белая ладья · f7 чёрная пешка · g7 чёрный король · g6 чёрная пешка · h5 чёрная пешка · h4 белая пешка · c3 чёрная ладья · g3 белая пешка · f2 белая пешка · g2 белый король | a7 белая ладья · f7 чёрная пешка · g7 чёрный король · g6 чёрная пешка · h5 чёрная пешка · h4 белая пешка · c3 чёрная ладья · g3 белая пешка · f2 белая пешка · g2 белый король | a7 белая ладья · f7 чёрная пешка · g7 чёрный король · g6 чёрная пешка · h5 чёрная пешка · h4 белая пешка · c3 чёрная ладья · g3 белая пешка · f2 белая пешка · g2 белый король | a7 белая ладья · f7 чёрная пешка · g7 чёрный король · g6 чёрная пешка · h5 чёрная пешка · h4 белая пешка · c3 чёрная ладья · g3 белая пешка · f2 белая пешка · g2 белый король | a7 белая ладья · f7 чёрная пешка · g7 чёрный король · g6 чёрная пешка · h5 чёрная пешка · h4 белая пешка · c3 чёрная ладья · g3 белая пешка · f2 белая пешка · g2 белый король | a7 белая ладья · f7 чёрная пешка · g7 чёрный король · g6 чёрная пешка · h5 чёрная пешка · h4 белая пешка · c3 чёрная ладья · g3 белая пешка · f2 белая пешка · g2 белый король | a7 белая ладья · f7 чёрная пешка · g7 чёрный король · g6 чёрная пешка · h5 чёрная пешка · h4 белая пешка · c3 чёрная ладья · g3 белая пешка · f2 белая пешка · g2 белый король | 8 |
| 7 | a7 белая ладья · f7 чёрная пешка · g7 чёрный король · g6 чёрная пешка · h5 чёрная пешка · h4 белая пешка · c3 чёрная ладья · g3 белая пешка · f2 белая пешка · g2 белый король | a7 белая ладья · f7 чёрная пешка · g7 чёрный король · g6 чёрная пешка · h5 чёрная пешка · h4 белая пешка · c3 чёрная ладья · g3 белая пешка · f2 белая пешка · g2 белый король | a7 белая ладья · f7 чёрная пешка · g7 чёрный король · g6 чёрная пешка · h5 чёрная пешка · h4 белая пешка · c3 чёрная ладья · g3 белая пешка · f2 белая пешка · g2 белый король | a7 белая ладья · f7 чёрная пешка · g7 чёрный король · g6 чёрная пешка · h5 чёрная пешка · h4 белая пешка · c3 чёрная ладья · g3 белая пешка · f2 белая пешка · g2 белый король | a7 белая ладья · f7 чёрная пешка · g7 чёрный король · g6 чёрная пешка · h5 чёрная пешка · h4 белая пешка · c3 чёрная ладья · g3 белая пешка · f2 белая пешка · g2 белый король | a7 белая ладья · f7 чёрная пешка · g7 чёрный король · g6 чёрная пешка · h5 чёрная пешка · h4 белая пешка · c3 чёрная ладья · g3 белая пешка · f2 белая пешка · g2 белый король | a7 белая ладья · f7 чёрная пешка · g7 чёрный король · g6 чёрная пешка · h5 чёрная пешка · h4 белая пешка · c3 чёрная ладья · g3 белая пешка · f2 белая пешка · g2 белый король | a7 белая ладья · f7 чёрная пешка · g7 чёрный король · g6 чёрная пешка · h5 чёрная пешка · h4 белая пешка · c3 чёрная ладья · g3 белая пешка · f2 белая пешка · g2 белый король | 7 |
| 6 | a7 белая ладья · f7 чёрная пешка · g7 чёрный король · g6 чёрная пешка · h5 чёрная пешка · h4 белая пешка · c3 чёрная ладья · g3 белая пешка · f2 белая пешка · g2 белый король | a7 белая ладья · f7 чёрная пешка · g7 чёрный король · g6 чёрная пешка · h5 чёрная пешка · h4 белая пешка · c3 чёрная ладья · g3 белая пешка · f2 белая пешка · g2 белый король | a7 белая ладья · f7 чёрная пешка · g7 чёрный король · g6 чёрная пешка · h5 чёрная пешка · h4 белая пешка · c3 чёрная ладья · g3 белая пешка · f2 белая пешка · g2 белый король | a7 белая ладья · f7 чёрная пешка · g7 чёрный король · g6 чёрная пешка · h5 чёрная пешка · h4 белая пешка · c3 чёрная ладья · g3 белая пешка · f2 белая пешка · g2 белый король | a7 белая ладья · f7 чёрная пешка · g7 чёрный король · g6 чёрная пешка · h5 чёрная пешка · h4 белая пешка · c3 чёрная ладья · g3 белая пешка · f2 белая пешка · g2 белый король | a7 белая ладья · f7 чёрная пешка · g7 чёрный король · g6 чёрная пешка · h5 чёрная пешка · h4 белая пешка · c3 чёрная ладья · g3 белая пешка · f2 белая пешка · g2 белый король | a7 белая ладья · f7 чёрная пешка · g7 чёрный король · g6 чёрная пешка · h5 чёрная пешка · h4 белая пешка · c3 чёрная ладья · g3 белая пешка · f2 белая пешка · g2 белый король | a7 белая ладья · f7 чёрная пешка · g7 чёрный король · g6 чёрная пешка · h5 чёрная пешка · h4 белая пешка · c3 чёрная ладья · g3 белая пешка · f2 белая пешка · g2 белый король | 6 |
| 5 | a7 белая ладья · f7 чёрная пешка · g7 чёрный король · g6 чёрная пешка · h5 чёрная пешка · h4 белая пешка · c3 чёрная ладья · g3 белая пешка · f2 белая пешка · g2 белый король | a7 белая ладья · f7 чёрная пешка · g7 чёрный король · g6 чёрная пешка · h5 чёрная пешка · h4 белая пешка · c3 чёрная ладья · g3 белая пешка · f2 белая пешка · g2 белый король | a7 белая ладья · f7 чёрная пешка · g7 чёрный король · g6 чёрная пешка · h5 чёрная пешка · h4 белая пешка · c3 чёрная ладья · g3 белая пешка · f2 белая пешка · g2 белый король | a7 белая ладья · f7 чёрная пешка · g7 чёрный король · g6 чёрная пешка · h5 чёрная пешка · h4 белая пешка · c3 чёрная ладья · g3 белая пешка · f2 белая пешка · g2 белый король | a7 белая ладья · f7 чёрная пешка · g7 чёрный король · g6 чёрная пешка · h5 чёрная пешка · h4 белая пешка · c3 чёрная ладья · g3 белая пешка · f2 белая пешка · g2 белый король | a7 белая ладья · f7 чёрная пешка · g7 чёрный король · g6 чёрная пешка · h5 чёрная пешка · h4 белая пешка · c3 чёрная ладья · g3 белая пешка · f2 белая пешка · g2 белый король | a7 белая ладья · f7 чёрная пешка · g7 чёрный король · g6 чёрная пешка · h5 чёрная пешка · h4 белая пешка · c3 чёрная ладья · g3 белая пешка · f2 белая пешка · g2 белый король | a7 белая ладья · f7 чёрная пешка · g7 чёрный король · g6 чёрная пешка · h5 чёрная пешка · h4 белая пешка · c3 чёрная ладья · g3 белая пешка · f2 белая пешка · g2 белый король | 5 |
| 4 | a7 белая ладья · f7 чёрная пешка · g7 чёрный король · g6 чёрная пешка · h5 чёрная пешка · h4 белая пешка · c3 чёрная ладья · g3 белая пешка · f2 белая пешка · g2 белый король | a7 белая ладья · f7 чёрная пешка · g7 чёрный король · g6 чёрная пешка · h5 чёрная пешка · h4 белая пешка · c3 чёрная ладья · g3 белая пешка · f2 белая пешка · g2 белый король | a7 белая ладья · f7 чёрная пешка · g7 чёрный король · g6 чёрная пешка · h5 чёрная пешка · h4 белая пешка · c3 чёрная ладья · g3 белая пешка · f2 белая пешка · g2 белый король | a7 белая ладья · f7 чёрная пешка · g7 чёрный король · g6 чёрная пешка · h5 чёрная пешка · h4 белая пешка · c3 чёрная ладья · g3 белая пешка · f2 белая пешка · g2 белый король | a7 белая ладья · f7 чёрная пешка · g7 чёрный король · g6 чёрная пешка · h5 чёрная пешка · h4 белая пешка · c3 чёрная ладья · g3 белая пешка · f2 белая пешка · g2 белый король | a7 белая ладья · f7 чёрная пешка · g7 чёрный король · g6 чёрная пешка · h5 чёрная пешка · h4 белая пешка · c3 чёрная ладья · g3 белая пешка · f2 белая пешка · g2 белый король | a7 белая ладья · f7 чёрная пешка · g7 чёрный король · g6 чёрная пешка · h5 чёрная пешка · h4 белая пешка · c3 чёрная ладья · g3 белая пешка · f2 белая пешка · g2 белый король | a7 белая ладья · f7 чёрная пешка · g7 чёрный король · g6 чёрная пешка · h5 чёрная пешка · h4 белая пешка · c3 чёрная ладья · g3 белая пешка · f2 белая пешка · g2 белый король | 4 |
| 3 | a7 белая ладья · f7 чёрная пешка · g7 чёрный король · g6 чёрная пешка · h5 чёрная пешка · h4 белая пешка · c3 чёрная ладья · g3 белая пешка · f2 белая пешка · g2 белый король | a7 белая ладья · f7 чёрная пешка · g7 чёрный король · g6 чёрная пешка · h5 чёрная пешка · h4 белая пешка · c3 чёрная ладья · g3 белая пешка · f2 белая пешка · g2 белый король | a7 белая ладья · f7 чёрная пешка · g7 чёрный король · g6 чёрная пешка · h5 чёрная пешка · h4 белая пешка · c3 чёрная ладья · g3 белая пешка · f2 белая пешка · g2 белый король | a7 белая ладья · f7 чёрная пешка · g7 чёрный король · g6 чёрная пешка · h5 чёрная пешка · h4 белая пешка · c3 чёрная ладья · g3 белая пешка · f2 белая пешка · g2 белый король | a7 белая ладья · f7 чёрная пешка · g7 чёрный король · g6 чёрная пешка · h5 чёрная пешка · h4 белая пешка · c3 чёрная ладья · g3 белая пешка · f2 белая пешка · g2 белый король | a7 белая ладья · f7 чёрная пешка · g7 чёрный король · g6 чёрная пешка · h5 чёрная пешка · h4 белая пешка · c3 чёрная ладья · g3 белая пешка · f2 белая пешка · g2 белый король | a7 белая ладья · f7 чёрная пешка · g7 чёрный король · g6 чёрная пешка · h5 чёрная пешка · h4 белая пешка · c3 чёрная ладья · g3 белая пешка · f2 белая пешка · g2 белый король | a7 белая ладья · f7 чёрная пешка · g7 чёрный король · g6 чёрная пешка · h5 чёрная пешка · h4 белая пешка · c3 чёрная ладья · g3 белая пешка · f2 белая пешка · g2 белый король | 3 |
| 2 | a7 белая ладья · f7 чёрная пешка · g7 чёрный король · g6 чёрная пешка · h5 чёрная пешка · h4 белая пешка · c3 чёрная ладья · g3 белая пешка · f2 белая пешка · g2 белый король | a7 белая ладья · f7 чёрная пешка · g7 чёрный король · g6 чёрная пешка · h5 чёрная пешка · h4 белая пешка · c3 чёрная ладья · g3 белая пешка · f2 белая пешка · g2 белый король | a7 белая ладья · f7 чёрная пешка · g7 чёрный король · g6 чёрная пешка · h5 чёрная пешка · h4 белая пешка · c3 чёрная ладья · g3 белая пешка · f2 белая пешка · g2 белый король | a7 белая ладья · f7 чёрная пешка · g7 чёрный король · g6 чёрная пешка · h5 чёрная пешка · h4 белая пешка · c3 чёрная ладья · g3 белая пешка · f2 белая пешка · g2 белый король | a7 белая ладья · f7 чёрная пешка · g7 чёрный король · g6 чёрная пешка · h5 чёрная пешка · h4 белая пешка · c3 чёрная ладья · g3 белая пешка · f2 белая пешка · g2 белый король | a7 белая ладья · f7 чёрная пешка · g7 чёрный король · g6 чёрная пешка · h5 чёрная пешка · h4 белая пешка · c3 чёрная ладья · g3 белая пешка · f2 белая пешка · g2 белый король | a7 белая ладья · f7 чёрная пешка · g7 чёрный король · g6 чёрная пешка · h5 чёрная пешка · h4 белая пешка · c3 чёрная ладья · g3 белая пешка · f2 белая пешка · g2 белый король | a7 белая ладья · f7 чёрная пешка · g7 чёрный король · g6 чёрная пешка · h5 чёрная пешка · h4 белая пешка · c3 чёрная ладья · g3 белая пешка · f2 белая пешка · g2 белый король | 2 |
| 1 | a7 белая ладья · f7 чёрная пешка · g7 чёрный король · g6 чёрная пешка · h5 чёрная пешка · h4 белая пешка · c3 чёрная ладья · g3 белая пешка · f2 белая пешка · g2 белый король | a7 белая ладья · f7 чёрная пешка · g7 чёрный король · g6 чёрная пешка · h5 чёрная пешка · h4 белая пешка · c3 чёрная ладья · g3 белая пешка · f2 белая пешка · g2 белый король | a7 белая ладья · f7 чёрная пешка · g7 чёрный король · g6 чёрная пешка · h5 чёрная пешка · h4 белая пешка · c3 чёрная ладья · g3 белая пешка · f2 белая пешка · g2 белый король | a7 белая ладья · f7 чёрная пешка · g7 чёрный король · g6 чёрная пешка · h5 чёрная пешка · h4 белая пешка · c3 чёрная ладья · g3 белая пешка · f2 белая пешка · g2 белый король | a7 белая ладья · f7 чёрная пешка · g7 чёрный король · g6 чёрная пешка · h5 чёрная пешка · h4 белая пешка · c3 чёрная ладья · g3 белая пешка · f2 белая пешка · g2 белый король | a7 белая ладья · f7 чёрная пешка · g7 чёрный король · g6 чёрная пешка · h5 чёрная пешка · h4 белая пешка · c3 чёрная ладья · g3 белая пешка · f2 белая пешка · g2 белый король | a7 белая ладья · f7 чёрная пешка · g7 чёрный король · g6 чёрная пешка · h5 чёрная пешка · h4 белая пешка · c3 чёрная ладья · g3 белая пешка · f2 белая пешка · g2 белый король | a7 белая ладья · f7 чёрная пешка · g7 чёрный король · g6 чёрная пешка · h5 чёрная пешка · h4 белая пешка · c3 чёрная ладья · g3 белая пешка · f2 белая пешка · g2 белый король | 1 |
|   | a | b | c | d | e | f | g | h |   |

В ладейном окончании «три на три на одном фланге» после 41-го хода белых (см. диаграмму) соперники согласились на ничью. Вместе с тем, данное соотношение фигур у игроков сформировалось уже после 30-го хода белых. Данная партия по точности ходов игроков стала самой точной (превзойдя по этому показателю даже партию № 3 в этом матче) среди всех партий, сыгранных в матчах за звание чемпиона мира.
Испанская партия, закрытый вариант (вариант Анти-Маршалл с ходом a4) (ECO C88)
1. e4 e5 2. Кf3 Кc6 3. Сb5 a6 4. Сa4 Кf6 5. O-O Сe7 6. Лe1 b5 7. Сb3 O-O 8. a4 Лb8 9. axb5 axb5 10. h3 d6 11. d3 h6 12. Кc3 Лe8 13. Кd5 Сf8 14. Кxf6+ Фxf6 15. c3 Кe7 16. Сe3 Сe6 17. d4 exd4 18. cxd4 Сxb3 19. Фxb3 Кg6 20. Лec1 c5 21. e5 Фf5 22. dxc5 dxc5 23. Сxc5 Сxc5 24. Лxc5 Кxe5 25. Кxe5 Лxe5 26. Лxe5 Фxe5 27. Фc3 Фxc3 28. bxc3 Лc8 29. Лa5 Лxc3 30. Лxb5 Лc1+ 31. Крh2 Лc3 32. h4 g6 33. g3 h5 34. Крg2 Крg7 35. Лa5 Крf6 36. Лb5 Крg7 37. Лa5 Крf6 38. Лb5 Крg7 39. Лa5 Крf6 40. Лa6+ Крg7 41. Лa7 ½–½

#### Партия 8: Карлсен — Непомнящий,  1–0
|   | a | b | c | d | e | f | g | h |   |
| - | --- | --- | --- | --- | --- | --- | --- | --- | - |
| 8 | f8 чёрный король · a7 чёрная пешка · d7 чёрный слон · f7 чёрная пешка · g7 чёрная пешка · c6 чёрная пешка · f6 чёрный ферзь · h6 чёрная ладья · b5 чёрная пешка · c4 белый слон · d4 белая пешка · h4 чёрная пешка · e3 белый ферзь · h3 белая пешка · a2 белая пешка · b2 белая пешка · f2 белая пешка · g2 белая пешка · e1 белая ладья · g1 белый король | f8 чёрный король · a7 чёрная пешка · d7 чёрный слон · f7 чёрная пешка · g7 чёрная пешка · c6 чёрная пешка · f6 чёрный ферзь · h6 чёрная ладья · b5 чёрная пешка · c4 белый слон · d4 белая пешка · h4 чёрная пешка · e3 белый ферзь · h3 белая пешка · a2 белая пешка · b2 белая пешка · f2 белая пешка · g2 белая пешка · e1 белая ладья · g1 белый король | f8 чёрный король · a7 чёрная пешка · d7 чёрный слон · f7 чёрная пешка · g7 чёрная пешка · c6 чёрная пешка · f6 чёрный ферзь · h6 чёрная ладья · b5 чёрная пешка · c4 белый слон · d4 белая пешка · h4 чёрная пешка · e3 белый ферзь · h3 белая пешка · a2 белая пешка · b2 белая пешка · f2 белая пешка · g2 белая пешка · e1 белая ладья · g1 белый король | f8 чёрный король · a7 чёрная пешка · d7 чёрный слон · f7 чёрная пешка · g7 чёрная пешка · c6 чёрная пешка · f6 чёрный ферзь · h6 чёрная ладья · b5 чёрная пешка · c4 белый слон · d4 белая пешка · h4 чёрная пешка · e3 белый ферзь · h3 белая пешка · a2 белая пешка · b2 белая пешка · f2 белая пешка · g2 белая пешка · e1 белая ладья · g1 белый король | f8 чёрный король · a7 чёрная пешка · d7 чёрный слон · f7 чёрная пешка · g7 чёрная пешка · c6 чёрная пешка · f6 чёрный ферзь · h6 чёрная ладья · b5 чёрная пешка · c4 белый слон · d4 белая пешка · h4 чёрная пешка · e3 белый ферзь · h3 белая пешка · a2 белая пешка · b2 белая пешка · f2 белая пешка · g2 белая пешка · e1 белая ладья · g1 белый король | f8 чёрный король · a7 чёрная пешка · d7 чёрный слон · f7 чёрная пешка · g7 чёрная пешка · c6 чёрная пешка · f6 чёрный ферзь · h6 чёрная ладья · b5 чёрная пешка · c4 белый слон · d4 белая пешка · h4 чёрная пешка · e3 белый ферзь · h3 белая пешка · a2 белая пешка · b2 белая пешка · f2 белая пешка · g2 белая пешка · e1 белая ладья · g1 белый король | f8 чёрный король · a7 чёрная пешка · d7 чёрный слон · f7 чёрная пешка · g7 чёрная пешка · c6 чёрная пешка · f6 чёрный ферзь · h6 чёрная ладья · b5 чёрная пешка · c4 белый слон · d4 белая пешка · h4 чёрная пешка · e3 белый ферзь · h3 белая пешка · a2 белая пешка · b2 белая пешка · f2 белая пешка · g2 белая пешка · e1 белая ладья · g1 белый король | f8 чёрный король · a7 чёрная пешка · d7 чёрный слон · f7 чёрная пешка · g7 чёрная пешка · c6 чёрная пешка · f6 чёрный ферзь · h6 чёрная ладья · b5 чёрная пешка · c4 белый слон · d4 белая пешка · h4 чёрная пешка · e3 белый ферзь · h3 белая пешка · a2 белая пешка · b2 белая пешка · f2 белая пешка · g2 белая пешка · e1 белая ладья · g1 белый король | 8 |
| 7 | f8 чёрный король · a7 чёрная пешка · d7 чёрный слон · f7 чёрная пешка · g7 чёрная пешка · c6 чёрная пешка · f6 чёрный ферзь · h6 чёрная ладья · b5 чёрная пешка · c4 белый слон · d4 белая пешка · h4 чёрная пешка · e3 белый ферзь · h3 белая пешка · a2 белая пешка · b2 белая пешка · f2 белая пешка · g2 белая пешка · e1 белая ладья · g1 белый король | f8 чёрный король · a7 чёрная пешка · d7 чёрный слон · f7 чёрная пешка · g7 чёрная пешка · c6 чёрная пешка · f6 чёрный ферзь · h6 чёрная ладья · b5 чёрная пешка · c4 белый слон · d4 белая пешка · h4 чёрная пешка · e3 белый ферзь · h3 белая пешка · a2 белая пешка · b2 белая пешка · f2 белая пешка · g2 белая пешка · e1 белая ладья · g1 белый король | f8 чёрный король · a7 чёрная пешка · d7 чёрный слон · f7 чёрная пешка · g7 чёрная пешка · c6 чёрная пешка · f6 чёрный ферзь · h6 чёрная ладья · b5 чёрная пешка · c4 белый слон · d4 белая пешка · h4 чёрная пешка · e3 белый ферзь · h3 белая пешка · a2 белая пешка · b2 белая пешка · f2 белая пешка · g2 белая пешка · e1 белая ладья · g1 белый король | f8 чёрный король · a7 чёрная пешка · d7 чёрный слон · f7 чёрная пешка · g7 чёрная пешка · c6 чёрная пешка · f6 чёрный ферзь · h6 чёрная ладья · b5 чёрная пешка · c4 белый слон · d4 белая пешка · h4 чёрная пешка · e3 белый ферзь · h3 белая пешка · a2 белая пешка · b2 белая пешка · f2 белая пешка · g2 белая пешка · e1 белая ладья · g1 белый король | f8 чёрный король · a7 чёрная пешка · d7 чёрный слон · f7 чёрная пешка · g7 чёрная пешка · c6 чёрная пешка · f6 чёрный ферзь · h6 чёрная ладья · b5 чёрная пешка · c4 белый слон · d4 белая пешка · h4 чёрная пешка · e3 белый ферзь · h3 белая пешка · a2 белая пешка · b2 белая пешка · f2 белая пешка · g2 белая пешка · e1 белая ладья · g1 белый король | f8 чёрный король · a7 чёрная пешка · d7 чёрный слон · f7 чёрная пешка · g7 чёрная пешка · c6 чёрная пешка · f6 чёрный ферзь · h6 чёрная ладья · b5 чёрная пешка · c4 белый слон · d4 белая пешка · h4 чёрная пешка · e3 белый ферзь · h3 белая пешка · a2 белая пешка · b2 белая пешка · f2 белая пешка · g2 белая пешка · e1 белая ладья · g1 белый король | f8 чёрный король · a7 чёрная пешка · d7 чёрный слон · f7 чёрная пешка · g7 чёрная пешка · c6 чёрная пешка · f6 чёрный ферзь · h6 чёрная ладья · b5 чёрная пешка · c4 белый слон · d4 белая пешка · h4 чёрная пешка · e3 белый ферзь · h3 белая пешка · a2 белая пешка · b2 белая пешка · f2 белая пешка · g2 белая пешка · e1 белая ладья · g1 белый король | f8 чёрный король · a7 чёрная пешка · d7 чёрный слон · f7 чёрная пешка · g7 чёрная пешка · c6 чёрная пешка · f6 чёрный ферзь · h6 чёрная ладья · b5 чёрная пешка · c4 белый слон · d4 белая пешка · h4 чёрная пешка · e3 белый ферзь · h3 белая пешка · a2 белая пешка · b2 белая пешка · f2 белая пешка · g2 белая пешка · e1 белая ладья · g1 белый король | 7 |
| 6 | f8 чёрный король · a7 чёрная пешка · d7 чёрный слон · f7 чёрная пешка · g7 чёрная пешка · c6 чёрная пешка · f6 чёрный ферзь · h6 чёрная ладья · b5 чёрная пешка · c4 белый слон · d4 белая пешка · h4 чёрная пешка · e3 белый ферзь · h3 белая пешка · a2 белая пешка · b2 белая пешка · f2 белая пешка · g2 белая пешка · e1 белая ладья · g1 белый король | f8 чёрный король · a7 чёрная пешка · d7 чёрный слон · f7 чёрная пешка · g7 чёрная пешка · c6 чёрная пешка · f6 чёрный ферзь · h6 чёрная ладья · b5 чёрная пешка · c4 белый слон · d4 белая пешка · h4 чёрная пешка · e3 белый ферзь · h3 белая пешка · a2 белая пешка · b2 белая пешка · f2 белая пешка · g2 белая пешка · e1 белая ладья · g1 белый король | f8 чёрный король · a7 чёрная пешка · d7 чёрный слон · f7 чёрная пешка · g7 чёрная пешка · c6 чёрная пешка · f6 чёрный ферзь · h6 чёрная ладья · b5 чёрная пешка · c4 белый слон · d4 белая пешка · h4 чёрная пешка · e3 белый ферзь · h3 белая пешка · a2 белая пешка · b2 белая пешка · f2 белая пешка · g2 белая пешка · e1 белая ладья · g1 белый король | f8 чёрный король · a7 чёрная пешка · d7 чёрный слон · f7 чёрная пешка · g7 чёрная пешка · c6 чёрная пешка · f6 чёрный ферзь · h6 чёрная ладья · b5 чёрная пешка · c4 белый слон · d4 белая пешка · h4 чёрная пешка · e3 белый ферзь · h3 белая пешка · a2 белая пешка · b2 белая пешка · f2 белая пешка · g2 белая пешка · e1 белая ладья · g1 белый король | f8 чёрный король · a7 чёрная пешка · d7 чёрный слон · f7 чёрная пешка · g7 чёрная пешка · c6 чёрная пешка · f6 чёрный ферзь · h6 чёрная ладья · b5 чёрная пешка · c4 белый слон · d4 белая пешка · h4 чёрная пешка · e3 белый ферзь · h3 белая пешка · a2 белая пешка · b2 белая пешка · f2 белая пешка · g2 белая пешка · e1 белая ладья · g1 белый король | f8 чёрный король · a7 чёрная пешка · d7 чёрный слон · f7 чёрная пешка · g7 чёрная пешка · c6 чёрная пешка · f6 чёрный ферзь · h6 чёрная ладья · b5 чёрная пешка · c4 белый слон · d4 белая пешка · h4 чёрная пешка · e3 белый ферзь · h3 белая пешка · a2 белая пешка · b2 белая пешка · f2 белая пешка · g2 белая пешка · e1 белая ладья · g1 белый король | f8 чёрный король · a7 чёрная пешка · d7 чёрный слон · f7 чёрная пешка · g7 чёрная пешка · c6 чёрная пешка · f6 чёрный ферзь · h6 чёрная ладья · b5 чёрная пешка · c4 белый слон · d4 белая пешка · h4 чёрная пешка · e3 белый ферзь · h3 белая пешка · a2 белая пешка · b2 белая пешка · f2 белая пешка · g2 белая пешка · e1 белая ладья · g1 белый король | f8 чёрный король · a7 чёрная пешка · d7 чёрный слон · f7 чёрная пешка · g7 чёрная пешка · c6 чёрная пешка · f6 чёрный ферзь · h6 чёрная ладья · b5 чёрная пешка · c4 белый слон · d4 белая пешка · h4 чёрная пешка · e3 белый ферзь · h3 белая пешка · a2 белая пешка · b2 белая пешка · f2 белая пешка · g2 белая пешка · e1 белая ладья · g1 белый король | 6 |
| 5 | f8 чёрный король · a7 чёрная пешка · d7 чёрный слон · f7 чёрная пешка · g7 чёрная пешка · c6 чёрная пешка · f6 чёрный ферзь · h6 чёрная ладья · b5 чёрная пешка · c4 белый слон · d4 белая пешка · h4 чёрная пешка · e3 белый ферзь · h3 белая пешка · a2 белая пешка · b2 белая пешка · f2 белая пешка · g2 белая пешка · e1 белая ладья · g1 белый король | f8 чёрный король · a7 чёрная пешка · d7 чёрный слон · f7 чёрная пешка · g7 чёрная пешка · c6 чёрная пешка · f6 чёрный ферзь · h6 чёрная ладья · b5 чёрная пешка · c4 белый слон · d4 белая пешка · h4 чёрная пешка · e3 белый ферзь · h3 белая пешка · a2 белая пешка · b2 белая пешка · f2 белая пешка · g2 белая пешка · e1 белая ладья · g1 белый король | f8 чёрный король · a7 чёрная пешка · d7 чёрный слон · f7 чёрная пешка · g7 чёрная пешка · c6 чёрная пешка · f6 чёрный ферзь · h6 чёрная ладья · b5 чёрная пешка · c4 белый слон · d4 белая пешка · h4 чёрная пешка · e3 белый ферзь · h3 белая пешка · a2 белая пешка · b2 белая пешка · f2 белая пешка · g2 белая пешка · e1 белая ладья · g1 белый король | f8 чёрный король · a7 чёрная пешка · d7 чёрный слон · f7 чёрная пешка · g7 чёрная пешка · c6 чёрная пешка · f6 чёрный ферзь · h6 чёрная ладья · b5 чёрная пешка · c4 белый слон · d4 белая пешка · h4 чёрная пешка · e3 белый ферзь · h3 белая пешка · a2 белая пешка · b2 белая пешка · f2 белая пешка · g2 белая пешка · e1 белая ладья · g1 белый король | f8 чёрный король · a7 чёрная пешка · d7 чёрный слон · f7 чёрная пешка · g7 чёрная пешка · c6 чёрная пешка · f6 чёрный ферзь · h6 чёрная ладья · b5 чёрная пешка · c4 белый слон · d4 белая пешка · h4 чёрная пешка · e3 белый ферзь · h3 белая пешка · a2 белая пешка · b2 белая пешка · f2 белая пешка · g2 белая пешка · e1 белая ладья · g1 белый король | f8 чёрный король · a7 чёрная пешка · d7 чёрный слон · f7 чёрная пешка · g7 чёрная пешка · c6 чёрная пешка · f6 чёрный ферзь · h6 чёрная ладья · b5 чёрная пешка · c4 белый слон · d4 белая пешка · h4 чёрная пешка · e3 белый ферзь · h3 белая пешка · a2 белая пешка · b2 белая пешка · f2 белая пешка · g2 белая пешка · e1 белая ладья · g1 белый король | f8 чёрный король · a7 чёрная пешка · d7 чёрный слон · f7 чёрная пешка · g7 чёрная пешка · c6 чёрная пешка · f6 чёрный ферзь · h6 чёрная ладья · b5 чёрная пешка · c4 белый слон · d4 белая пешка · h4 чёрная пешка · e3 белый ферзь · h3 белая пешка · a2 белая пешка · b2 белая пешка · f2 белая пешка · g2 белая пешка · e1 белая ладья · g1 белый король | f8 чёрный король · a7 чёрная пешка · d7 чёрный слон · f7 чёрная пешка · g7 чёрная пешка · c6 чёрная пешка · f6 чёрный ферзь · h6 чёрная ладья · b5 чёрная пешка · c4 белый слон · d4 белая пешка · h4 чёрная пешка · e3 белый ферзь · h3 белая пешка · a2 белая пешка · b2 белая пешка · f2 белая пешка · g2 белая пешка · e1 белая ладья · g1 белый король | 5 |
| 4 | f8 чёрный король · a7 чёрная пешка · d7 чёрный слон · f7 чёрная пешка · g7 чёрная пешка · c6 чёрная пешка · f6 чёрный ферзь · h6 чёрная ладья · b5 чёрная пешка · c4 белый слон · d4 белая пешка · h4 чёрная пешка · e3 белый ферзь · h3 белая пешка · a2 белая пешка · b2 белая пешка · f2 белая пешка · g2 белая пешка · e1 белая ладья · g1 белый король | f8 чёрный король · a7 чёрная пешка · d7 чёрный слон · f7 чёрная пешка · g7 чёрная пешка · c6 чёрная пешка · f6 чёрный ферзь · h6 чёрная ладья · b5 чёрная пешка · c4 белый слон · d4 белая пешка · h4 чёрная пешка · e3 белый ферзь · h3 белая пешка · a2 белая пешка · b2 белая пешка · f2 белая пешка · g2 белая пешка · e1 белая ладья · g1 белый король | f8 чёрный король · a7 чёрная пешка · d7 чёрный слон · f7 чёрная пешка · g7 чёрная пешка · c6 чёрная пешка · f6 чёрный ферзь · h6 чёрная ладья · b5 чёрная пешка · c4 белый слон · d4 белая пешка · h4 чёрная пешка · e3 белый ферзь · h3 белая пешка · a2 белая пешка · b2 белая пешка · f2 белая пешка · g2 белая пешка · e1 белая ладья · g1 белый король | f8 чёрный король · a7 чёрная пешка · d7 чёрный слон · f7 чёрная пешка · g7 чёрная пешка · c6 чёрная пешка · f6 чёрный ферзь · h6 чёрная ладья · b5 чёрная пешка · c4 белый слон · d4 белая пешка · h4 чёрная пешка · e3 белый ферзь · h3 белая пешка · a2 белая пешка · b2 белая пешка · f2 белая пешка · g2 белая пешка · e1 белая ладья · g1 белый король | f8 чёрный король · a7 чёрная пешка · d7 чёрный слон · f7 чёрная пешка · g7 чёрная пешка · c6 чёрная пешка · f6 чёрный ферзь · h6 чёрная ладья · b5 чёрная пешка · c4 белый слон · d4 белая пешка · h4 чёрная пешка · e3 белый ферзь · h3 белая пешка · a2 белая пешка · b2 белая пешка · f2 белая пешка · g2 белая пешка · e1 белая ладья · g1 белый король | f8 чёрный король · a7 чёрная пешка · d7 чёрный слон · f7 чёрная пешка · g7 чёрная пешка · c6 чёрная пешка · f6 чёрный ферзь · h6 чёрная ладья · b5 чёрная пешка · c4 белый слон · d4 белая пешка · h4 чёрная пешка · e3 белый ферзь · h3 белая пешка · a2 белая пешка · b2 белая пешка · f2 белая пешка · g2 белая пешка · e1 белая ладья · g1 белый король | f8 чёрный король · a7 чёрная пешка · d7 чёрный слон · f7 чёрная пешка · g7 чёрная пешка · c6 чёрная пешка · f6 чёрный ферзь · h6 чёрная ладья · b5 чёрная пешка · c4 белый слон · d4 белая пешка · h4 чёрная пешка · e3 белый ферзь · h3 белая пешка · a2 белая пешка · b2 белая пешка · f2 белая пешка · g2 белая пешка · e1 белая ладья · g1 белый король | f8 чёрный король · a7 чёрная пешка · d7 чёрный слон · f7 чёрная пешка · g7 чёрная пешка · c6 чёрная пешка · f6 чёрный ферзь · h6 чёрная ладья · b5 чёрная пешка · c4 белый слон · d4 белая пешка · h4 чёрная пешка · e3 белый ферзь · h3 белая пешка · a2 белая пешка · b2 белая пешка · f2 белая пешка · g2 белая пешка · e1 белая ладья · g1 белый король | 4 |
| 3 | f8 чёрный король · a7 чёрная пешка · d7 чёрный слон · f7 чёрная пешка · g7 чёрная пешка · c6 чёрная пешка · f6 чёрный ферзь · h6 чёрная ладья · b5 чёрная пешка · c4 белый слон · d4 белая пешка · h4 чёрная пешка · e3 белый ферзь · h3 белая пешка · a2 белая пешка · b2 белая пешка · f2 белая пешка · g2 белая пешка · e1 белая ладья · g1 белый король | f8 чёрный король · a7 чёрная пешка · d7 чёрный слон · f7 чёрная пешка · g7 чёрная пешка · c6 чёрная пешка · f6 чёрный ферзь · h6 чёрная ладья · b5 чёрная пешка · c4 белый слон · d4 белая пешка · h4 чёрная пешка · e3 белый ферзь · h3 белая пешка · a2 белая пешка · b2 белая пешка · f2 белая пешка · g2 белая пешка · e1 белая ладья · g1 белый король | f8 чёрный король · a7 чёрная пешка · d7 чёрный слон · f7 чёрная пешка · g7 чёрная пешка · c6 чёрная пешка · f6 чёрный ферзь · h6 чёрная ладья · b5 чёрная пешка · c4 белый слон · d4 белая пешка · h4 чёрная пешка · e3 белый ферзь · h3 белая пешка · a2 белая пешка · b2 белая пешка · f2 белая пешка · g2 белая пешка · e1 белая ладья · g1 белый король | f8 чёрный король · a7 чёрная пешка · d7 чёрный слон · f7 чёрная пешка · g7 чёрная пешка · c6 чёрная пешка · f6 чёрный ферзь · h6 чёрная ладья · b5 чёрная пешка · c4 белый слон · d4 белая пешка · h4 чёрная пешка · e3 белый ферзь · h3 белая пешка · a2 белая пешка · b2 белая пешка · f2 белая пешка · g2 белая пешка · e1 белая ладья · g1 белый король | f8 чёрный король · a7 чёрная пешка · d7 чёрный слон · f7 чёрная пешка · g7 чёрная пешка · c6 чёрная пешка · f6 чёрный ферзь · h6 чёрная ладья · b5 чёрная пешка · c4 белый слон · d4 белая пешка · h4 чёрная пешка · e3 белый ферзь · h3 белая пешка · a2 белая пешка · b2 белая пешка · f2 белая пешка · g2 белая пешка · e1 белая ладья · g1 белый король | f8 чёрный король · a7 чёрная пешка · d7 чёрный слон · f7 чёрная пешка · g7 чёрная пешка · c6 чёрная пешка · f6 чёрный ферзь · h6 чёрная ладья · b5 чёрная пешка · c4 белый слон · d4 белая пешка · h4 чёрная пешка · e3 белый ферзь · h3 белая пешка · a2 белая пешка · b2 белая пешка · f2 белая пешка · g2 белая пешка · e1 белая ладья · g1 белый король | f8 чёрный король · a7 чёрная пешка · d7 чёрный слон · f7 чёрная пешка · g7 чёрная пешка · c6 чёрная пешка · f6 чёрный ферзь · h6 чёрная ладья · b5 чёрная пешка · c4 белый слон · d4 белая пешка · h4 чёрная пешка · e3 белый ферзь · h3 белая пешка · a2 белая пешка · b2 белая пешка · f2 белая пешка · g2 белая пешка · e1 белая ладья · g1 белый король | f8 чёрный король · a7 чёрная пешка · d7 чёрный слон · f7 чёрная пешка · g7 чёрная пешка · c6 чёрная пешка · f6 чёрный ферзь · h6 чёрная ладья · b5 чёрная пешка · c4 белый слон · d4 белая пешка · h4 чёрная пешка · e3 белый ферзь · h3 белая пешка · a2 белая пешка · b2 белая пешка · f2 белая пешка · g2 белая пешка · e1 белая ладья · g1 белый король | 3 |
| 2 | f8 чёрный король · a7 чёрная пешка · d7 чёрный слон · f7 чёрная пешка · g7 чёрная пешка · c6 чёрная пешка · f6 чёрный ферзь · h6 чёрная ладья · b5 чёрная пешка · c4 белый слон · d4 белая пешка · h4 чёрная пешка · e3 белый ферзь · h3 белая пешка · a2 белая пешка · b2 белая пешка · f2 белая пешка · g2 белая пешка · e1 белая ладья · g1 белый король | f8 чёрный король · a7 чёрная пешка · d7 чёрный слон · f7 чёрная пешка · g7 чёрная пешка · c6 чёрная пешка · f6 чёрный ферзь · h6 чёрная ладья · b5 чёрная пешка · c4 белый слон · d4 белая пешка · h4 чёрная пешка · e3 белый ферзь · h3 белая пешка · a2 белая пешка · b2 белая пешка · f2 белая пешка · g2 белая пешка · e1 белая ладья · g1 белый король | f8 чёрный король · a7 чёрная пешка · d7 чёрный слон · f7 чёрная пешка · g7 чёрная пешка · c6 чёрная пешка · f6 чёрный ферзь · h6 чёрная ладья · b5 чёрная пешка · c4 белый слон · d4 белая пешка · h4 чёрная пешка · e3 белый ферзь · h3 белая пешка · a2 белая пешка · b2 белая пешка · f2 белая пешка · g2 белая пешка · e1 белая ладья · g1 белый король | f8 чёрный король · a7 чёрная пешка · d7 чёрный слон · f7 чёрная пешка · g7 чёрная пешка · c6 чёрная пешка · f6 чёрный ферзь · h6 чёрная ладья · b5 чёрная пешка · c4 белый слон · d4 белая пешка · h4 чёрная пешка · e3 белый ферзь · h3 белая пешка · a2 белая пешка · b2 белая пешка · f2 белая пешка · g2 белая пешка · e1 белая ладья · g1 белый король | f8 чёрный король · a7 чёрная пешка · d7 чёрный слон · f7 чёрная пешка · g7 чёрная пешка · c6 чёрная пешка · f6 чёрный ферзь · h6 чёрная ладья · b5 чёрная пешка · c4 белый слон · d4 белая пешка · h4 чёрная пешка · e3 белый ферзь · h3 белая пешка · a2 белая пешка · b2 белая пешка · f2 белая пешка · g2 белая пешка · e1 белая ладья · g1 белый король | f8 чёрный король · a7 чёрная пешка · d7 чёрный слон · f7 чёрная пешка · g7 чёрная пешка · c6 чёрная пешка · f6 чёрный ферзь · h6 чёрная ладья · b5 чёрная пешка · c4 белый слон · d4 белая пешка · h4 чёрная пешка · e3 белый ферзь · h3 белая пешка · a2 белая пешка · b2 белая пешка · f2 белая пешка · g2 белая пешка · e1 белая ладья · g1 белый король | f8 чёрный король · a7 чёрная пешка · d7 чёрный слон · f7 чёрная пешка · g7 чёрная пешка · c6 чёрная пешка · f6 чёрный ферзь · h6 чёрная ладья · b5 чёрная пешка · c4 белый слон · d4 белая пешка · h4 чёрная пешка · e3 белый ферзь · h3 белая пешка · a2 белая пешка · b2 белая пешка · f2 белая пешка · g2 белая пешка · e1 белая ладья · g1 белый король | f8 чёрный король · a7 чёрная пешка · d7 чёрный слон · f7 чёрная пешка · g7 чёрная пешка · c6 чёрная пешка · f6 чёрный ферзь · h6 чёрная ладья · b5 чёрная пешка · c4 белый слон · d4 белая пешка · h4 чёрная пешка · e3 белый ферзь · h3 белая пешка · a2 белая пешка · b2 белая пешка · f2 белая пешка · g2 белая пешка · e1 белая ладья · g1 белый король | 2 |
| 1 | f8 чёрный король · a7 чёрная пешка · d7 чёрный слон · f7 чёрная пешка · g7 чёрная пешка · c6 чёрная пешка · f6 чёрный ферзь · h6 чёрная ладья · b5 чёрная пешка · c4 белый слон · d4 белая пешка · h4 чёрная пешка · e3 белый ферзь · h3 белая пешка · a2 белая пешка · b2 белая пешка · f2 белая пешка · g2 белая пешка · e1 белая ладья · g1 белый король | f8 чёрный король · a7 чёрная пешка · d7 чёрный слон · f7 чёрная пешка · g7 чёрная пешка · c6 чёрная пешка · f6 чёрный ферзь · h6 чёрная ладья · b5 чёрная пешка · c4 белый слон · d4 белая пешка · h4 чёрная пешка · e3 белый ферзь · h3 белая пешка · a2 белая пешка · b2 белая пешка · f2 белая пешка · g2 белая пешка · e1 белая ладья · g1 белый король | f8 чёрный король · a7 чёрная пешка · d7 чёрный слон · f7 чёрная пешка · g7 чёрная пешка · c6 чёрная пешка · f6 чёрный ферзь · h6 чёрная ладья · b5 чёрная пешка · c4 белый слон · d4 белая пешка · h4 чёрная пешка · e3 белый ферзь · h3 белая пешка · a2 белая пешка · b2 белая пешка · f2 белая пешка · g2 белая пешка · e1 белая ладья · g1 белый король | f8 чёрный король · a7 чёрная пешка · d7 чёрный слон · f7 чёрная пешка · g7 чёрная пешка · c6 чёрная пешка · f6 чёрный ферзь · h6 чёрная ладья · b5 чёрная пешка · c4 белый слон · d4 белая пешка · h4 чёрная пешка · e3 белый ферзь · h3 белая пешка · a2 белая пешка · b2 белая пешка · f2 белая пешка · g2 белая пешка · e1 белая ладья · g1 белый король | f8 чёрный король · a7 чёрная пешка · d7 чёрный слон · f7 чёрная пешка · g7 чёрная пешка · c6 чёрная пешка · f6 чёрный ферзь · h6 чёрная ладья · b5 чёрная пешка · c4 белый слон · d4 белая пешка · h4 чёрная пешка · e3 белый ферзь · h3 белая пешка · a2 белая пешка · b2 белая пешка · f2 белая пешка · g2 белая пешка · e1 белая ладья · g1 белый король | f8 чёрный король · a7 чёрная пешка · d7 чёрный слон · f7 чёрная пешка · g7 чёрная пешка · c6 чёрная пешка · f6 чёрный ферзь · h6 чёрная ладья · b5 чёрная пешка · c4 белый слон · d4 белая пешка · h4 чёрная пешка · e3 белый ферзь · h3 белая пешка · a2 белая пешка · b2 белая пешка · f2 белая пешка · g2 белая пешка · e1 белая ладья · g1 белый король | f8 чёрный король · a7 чёрная пешка · d7 чёрный слон · f7 чёрная пешка · g7 чёрная пешка · c6 чёрная пешка · f6 чёрный ферзь · h6 чёрная ладья · b5 чёрная пешка · c4 белый слон · d4 белая пешка · h4 чёрная пешка · e3 белый ферзь · h3 белая пешка · a2 белая пешка · b2 белая пешка · f2 белая пешка · g2 белая пешка · e1 белая ладья · g1 белый король | f8 чёрный король · a7 чёрная пешка · d7 чёрный слон · f7 чёрная пешка · g7 чёрная пешка · c6 чёрная пешка · f6 чёрный ферзь · h6 чёрная ладья · b5 чёрная пешка · c4 белый слон · d4 белая пешка · h4 чёрная пешка · e3 белый ферзь · h3 белая пешка · a2 белая пешка · b2 белая пешка · f2 белая пешка · g2 белая пешка · e1 белая ладья · g1 белый король | 1 |
|   | a | b | c | d | e | f | g | h |   |

Русская партия, Modern Attack, Center Variation (ECO C43)
1. e4 e5 2. Кf3 Кf6 3. d4 Кxe4 4. Сd3 d5 5. Кxe5 Кd7 6. Кxd7 Сxd7 7. Кd2 Кxd2 8. Сxd2 Сd6 9. O-O h5 10. Фe1+ Крf8 11. Сb4 Фe7 12. Сxd6 Фxd6 13. Фd2 Лe8 14. Лae1 Лh6 15. Фg5 c6 16. Лxe8+ Сxe8 17. Лe1 Фf6 18. Фe3 Сd7 19. h3 h4 20. c4 dxc4 21. Сxc4 b5? (диаграмма) 22. Фa3+ Крg8 23. Фxa7 Фd8 24. Сb3 Лd6 25. Лe4 Сe6 26. Сxe6 Лxe6 27. Лxe6 fxe6 28. Фc5 Фa5 29. Фxc6 Фe1+ 30. Крh2 Фxf2 31. Фxe6+ Крh7 32. Фe4+ Крg8 33. b3 Фxa2 34. Фe8+ Крh7 35. Фxb5 Фf2 36. Фe5 Фb2 37. Фe4+ Крg8 38. Фd3 Фf2 39. Фc3 Фf4+ 40. Крg1 Крh7 41. Фd3+ g6 42. Фd1 Фe3+ 43. Крh1 g5 44. d5 g4 45. hxg4 h3 46. Фf3  1-0

#### Партия 9: Непомнящий — Карлсен, 0–1
|   | a | b | c | d | e | f | g | h |   |
| - | --- | --- | --- | --- | --- | --- | --- | --- | - |
| 8 | d8 чёрная ладья · e8 чёрный слон · g8 чёрный король · b7 белый слон · c7 чёрная пешка · f7 чёрная пешка · g7 чёрная пешка · e6 чёрная пешка · c5 белая пешка · e5 белая пешка · h5 чёрная пешка · a4 чёрная ладья · g4 чёрный конь · h4 белая пешка · b3 белый конь · g3 белая пешка · a2 белая пешка · f2 белая пешка · a1 белая ладья · e1 белая ладья · g1 белый король | d8 чёрная ладья · e8 чёрный слон · g8 чёрный король · b7 белый слон · c7 чёрная пешка · f7 чёрная пешка · g7 чёрная пешка · e6 чёрная пешка · c5 белая пешка · e5 белая пешка · h5 чёрная пешка · a4 чёрная ладья · g4 чёрный конь · h4 белая пешка · b3 белый конь · g3 белая пешка · a2 белая пешка · f2 белая пешка · a1 белая ладья · e1 белая ладья · g1 белый король | d8 чёрная ладья · e8 чёрный слон · g8 чёрный король · b7 белый слон · c7 чёрная пешка · f7 чёрная пешка · g7 чёрная пешка · e6 чёрная пешка · c5 белая пешка · e5 белая пешка · h5 чёрная пешка · a4 чёрная ладья · g4 чёрный конь · h4 белая пешка · b3 белый конь · g3 белая пешка · a2 белая пешка · f2 белая пешка · a1 белая ладья · e1 белая ладья · g1 белый король | d8 чёрная ладья · e8 чёрный слон · g8 чёрный король · b7 белый слон · c7 чёрная пешка · f7 чёрная пешка · g7 чёрная пешка · e6 чёрная пешка · c5 белая пешка · e5 белая пешка · h5 чёрная пешка · a4 чёрная ладья · g4 чёрный конь · h4 белая пешка · b3 белый конь · g3 белая пешка · a2 белая пешка · f2 белая пешка · a1 белая ладья · e1 белая ладья · g1 белый король | d8 чёрная ладья · e8 чёрный слон · g8 чёрный король · b7 белый слон · c7 чёрная пешка · f7 чёрная пешка · g7 чёрная пешка · e6 чёрная пешка · c5 белая пешка · e5 белая пешка · h5 чёрная пешка · a4 чёрная ладья · g4 чёрный конь · h4 белая пешка · b3 белый конь · g3 белая пешка · a2 белая пешка · f2 белая пешка · a1 белая ладья · e1 белая ладья · g1 белый король | d8 чёрная ладья · e8 чёрный слон · g8 чёрный король · b7 белый слон · c7 чёрная пешка · f7 чёрная пешка · g7 чёрная пешка · e6 чёрная пешка · c5 белая пешка · e5 белая пешка · h5 чёрная пешка · a4 чёрная ладья · g4 чёрный конь · h4 белая пешка · b3 белый конь · g3 белая пешка · a2 белая пешка · f2 белая пешка · a1 белая ладья · e1 белая ладья · g1 белый король | d8 чёрная ладья · e8 чёрный слон · g8 чёрный король · b7 белый слон · c7 чёрная пешка · f7 чёрная пешка · g7 чёрная пешка · e6 чёрная пешка · c5 белая пешка · e5 белая пешка · h5 чёрная пешка · a4 чёрная ладья · g4 чёрный конь · h4 белая пешка · b3 белый конь · g3 белая пешка · a2 белая пешка · f2 белая пешка · a1 белая ладья · e1 белая ладья · g1 белый король | d8 чёрная ладья · e8 чёрный слон · g8 чёрный король · b7 белый слон · c7 чёрная пешка · f7 чёрная пешка · g7 чёрная пешка · e6 чёрная пешка · c5 белая пешка · e5 белая пешка · h5 чёрная пешка · a4 чёрная ладья · g4 чёрный конь · h4 белая пешка · b3 белый конь · g3 белая пешка · a2 белая пешка · f2 белая пешка · a1 белая ладья · e1 белая ладья · g1 белый король | 8 |
| 7 | d8 чёрная ладья · e8 чёрный слон · g8 чёрный король · b7 белый слон · c7 чёрная пешка · f7 чёрная пешка · g7 чёрная пешка · e6 чёрная пешка · c5 белая пешка · e5 белая пешка · h5 чёрная пешка · a4 чёрная ладья · g4 чёрный конь · h4 белая пешка · b3 белый конь · g3 белая пешка · a2 белая пешка · f2 белая пешка · a1 белая ладья · e1 белая ладья · g1 белый король | d8 чёрная ладья · e8 чёрный слон · g8 чёрный король · b7 белый слон · c7 чёрная пешка · f7 чёрная пешка · g7 чёрная пешка · e6 чёрная пешка · c5 белая пешка · e5 белая пешка · h5 чёрная пешка · a4 чёрная ладья · g4 чёрный конь · h4 белая пешка · b3 белый конь · g3 белая пешка · a2 белая пешка · f2 белая пешка · a1 белая ладья · e1 белая ладья · g1 белый король | d8 чёрная ладья · e8 чёрный слон · g8 чёрный король · b7 белый слон · c7 чёрная пешка · f7 чёрная пешка · g7 чёрная пешка · e6 чёрная пешка · c5 белая пешка · e5 белая пешка · h5 чёрная пешка · a4 чёрная ладья · g4 чёрный конь · h4 белая пешка · b3 белый конь · g3 белая пешка · a2 белая пешка · f2 белая пешка · a1 белая ладья · e1 белая ладья · g1 белый король | d8 чёрная ладья · e8 чёрный слон · g8 чёрный король · b7 белый слон · c7 чёрная пешка · f7 чёрная пешка · g7 чёрная пешка · e6 чёрная пешка · c5 белая пешка · e5 белая пешка · h5 чёрная пешка · a4 чёрная ладья · g4 чёрный конь · h4 белая пешка · b3 белый конь · g3 белая пешка · a2 белая пешка · f2 белая пешка · a1 белая ладья · e1 белая ладья · g1 белый король | d8 чёрная ладья · e8 чёрный слон · g8 чёрный король · b7 белый слон · c7 чёрная пешка · f7 чёрная пешка · g7 чёрная пешка · e6 чёрная пешка · c5 белая пешка · e5 белая пешка · h5 чёрная пешка · a4 чёрная ладья · g4 чёрный конь · h4 белая пешка · b3 белый конь · g3 белая пешка · a2 белая пешка · f2 белая пешка · a1 белая ладья · e1 белая ладья · g1 белый король | d8 чёрная ладья · e8 чёрный слон · g8 чёрный король · b7 белый слон · c7 чёрная пешка · f7 чёрная пешка · g7 чёрная пешка · e6 чёрная пешка · c5 белая пешка · e5 белая пешка · h5 чёрная пешка · a4 чёрная ладья · g4 чёрный конь · h4 белая пешка · b3 белый конь · g3 белая пешка · a2 белая пешка · f2 белая пешка · a1 белая ладья · e1 белая ладья · g1 белый король | d8 чёрная ладья · e8 чёрный слон · g8 чёрный король · b7 белый слон · c7 чёрная пешка · f7 чёрная пешка · g7 чёрная пешка · e6 чёрная пешка · c5 белая пешка · e5 белая пешка · h5 чёрная пешка · a4 чёрная ладья · g4 чёрный конь · h4 белая пешка · b3 белый конь · g3 белая пешка · a2 белая пешка · f2 белая пешка · a1 белая ладья · e1 белая ладья · g1 белый король | d8 чёрная ладья · e8 чёрный слон · g8 чёрный король · b7 белый слон · c7 чёрная пешка · f7 чёрная пешка · g7 чёрная пешка · e6 чёрная пешка · c5 белая пешка · e5 белая пешка · h5 чёрная пешка · a4 чёрная ладья · g4 чёрный конь · h4 белая пешка · b3 белый конь · g3 белая пешка · a2 белая пешка · f2 белая пешка · a1 белая ладья · e1 белая ладья · g1 белый король | 7 |
| 6 | d8 чёрная ладья · e8 чёрный слон · g8 чёрный король · b7 белый слон · c7 чёрная пешка · f7 чёрная пешка · g7 чёрная пешка · e6 чёрная пешка · c5 белая пешка · e5 белая пешка · h5 чёрная пешка · a4 чёрная ладья · g4 чёрный конь · h4 белая пешка · b3 белый конь · g3 белая пешка · a2 белая пешка · f2 белая пешка · a1 белая ладья · e1 белая ладья · g1 белый король | d8 чёрная ладья · e8 чёрный слон · g8 чёрный король · b7 белый слон · c7 чёрная пешка · f7 чёрная пешка · g7 чёрная пешка · e6 чёрная пешка · c5 белая пешка · e5 белая пешка · h5 чёрная пешка · a4 чёрная ладья · g4 чёрный конь · h4 белая пешка · b3 белый конь · g3 белая пешка · a2 белая пешка · f2 белая пешка · a1 белая ладья · e1 белая ладья · g1 белый король | d8 чёрная ладья · e8 чёрный слон · g8 чёрный король · b7 белый слон · c7 чёрная пешка · f7 чёрная пешка · g7 чёрная пешка · e6 чёрная пешка · c5 белая пешка · e5 белая пешка · h5 чёрная пешка · a4 чёрная ладья · g4 чёрный конь · h4 белая пешка · b3 белый конь · g3 белая пешка · a2 белая пешка · f2 белая пешка · a1 белая ладья · e1 белая ладья · g1 белый король | d8 чёрная ладья · e8 чёрный слон · g8 чёрный король · b7 белый слон · c7 чёрная пешка · f7 чёрная пешка · g7 чёрная пешка · e6 чёрная пешка · c5 белая пешка · e5 белая пешка · h5 чёрная пешка · a4 чёрная ладья · g4 чёрный конь · h4 белая пешка · b3 белый конь · g3 белая пешка · a2 белая пешка · f2 белая пешка · a1 белая ладья · e1 белая ладья · g1 белый король | d8 чёрная ладья · e8 чёрный слон · g8 чёрный король · b7 белый слон · c7 чёрная пешка · f7 чёрная пешка · g7 чёрная пешка · e6 чёрная пешка · c5 белая пешка · e5 белая пешка · h5 чёрная пешка · a4 чёрная ладья · g4 чёрный конь · h4 белая пешка · b3 белый конь · g3 белая пешка · a2 белая пешка · f2 белая пешка · a1 белая ладья · e1 белая ладья · g1 белый король | d8 чёрная ладья · e8 чёрный слон · g8 чёрный король · b7 белый слон · c7 чёрная пешка · f7 чёрная пешка · g7 чёрная пешка · e6 чёрная пешка · c5 белая пешка · e5 белая пешка · h5 чёрная пешка · a4 чёрная ладья · g4 чёрный конь · h4 белая пешка · b3 белый конь · g3 белая пешка · a2 белая пешка · f2 белая пешка · a1 белая ладья · e1 белая ладья · g1 белый король | d8 чёрная ладья · e8 чёрный слон · g8 чёрный король · b7 белый слон · c7 чёрная пешка · f7 чёрная пешка · g7 чёрная пешка · e6 чёрная пешка · c5 белая пешка · e5 белая пешка · h5 чёрная пешка · a4 чёрная ладья · g4 чёрный конь · h4 белая пешка · b3 белый конь · g3 белая пешка · a2 белая пешка · f2 белая пешка · a1 белая ладья · e1 белая ладья · g1 белый король | d8 чёрная ладья · e8 чёрный слон · g8 чёрный король · b7 белый слон · c7 чёрная пешка · f7 чёрная пешка · g7 чёрная пешка · e6 чёрная пешка · c5 белая пешка · e5 белая пешка · h5 чёрная пешка · a4 чёрная ладья · g4 чёрный конь · h4 белая пешка · b3 белый конь · g3 белая пешка · a2 белая пешка · f2 белая пешка · a1 белая ладья · e1 белая ладья · g1 белый король | 6 |
| 5 | d8 чёрная ладья · e8 чёрный слон · g8 чёрный король · b7 белый слон · c7 чёрная пешка · f7 чёрная пешка · g7 чёрная пешка · e6 чёрная пешка · c5 белая пешка · e5 белая пешка · h5 чёрная пешка · a4 чёрная ладья · g4 чёрный конь · h4 белая пешка · b3 белый конь · g3 белая пешка · a2 белая пешка · f2 белая пешка · a1 белая ладья · e1 белая ладья · g1 белый король | d8 чёрная ладья · e8 чёрный слон · g8 чёрный король · b7 белый слон · c7 чёрная пешка · f7 чёрная пешка · g7 чёрная пешка · e6 чёрная пешка · c5 белая пешка · e5 белая пешка · h5 чёрная пешка · a4 чёрная ладья · g4 чёрный конь · h4 белая пешка · b3 белый конь · g3 белая пешка · a2 белая пешка · f2 белая пешка · a1 белая ладья · e1 белая ладья · g1 белый король | d8 чёрная ладья · e8 чёрный слон · g8 чёрный король · b7 белый слон · c7 чёрная пешка · f7 чёрная пешка · g7 чёрная пешка · e6 чёрная пешка · c5 белая пешка · e5 белая пешка · h5 чёрная пешка · a4 чёрная ладья · g4 чёрный конь · h4 белая пешка · b3 белый конь · g3 белая пешка · a2 белая пешка · f2 белая пешка · a1 белая ладья · e1 белая ладья · g1 белый король | d8 чёрная ладья · e8 чёрный слон · g8 чёрный король · b7 белый слон · c7 чёрная пешка · f7 чёрная пешка · g7 чёрная пешка · e6 чёрная пешка · c5 белая пешка · e5 белая пешка · h5 чёрная пешка · a4 чёрная ладья · g4 чёрный конь · h4 белая пешка · b3 белый конь · g3 белая пешка · a2 белая пешка · f2 белая пешка · a1 белая ладья · e1 белая ладья · g1 белый король | d8 чёрная ладья · e8 чёрный слон · g8 чёрный король · b7 белый слон · c7 чёрная пешка · f7 чёрная пешка · g7 чёрная пешка · e6 чёрная пешка · c5 белая пешка · e5 белая пешка · h5 чёрная пешка · a4 чёрная ладья · g4 чёрный конь · h4 белая пешка · b3 белый конь · g3 белая пешка · a2 белая пешка · f2 белая пешка · a1 белая ладья · e1 белая ладья · g1 белый король | d8 чёрная ладья · e8 чёрный слон · g8 чёрный король · b7 белый слон · c7 чёрная пешка · f7 чёрная пешка · g7 чёрная пешка · e6 чёрная пешка · c5 белая пешка · e5 белая пешка · h5 чёрная пешка · a4 чёрная ладья · g4 чёрный конь · h4 белая пешка · b3 белый конь · g3 белая пешка · a2 белая пешка · f2 белая пешка · a1 белая ладья · e1 белая ладья · g1 белый король | d8 чёрная ладья · e8 чёрный слон · g8 чёрный король · b7 белый слон · c7 чёрная пешка · f7 чёрная пешка · g7 чёрная пешка · e6 чёрная пешка · c5 белая пешка · e5 белая пешка · h5 чёрная пешка · a4 чёрная ладья · g4 чёрный конь · h4 белая пешка · b3 белый конь · g3 белая пешка · a2 белая пешка · f2 белая пешка · a1 белая ладья · e1 белая ладья · g1 белый король | d8 чёрная ладья · e8 чёрный слон · g8 чёрный король · b7 белый слон · c7 чёрная пешка · f7 чёрная пешка · g7 чёрная пешка · e6 чёрная пешка · c5 белая пешка · e5 белая пешка · h5 чёрная пешка · a4 чёрная ладья · g4 чёрный конь · h4 белая пешка · b3 белый конь · g3 белая пешка · a2 белая пешка · f2 белая пешка · a1 белая ладья · e1 белая ладья · g1 белый король | 5 |
| 4 | d8 чёрная ладья · e8 чёрный слон · g8 чёрный король · b7 белый слон · c7 чёрная пешка · f7 чёрная пешка · g7 чёрная пешка · e6 чёрная пешка · c5 белая пешка · e5 белая пешка · h5 чёрная пешка · a4 чёрная ладья · g4 чёрный конь · h4 белая пешка · b3 белый конь · g3 белая пешка · a2 белая пешка · f2 белая пешка · a1 белая ладья · e1 белая ладья · g1 белый король | d8 чёрная ладья · e8 чёрный слон · g8 чёрный король · b7 белый слон · c7 чёрная пешка · f7 чёрная пешка · g7 чёрная пешка · e6 чёрная пешка · c5 белая пешка · e5 белая пешка · h5 чёрная пешка · a4 чёрная ладья · g4 чёрный конь · h4 белая пешка · b3 белый конь · g3 белая пешка · a2 белая пешка · f2 белая пешка · a1 белая ладья · e1 белая ладья · g1 белый король | d8 чёрная ладья · e8 чёрный слон · g8 чёрный король · b7 белый слон · c7 чёрная пешка · f7 чёрная пешка · g7 чёрная пешка · e6 чёрная пешка · c5 белая пешка · e5 белая пешка · h5 чёрная пешка · a4 чёрная ладья · g4 чёрный конь · h4 белая пешка · b3 белый конь · g3 белая пешка · a2 белая пешка · f2 белая пешка · a1 белая ладья · e1 белая ладья · g1 белый король | d8 чёрная ладья · e8 чёрный слон · g8 чёрный король · b7 белый слон · c7 чёрная пешка · f7 чёрная пешка · g7 чёрная пешка · e6 чёрная пешка · c5 белая пешка · e5 белая пешка · h5 чёрная пешка · a4 чёрная ладья · g4 чёрный конь · h4 белая пешка · b3 белый конь · g3 белая пешка · a2 белая пешка · f2 белая пешка · a1 белая ладья · e1 белая ладья · g1 белый король | d8 чёрная ладья · e8 чёрный слон · g8 чёрный король · b7 белый слон · c7 чёрная пешка · f7 чёрная пешка · g7 чёрная пешка · e6 чёрная пешка · c5 белая пешка · e5 белая пешка · h5 чёрная пешка · a4 чёрная ладья · g4 чёрный конь · h4 белая пешка · b3 белый конь · g3 белая пешка · a2 белая пешка · f2 белая пешка · a1 белая ладья · e1 белая ладья · g1 белый король | d8 чёрная ладья · e8 чёрный слон · g8 чёрный король · b7 белый слон · c7 чёрная пешка · f7 чёрная пешка · g7 чёрная пешка · e6 чёрная пешка · c5 белая пешка · e5 белая пешка · h5 чёрная пешка · a4 чёрная ладья · g4 чёрный конь · h4 белая пешка · b3 белый конь · g3 белая пешка · a2 белая пешка · f2 белая пешка · a1 белая ладья · e1 белая ладья · g1 белый король | d8 чёрная ладья · e8 чёрный слон · g8 чёрный король · b7 белый слон · c7 чёрная пешка · f7 чёрная пешка · g7 чёрная пешка · e6 чёрная пешка · c5 белая пешка · e5 белая пешка · h5 чёрная пешка · a4 чёрная ладья · g4 чёрный конь · h4 белая пешка · b3 белый конь · g3 белая пешка · a2 белая пешка · f2 белая пешка · a1 белая ладья · e1 белая ладья · g1 белый король | d8 чёрная ладья · e8 чёрный слон · g8 чёрный король · b7 белый слон · c7 чёрная пешка · f7 чёрная пешка · g7 чёрная пешка · e6 чёрная пешка · c5 белая пешка · e5 белая пешка · h5 чёрная пешка · a4 чёрная ладья · g4 чёрный конь · h4 белая пешка · b3 белый конь · g3 белая пешка · a2 белая пешка · f2 белая пешка · a1 белая ладья · e1 белая ладья · g1 белый король | 4 |
| 3 | d8 чёрная ладья · e8 чёрный слон · g8 чёрный король · b7 белый слон · c7 чёрная пешка · f7 чёрная пешка · g7 чёрная пешка · e6 чёрная пешка · c5 белая пешка · e5 белая пешка · h5 чёрная пешка · a4 чёрная ладья · g4 чёрный конь · h4 белая пешка · b3 белый конь · g3 белая пешка · a2 белая пешка · f2 белая пешка · a1 белая ладья · e1 белая ладья · g1 белый король | d8 чёрная ладья · e8 чёрный слон · g8 чёрный король · b7 белый слон · c7 чёрная пешка · f7 чёрная пешка · g7 чёрная пешка · e6 чёрная пешка · c5 белая пешка · e5 белая пешка · h5 чёрная пешка · a4 чёрная ладья · g4 чёрный конь · h4 белая пешка · b3 белый конь · g3 белая пешка · a2 белая пешка · f2 белая пешка · a1 белая ладья · e1 белая ладья · g1 белый король | d8 чёрная ладья · e8 чёрный слон · g8 чёрный король · b7 белый слон · c7 чёрная пешка · f7 чёрная пешка · g7 чёрная пешка · e6 чёрная пешка · c5 белая пешка · e5 белая пешка · h5 чёрная пешка · a4 чёрная ладья · g4 чёрный конь · h4 белая пешка · b3 белый конь · g3 белая пешка · a2 белая пешка · f2 белая пешка · a1 белая ладья · e1 белая ладья · g1 белый король | d8 чёрная ладья · e8 чёрный слон · g8 чёрный король · b7 белый слон · c7 чёрная пешка · f7 чёрная пешка · g7 чёрная пешка · e6 чёрная пешка · c5 белая пешка · e5 белая пешка · h5 чёрная пешка · a4 чёрная ладья · g4 чёрный конь · h4 белая пешка · b3 белый конь · g3 белая пешка · a2 белая пешка · f2 белая пешка · a1 белая ладья · e1 белая ладья · g1 белый король | d8 чёрная ладья · e8 чёрный слон · g8 чёрный король · b7 белый слон · c7 чёрная пешка · f7 чёрная пешка · g7 чёрная пешка · e6 чёрная пешка · c5 белая пешка · e5 белая пешка · h5 чёрная пешка · a4 чёрная ладья · g4 чёрный конь · h4 белая пешка · b3 белый конь · g3 белая пешка · a2 белая пешка · f2 белая пешка · a1 белая ладья · e1 белая ладья · g1 белый король | d8 чёрная ладья · e8 чёрный слон · g8 чёрный король · b7 белый слон · c7 чёрная пешка · f7 чёрная пешка · g7 чёрная пешка · e6 чёрная пешка · c5 белая пешка · e5 белая пешка · h5 чёрная пешка · a4 чёрная ладья · g4 чёрный конь · h4 белая пешка · b3 белый конь · g3 белая пешка · a2 белая пешка · f2 белая пешка · a1 белая ладья · e1 белая ладья · g1 белый король | d8 чёрная ладья · e8 чёрный слон · g8 чёрный король · b7 белый слон · c7 чёрная пешка · f7 чёрная пешка · g7 чёрная пешка · e6 чёрная пешка · c5 белая пешка · e5 белая пешка · h5 чёрная пешка · a4 чёрная ладья · g4 чёрный конь · h4 белая пешка · b3 белый конь · g3 белая пешка · a2 белая пешка · f2 белая пешка · a1 белая ладья · e1 белая ладья · g1 белый король | d8 чёрная ладья · e8 чёрный слон · g8 чёрный король · b7 белый слон · c7 чёрная пешка · f7 чёрная пешка · g7 чёрная пешка · e6 чёрная пешка · c5 белая пешка · e5 белая пешка · h5 чёрная пешка · a4 чёрная ладья · g4 чёрный конь · h4 белая пешка · b3 белый конь · g3 белая пешка · a2 белая пешка · f2 белая пешка · a1 белая ладья · e1 белая ладья · g1 белый король | 3 |
| 2 | d8 чёрная ладья · e8 чёрный слон · g8 чёрный король · b7 белый слон · c7 чёрная пешка · f7 чёрная пешка · g7 чёрная пешка · e6 чёрная пешка · c5 белая пешка · e5 белая пешка · h5 чёрная пешка · a4 чёрная ладья · g4 чёрный конь · h4 белая пешка · b3 белый конь · g3 белая пешка · a2 белая пешка · f2 белая пешка · a1 белая ладья · e1 белая ладья · g1 белый король | d8 чёрная ладья · e8 чёрный слон · g8 чёрный король · b7 белый слон · c7 чёрная пешка · f7 чёрная пешка · g7 чёрная пешка · e6 чёрная пешка · c5 белая пешка · e5 белая пешка · h5 чёрная пешка · a4 чёрная ладья · g4 чёрный конь · h4 белая пешка · b3 белый конь · g3 белая пешка · a2 белая пешка · f2 белая пешка · a1 белая ладья · e1 белая ладья · g1 белый король | d8 чёрная ладья · e8 чёрный слон · g8 чёрный король · b7 белый слон · c7 чёрная пешка · f7 чёрная пешка · g7 чёрная пешка · e6 чёрная пешка · c5 белая пешка · e5 белая пешка · h5 чёрная пешка · a4 чёрная ладья · g4 чёрный конь · h4 белая пешка · b3 белый конь · g3 белая пешка · a2 белая пешка · f2 белая пешка · a1 белая ладья · e1 белая ладья · g1 белый король | d8 чёрная ладья · e8 чёрный слон · g8 чёрный король · b7 белый слон · c7 чёрная пешка · f7 чёрная пешка · g7 чёрная пешка · e6 чёрная пешка · c5 белая пешка · e5 белая пешка · h5 чёрная пешка · a4 чёрная ладья · g4 чёрный конь · h4 белая пешка · b3 белый конь · g3 белая пешка · a2 белая пешка · f2 белая пешка · a1 белая ладья · e1 белая ладья · g1 белый король | d8 чёрная ладья · e8 чёрный слон · g8 чёрный король · b7 белый слон · c7 чёрная пешка · f7 чёрная пешка · g7 чёрная пешка · e6 чёрная пешка · c5 белая пешка · e5 белая пешка · h5 чёрная пешка · a4 чёрная ладья · g4 чёрный конь · h4 белая пешка · b3 белый конь · g3 белая пешка · a2 белая пешка · f2 белая пешка · a1 белая ладья · e1 белая ладья · g1 белый король | d8 чёрная ладья · e8 чёрный слон · g8 чёрный король · b7 белый слон · c7 чёрная пешка · f7 чёрная пешка · g7 чёрная пешка · e6 чёрная пешка · c5 белая пешка · e5 белая пешка · h5 чёрная пешка · a4 чёрная ладья · g4 чёрный конь · h4 белая пешка · b3 белый конь · g3 белая пешка · a2 белая пешка · f2 белая пешка · a1 белая ладья · e1 белая ладья · g1 белый король | d8 чёрная ладья · e8 чёрный слон · g8 чёрный король · b7 белый слон · c7 чёрная пешка · f7 чёрная пешка · g7 чёрная пешка · e6 чёрная пешка · c5 белая пешка · e5 белая пешка · h5 чёрная пешка · a4 чёрная ладья · g4 чёрный конь · h4 белая пешка · b3 белый конь · g3 белая пешка · a2 белая пешка · f2 белая пешка · a1 белая ладья · e1 белая ладья · g1 белый король | d8 чёрная ладья · e8 чёрный слон · g8 чёрный король · b7 белый слон · c7 чёрная пешка · f7 чёрная пешка · g7 чёрная пешка · e6 чёрная пешка · c5 белая пешка · e5 белая пешка · h5 чёрная пешка · a4 чёрная ладья · g4 чёрный конь · h4 белая пешка · b3 белый конь · g3 белая пешка · a2 белая пешка · f2 белая пешка · a1 белая ладья · e1 белая ладья · g1 белый король | 2 |
| 1 | d8 чёрная ладья · e8 чёрный слон · g8 чёрный король · b7 белый слон · c7 чёрная пешка · f7 чёрная пешка · g7 чёрная пешка · e6 чёрная пешка · c5 белая пешка · e5 белая пешка · h5 чёрная пешка · a4 чёрная ладья · g4 чёрный конь · h4 белая пешка · b3 белый конь · g3 белая пешка · a2 белая пешка · f2 белая пешка · a1 белая ладья · e1 белая ладья · g1 белый король | d8 чёрная ладья · e8 чёрный слон · g8 чёрный король · b7 белый слон · c7 чёрная пешка · f7 чёрная пешка · g7 чёрная пешка · e6 чёрная пешка · c5 белая пешка · e5 белая пешка · h5 чёрная пешка · a4 чёрная ладья · g4 чёрный конь · h4 белая пешка · b3 белый конь · g3 белая пешка · a2 белая пешка · f2 белая пешка · a1 белая ладья · e1 белая ладья · g1 белый король | d8 чёрная ладья · e8 чёрный слон · g8 чёрный король · b7 белый слон · c7 чёрная пешка · f7 чёрная пешка · g7 чёрная пешка · e6 чёрная пешка · c5 белая пешка · e5 белая пешка · h5 чёрная пешка · a4 чёрная ладья · g4 чёрный конь · h4 белая пешка · b3 белый конь · g3 белая пешка · a2 белая пешка · f2 белая пешка · a1 белая ладья · e1 белая ладья · g1 белый король | d8 чёрная ладья · e8 чёрный слон · g8 чёрный король · b7 белый слон · c7 чёрная пешка · f7 чёрная пешка · g7 чёрная пешка · e6 чёрная пешка · c5 белая пешка · e5 белая пешка · h5 чёрная пешка · a4 чёрная ладья · g4 чёрный конь · h4 белая пешка · b3 белый конь · g3 белая пешка · a2 белая пешка · f2 белая пешка · a1 белая ладья · e1 белая ладья · g1 белый король | d8 чёрная ладья · e8 чёрный слон · g8 чёрный король · b7 белый слон · c7 чёрная пешка · f7 чёрная пешка · g7 чёрная пешка · e6 чёрная пешка · c5 белая пешка · e5 белая пешка · h5 чёрная пешка · a4 чёрная ладья · g4 чёрный конь · h4 белая пешка · b3 белый конь · g3 белая пешка · a2 белая пешка · f2 белая пешка · a1 белая ладья · e1 белая ладья · g1 белый король | d8 чёрная ладья · e8 чёрный слон · g8 чёрный король · b7 белый слон · c7 чёрная пешка · f7 чёрная пешка · g7 чёрная пешка · e6 чёрная пешка · c5 белая пешка · e5 белая пешка · h5 чёрная пешка · a4 чёрная ладья · g4 чёрный конь · h4 белая пешка · b3 белый конь · g3 белая пешка · a2 белая пешка · f2 белая пешка · a1 белая ладья · e1 белая ладья · g1 белый король | d8 чёрная ладья · e8 чёрный слон · g8 чёрный король · b7 белый слон · c7 чёрная пешка · f7 чёрная пешка · g7 чёрная пешка · e6 чёрная пешка · c5 белая пешка · e5 белая пешка · h5 чёрная пешка · a4 чёрная ладья · g4 чёрный конь · h4 белая пешка · b3 белый конь · g3 белая пешка · a2 белая пешка · f2 белая пешка · a1 белая ладья · e1 белая ладья · g1 белый король | d8 чёрная ладья · e8 чёрный слон · g8 чёрный король · b7 белый слон · c7 чёрная пешка · f7 чёрная пешка · g7 чёрная пешка · e6 чёрная пешка · c5 белая пешка · e5 белая пешка · h5 чёрная пешка · a4 чёрная ладья · g4 чёрный конь · h4 белая пешка · b3 белый конь · g3 белая пешка · a2 белая пешка · f2 белая пешка · a1 белая ладья · e1 белая ладья · g1 белый король | 1 |
|   | a | b | c | d | e | f | g | h |   |

В процессе игры Карлсен самопроизвольно беспрепятственно нарушил правило «тронул — ходи» при отсутствии Непомнящего.

Английское начало, Agincourt Defense (ECO A13)
1. c4 e6 2. g3 d5 3. Сg2 d4 4. Кf3 Кc6 5. 0-0 Сc5 6. d3 Кf6 7. Кbd2 a5 8. Кb3 Сe7 9. e3 dxe3 10. Сxe3 Кg4 11. Сc5 0-0 12. d4 a4 13. Сxe7 Фxe7 14. Кc5 a3 15. bxa3 Лd8 16. Кb3 Кf6 17. Лe1 Фxa3 18. Фe2 h6 19. h4 Сd7 20. Кe5 Сe8 21. Фe3 Фb4 22. Лeb1 Кxe5 23. dxe5 Кg4 24. Фe1 Фxe1+ 25. Лxe1 h5 26. Сxb7 Лa4 27. c5?? (диаграмма) c6 28. f3 Кh6 29. Лe4 Лa7 30. Лb4 Лb8 31. a4 Лaxb7 32. Лb6 Лxb6 33. cxb6 Лxb6 34. Кc5 Кf5 35. a5 Лb8 36. a6 Кxg3 37. Кa4 c5 38. a7 Лd8 39. Кxc5 Лa8 0–1

#### Партия 10: Карлсен — Непомнящий, ½–½
|   | a | b | c | d | e | f | g | h |   |
| - | --- | --- | --- | --- | --- | --- | --- | --- | - |
| 8 | a7 чёрная пешка · b7 чёрная пешка · c6 чёрная пешка · d6 чёрный король · f6 чёрный конь · d5 чёрная пешка · e5 белый конь · d4 белая пешка · c3 белая пешка · e3 белый король · a2 белая пешка · b2 белая пешка | a7 чёрная пешка · b7 чёрная пешка · c6 чёрная пешка · d6 чёрный король · f6 чёрный конь · d5 чёрная пешка · e5 белый конь · d4 белая пешка · c3 белая пешка · e3 белый король · a2 белая пешка · b2 белая пешка | a7 чёрная пешка · b7 чёрная пешка · c6 чёрная пешка · d6 чёрный король · f6 чёрный конь · d5 чёрная пешка · e5 белый конь · d4 белая пешка · c3 белая пешка · e3 белый король · a2 белая пешка · b2 белая пешка | a7 чёрная пешка · b7 чёрная пешка · c6 чёрная пешка · d6 чёрный король · f6 чёрный конь · d5 чёрная пешка · e5 белый конь · d4 белая пешка · c3 белая пешка · e3 белый король · a2 белая пешка · b2 белая пешка | a7 чёрная пешка · b7 чёрная пешка · c6 чёрная пешка · d6 чёрный король · f6 чёрный конь · d5 чёрная пешка · e5 белый конь · d4 белая пешка · c3 белая пешка · e3 белый король · a2 белая пешка · b2 белая пешка | a7 чёрная пешка · b7 чёрная пешка · c6 чёрная пешка · d6 чёрный король · f6 чёрный конь · d5 чёрная пешка · e5 белый конь · d4 белая пешка · c3 белая пешка · e3 белый король · a2 белая пешка · b2 белая пешка | a7 чёрная пешка · b7 чёрная пешка · c6 чёрная пешка · d6 чёрный король · f6 чёрный конь · d5 чёрная пешка · e5 белый конь · d4 белая пешка · c3 белая пешка · e3 белый король · a2 белая пешка · b2 белая пешка | a7 чёрная пешка · b7 чёрная пешка · c6 чёрная пешка · d6 чёрный король · f6 чёрный конь · d5 чёрная пешка · e5 белый конь · d4 белая пешка · c3 белая пешка · e3 белый король · a2 белая пешка · b2 белая пешка | 8 |
| 7 | a7 чёрная пешка · b7 чёрная пешка · c6 чёрная пешка · d6 чёрный король · f6 чёрный конь · d5 чёрная пешка · e5 белый конь · d4 белая пешка · c3 белая пешка · e3 белый король · a2 белая пешка · b2 белая пешка | a7 чёрная пешка · b7 чёрная пешка · c6 чёрная пешка · d6 чёрный король · f6 чёрный конь · d5 чёрная пешка · e5 белый конь · d4 белая пешка · c3 белая пешка · e3 белый король · a2 белая пешка · b2 белая пешка | a7 чёрная пешка · b7 чёрная пешка · c6 чёрная пешка · d6 чёрный король · f6 чёрный конь · d5 чёрная пешка · e5 белый конь · d4 белая пешка · c3 белая пешка · e3 белый король · a2 белая пешка · b2 белая пешка | a7 чёрная пешка · b7 чёрная пешка · c6 чёрная пешка · d6 чёрный король · f6 чёрный конь · d5 чёрная пешка · e5 белый конь · d4 белая пешка · c3 белая пешка · e3 белый король · a2 белая пешка · b2 белая пешка | a7 чёрная пешка · b7 чёрная пешка · c6 чёрная пешка · d6 чёрный король · f6 чёрный конь · d5 чёрная пешка · e5 белый конь · d4 белая пешка · c3 белая пешка · e3 белый король · a2 белая пешка · b2 белая пешка | a7 чёрная пешка · b7 чёрная пешка · c6 чёрная пешка · d6 чёрный король · f6 чёрный конь · d5 чёрная пешка · e5 белый конь · d4 белая пешка · c3 белая пешка · e3 белый король · a2 белая пешка · b2 белая пешка | a7 чёрная пешка · b7 чёрная пешка · c6 чёрная пешка · d6 чёрный король · f6 чёрный конь · d5 чёрная пешка · e5 белый конь · d4 белая пешка · c3 белая пешка · e3 белый король · a2 белая пешка · b2 белая пешка | a7 чёрная пешка · b7 чёрная пешка · c6 чёрная пешка · d6 чёрный король · f6 чёрный конь · d5 чёрная пешка · e5 белый конь · d4 белая пешка · c3 белая пешка · e3 белый король · a2 белая пешка · b2 белая пешка | 7 |
| 6 | a7 чёрная пешка · b7 чёрная пешка · c6 чёрная пешка · d6 чёрный король · f6 чёрный конь · d5 чёрная пешка · e5 белый конь · d4 белая пешка · c3 белая пешка · e3 белый король · a2 белая пешка · b2 белая пешка | a7 чёрная пешка · b7 чёрная пешка · c6 чёрная пешка · d6 чёрный король · f6 чёрный конь · d5 чёрная пешка · e5 белый конь · d4 белая пешка · c3 белая пешка · e3 белый король · a2 белая пешка · b2 белая пешка | a7 чёрная пешка · b7 чёрная пешка · c6 чёрная пешка · d6 чёрный король · f6 чёрный конь · d5 чёрная пешка · e5 белый конь · d4 белая пешка · c3 белая пешка · e3 белый король · a2 белая пешка · b2 белая пешка | a7 чёрная пешка · b7 чёрная пешка · c6 чёрная пешка · d6 чёрный король · f6 чёрный конь · d5 чёрная пешка · e5 белый конь · d4 белая пешка · c3 белая пешка · e3 белый король · a2 белая пешка · b2 белая пешка | a7 чёрная пешка · b7 чёрная пешка · c6 чёрная пешка · d6 чёрный король · f6 чёрный конь · d5 чёрная пешка · e5 белый конь · d4 белая пешка · c3 белая пешка · e3 белый король · a2 белая пешка · b2 белая пешка | a7 чёрная пешка · b7 чёрная пешка · c6 чёрная пешка · d6 чёрный король · f6 чёрный конь · d5 чёрная пешка · e5 белый конь · d4 белая пешка · c3 белая пешка · e3 белый король · a2 белая пешка · b2 белая пешка | a7 чёрная пешка · b7 чёрная пешка · c6 чёрная пешка · d6 чёрный король · f6 чёрный конь · d5 чёрная пешка · e5 белый конь · d4 белая пешка · c3 белая пешка · e3 белый король · a2 белая пешка · b2 белая пешка | a7 чёрная пешка · b7 чёрная пешка · c6 чёрная пешка · d6 чёрный король · f6 чёрный конь · d5 чёрная пешка · e5 белый конь · d4 белая пешка · c3 белая пешка · e3 белый король · a2 белая пешка · b2 белая пешка | 6 |
| 5 | a7 чёрная пешка · b7 чёрная пешка · c6 чёрная пешка · d6 чёрный король · f6 чёрный конь · d5 чёрная пешка · e5 белый конь · d4 белая пешка · c3 белая пешка · e3 белый король · a2 белая пешка · b2 белая пешка | a7 чёрная пешка · b7 чёрная пешка · c6 чёрная пешка · d6 чёрный король · f6 чёрный конь · d5 чёрная пешка · e5 белый конь · d4 белая пешка · c3 белая пешка · e3 белый король · a2 белая пешка · b2 белая пешка | a7 чёрная пешка · b7 чёрная пешка · c6 чёрная пешка · d6 чёрный король · f6 чёрный конь · d5 чёрная пешка · e5 белый конь · d4 белая пешка · c3 белая пешка · e3 белый король · a2 белая пешка · b2 белая пешка | a7 чёрная пешка · b7 чёрная пешка · c6 чёрная пешка · d6 чёрный король · f6 чёрный конь · d5 чёрная пешка · e5 белый конь · d4 белая пешка · c3 белая пешка · e3 белый король · a2 белая пешка · b2 белая пешка | a7 чёрная пешка · b7 чёрная пешка · c6 чёрная пешка · d6 чёрный король · f6 чёрный конь · d5 чёрная пешка · e5 белый конь · d4 белая пешка · c3 белая пешка · e3 белый король · a2 белая пешка · b2 белая пешка | a7 чёрная пешка · b7 чёрная пешка · c6 чёрная пешка · d6 чёрный король · f6 чёрный конь · d5 чёрная пешка · e5 белый конь · d4 белая пешка · c3 белая пешка · e3 белый король · a2 белая пешка · b2 белая пешка | a7 чёрная пешка · b7 чёрная пешка · c6 чёрная пешка · d6 чёрный король · f6 чёрный конь · d5 чёрная пешка · e5 белый конь · d4 белая пешка · c3 белая пешка · e3 белый король · a2 белая пешка · b2 белая пешка | a7 чёрная пешка · b7 чёрная пешка · c6 чёрная пешка · d6 чёрный король · f6 чёрный конь · d5 чёрная пешка · e5 белый конь · d4 белая пешка · c3 белая пешка · e3 белый король · a2 белая пешка · b2 белая пешка | 5 |
| 4 | a7 чёрная пешка · b7 чёрная пешка · c6 чёрная пешка · d6 чёрный король · f6 чёрный конь · d5 чёрная пешка · e5 белый конь · d4 белая пешка · c3 белая пешка · e3 белый король · a2 белая пешка · b2 белая пешка | a7 чёрная пешка · b7 чёрная пешка · c6 чёрная пешка · d6 чёрный король · f6 чёрный конь · d5 чёрная пешка · e5 белый конь · d4 белая пешка · c3 белая пешка · e3 белый король · a2 белая пешка · b2 белая пешка | a7 чёрная пешка · b7 чёрная пешка · c6 чёрная пешка · d6 чёрный король · f6 чёрный конь · d5 чёрная пешка · e5 белый конь · d4 белая пешка · c3 белая пешка · e3 белый король · a2 белая пешка · b2 белая пешка | a7 чёрная пешка · b7 чёрная пешка · c6 чёрная пешка · d6 чёрный король · f6 чёрный конь · d5 чёрная пешка · e5 белый конь · d4 белая пешка · c3 белая пешка · e3 белый король · a2 белая пешка · b2 белая пешка | a7 чёрная пешка · b7 чёрная пешка · c6 чёрная пешка · d6 чёрный король · f6 чёрный конь · d5 чёрная пешка · e5 белый конь · d4 белая пешка · c3 белая пешка · e3 белый король · a2 белая пешка · b2 белая пешка | a7 чёрная пешка · b7 чёрная пешка · c6 чёрная пешка · d6 чёрный король · f6 чёрный конь · d5 чёрная пешка · e5 белый конь · d4 белая пешка · c3 белая пешка · e3 белый король · a2 белая пешка · b2 белая пешка | a7 чёрная пешка · b7 чёрная пешка · c6 чёрная пешка · d6 чёрный король · f6 чёрный конь · d5 чёрная пешка · e5 белый конь · d4 белая пешка · c3 белая пешка · e3 белый король · a2 белая пешка · b2 белая пешка | a7 чёрная пешка · b7 чёрная пешка · c6 чёрная пешка · d6 чёрный король · f6 чёрный конь · d5 чёрная пешка · e5 белый конь · d4 белая пешка · c3 белая пешка · e3 белый король · a2 белая пешка · b2 белая пешка | 4 |
| 3 | a7 чёрная пешка · b7 чёрная пешка · c6 чёрная пешка · d6 чёрный король · f6 чёрный конь · d5 чёрная пешка · e5 белый конь · d4 белая пешка · c3 белая пешка · e3 белый король · a2 белая пешка · b2 белая пешка | a7 чёрная пешка · b7 чёрная пешка · c6 чёрная пешка · d6 чёрный король · f6 чёрный конь · d5 чёрная пешка · e5 белый конь · d4 белая пешка · c3 белая пешка · e3 белый король · a2 белая пешка · b2 белая пешка | a7 чёрная пешка · b7 чёрная пешка · c6 чёрная пешка · d6 чёрный король · f6 чёрный конь · d5 чёрная пешка · e5 белый конь · d4 белая пешка · c3 белая пешка · e3 белый король · a2 белая пешка · b2 белая пешка | a7 чёрная пешка · b7 чёрная пешка · c6 чёрная пешка · d6 чёрный король · f6 чёрный конь · d5 чёрная пешка · e5 белый конь · d4 белая пешка · c3 белая пешка · e3 белый король · a2 белая пешка · b2 белая пешка | a7 чёрная пешка · b7 чёрная пешка · c6 чёрная пешка · d6 чёрный король · f6 чёрный конь · d5 чёрная пешка · e5 белый конь · d4 белая пешка · c3 белая пешка · e3 белый король · a2 белая пешка · b2 белая пешка | a7 чёрная пешка · b7 чёрная пешка · c6 чёрная пешка · d6 чёрный король · f6 чёрный конь · d5 чёрная пешка · e5 белый конь · d4 белая пешка · c3 белая пешка · e3 белый король · a2 белая пешка · b2 белая пешка | a7 чёрная пешка · b7 чёрная пешка · c6 чёрная пешка · d6 чёрный король · f6 чёрный конь · d5 чёрная пешка · e5 белый конь · d4 белая пешка · c3 белая пешка · e3 белый король · a2 белая пешка · b2 белая пешка | a7 чёрная пешка · b7 чёрная пешка · c6 чёрная пешка · d6 чёрный король · f6 чёрный конь · d5 чёрная пешка · e5 белый конь · d4 белая пешка · c3 белая пешка · e3 белый король · a2 белая пешка · b2 белая пешка | 3 |
| 2 | a7 чёрная пешка · b7 чёрная пешка · c6 чёрная пешка · d6 чёрный король · f6 чёрный конь · d5 чёрная пешка · e5 белый конь · d4 белая пешка · c3 белая пешка · e3 белый король · a2 белая пешка · b2 белая пешка | a7 чёрная пешка · b7 чёрная пешка · c6 чёрная пешка · d6 чёрный король · f6 чёрный конь · d5 чёрная пешка · e5 белый конь · d4 белая пешка · c3 белая пешка · e3 белый король · a2 белая пешка · b2 белая пешка | a7 чёрная пешка · b7 чёрная пешка · c6 чёрная пешка · d6 чёрный король · f6 чёрный конь · d5 чёрная пешка · e5 белый конь · d4 белая пешка · c3 белая пешка · e3 белый король · a2 белая пешка · b2 белая пешка | a7 чёрная пешка · b7 чёрная пешка · c6 чёрная пешка · d6 чёрный король · f6 чёрный конь · d5 чёрная пешка · e5 белый конь · d4 белая пешка · c3 белая пешка · e3 белый король · a2 белая пешка · b2 белая пешка | a7 чёрная пешка · b7 чёрная пешка · c6 чёрная пешка · d6 чёрный король · f6 чёрный конь · d5 чёрная пешка · e5 белый конь · d4 белая пешка · c3 белая пешка · e3 белый король · a2 белая пешка · b2 белая пешка | a7 чёрная пешка · b7 чёрная пешка · c6 чёрная пешка · d6 чёрный король · f6 чёрный конь · d5 чёрная пешка · e5 белый конь · d4 белая пешка · c3 белая пешка · e3 белый король · a2 белая пешка · b2 белая пешка | a7 чёрная пешка · b7 чёрная пешка · c6 чёрная пешка · d6 чёрный король · f6 чёрный конь · d5 чёрная пешка · e5 белый конь · d4 белая пешка · c3 белая пешка · e3 белый король · a2 белая пешка · b2 белая пешка | a7 чёрная пешка · b7 чёрная пешка · c6 чёрная пешка · d6 чёрный король · f6 чёрный конь · d5 чёрная пешка · e5 белый конь · d4 белая пешка · c3 белая пешка · e3 белый король · a2 белая пешка · b2 белая пешка | 2 |
| 1 | a7 чёрная пешка · b7 чёрная пешка · c6 чёрная пешка · d6 чёрный король · f6 чёрный конь · d5 чёрная пешка · e5 белый конь · d4 белая пешка · c3 белая пешка · e3 белый король · a2 белая пешка · b2 белая пешка | a7 чёрная пешка · b7 чёрная пешка · c6 чёрная пешка · d6 чёрный король · f6 чёрный конь · d5 чёрная пешка · e5 белый конь · d4 белая пешка · c3 белая пешка · e3 белый король · a2 белая пешка · b2 белая пешка | a7 чёрная пешка · b7 чёрная пешка · c6 чёрная пешка · d6 чёрный король · f6 чёрный конь · d5 чёрная пешка · e5 белый конь · d4 белая пешка · c3 белая пешка · e3 белый король · a2 белая пешка · b2 белая пешка | a7 чёрная пешка · b7 чёрная пешка · c6 чёрная пешка · d6 чёрный король · f6 чёрный конь · d5 чёрная пешка · e5 белый конь · d4 белая пешка · c3 белая пешка · e3 белый король · a2 белая пешка · b2 белая пешка | a7 чёрная пешка · b7 чёрная пешка · c6 чёрная пешка · d6 чёрный король · f6 чёрный конь · d5 чёрная пешка · e5 белый конь · d4 белая пешка · c3 белая пешка · e3 белый король · a2 белая пешка · b2 белая пешка | a7 чёрная пешка · b7 чёрная пешка · c6 чёрная пешка · d6 чёрный король · f6 чёрный конь · d5 чёрная пешка · e5 белый конь · d4 белая пешка · c3 белая пешка · e3 белый король · a2 белая пешка · b2 белая пешка | a7 чёрная пешка · b7 чёрная пешка · c6 чёрная пешка · d6 чёрный король · f6 чёрный конь · d5 чёрная пешка · e5 белый конь · d4 белая пешка · c3 белая пешка · e3 белый король · a2 белая пешка · b2 белая пешка | a7 чёрная пешка · b7 чёрная пешка · c6 чёрная пешка · d6 чёрный король · f6 чёрный конь · d5 чёрная пешка · e5 белый конь · d4 белая пешка · c3 белая пешка · e3 белый король · a2 белая пешка · b2 белая пешка | 1 |
|   | a | b | c | d | e | f | g | h |   |

Русская партия, основной вариант (ECO C42)
1. e4 e5 2. Кf3 Кf6 3. Кxe5 d6 4. Кd3 Кxe4 5. Фe2 Фe7 6. Кf4 Кf6 7. d4 Кc6 8. c3 d5 9. Кd2 Кd8 10. Кf3 Фxe2+ 11. Сxe2 Сd6 12. O-O O-O 13. Сd3 Лe8 14. Лe1 Лxe1+ 15. Кxe1 Кe6 16. Кxe6 Сxe6 17. g3 g6 18. Кg2 Лe8 19. f3 Кh5 20. Крf2 c6 21. g4 Кg7 22. Сf4 Сxf4 23. Кxf4 g5 24. Кe2 f5 25. h3 Крf7 26. Лh1 h6 27. f4 fxg4 28. hxg4 Сxg4 29. Лxh6 Сf5 30. Сxf5 Кxf5 31. Лh7+ Кg7 32. fxg5 Крg6 33. Лh3 Крxg5 34. Лg3+ Крf6 35. Лf3+ Крe7 36. Кf4 Крd6 37. Кg6 Лe6 38. Кe5 Кe8 39. Лf7 Лf6+ 40. Лxf6+ Кxf6 41. Крe3  ½–½

#### Партия 11: Непомнящий — Карлсен, 0-1
|   | a | b | c | d | e | f | g | h |   |
| - | --- | --- | --- | --- | --- | --- | --- | --- | - |
| 8 | d8 чёрная ладья · g8 чёрный король · c7 чёрная пешка · d7 чёрный ферзь · e7 чёрный конь · f7 чёрная пешка · g7 чёрная пешка · b6 чёрная пешка · h6 чёрная пешка · a5 чёрная пешка · d5 белая пешка · a4 белая пешка · d4 чёрная пешка · f4 чёрная ладья · g4 белая пешка · c3 белая пешка · e3 белый конь · g3 белая пешка · b2 белая пешка · c2 белый ферзь · f2 белая пешка · d1 белая ладья · e1 белая ладья · g1 белый король | d8 чёрная ладья · g8 чёрный король · c7 чёрная пешка · d7 чёрный ферзь · e7 чёрный конь · f7 чёрная пешка · g7 чёрная пешка · b6 чёрная пешка · h6 чёрная пешка · a5 чёрная пешка · d5 белая пешка · a4 белая пешка · d4 чёрная пешка · f4 чёрная ладья · g4 белая пешка · c3 белая пешка · e3 белый конь · g3 белая пешка · b2 белая пешка · c2 белый ферзь · f2 белая пешка · d1 белая ладья · e1 белая ладья · g1 белый король | d8 чёрная ладья · g8 чёрный король · c7 чёрная пешка · d7 чёрный ферзь · e7 чёрный конь · f7 чёрная пешка · g7 чёрная пешка · b6 чёрная пешка · h6 чёрная пешка · a5 чёрная пешка · d5 белая пешка · a4 белая пешка · d4 чёрная пешка · f4 чёрная ладья · g4 белая пешка · c3 белая пешка · e3 белый конь · g3 белая пешка · b2 белая пешка · c2 белый ферзь · f2 белая пешка · d1 белая ладья · e1 белая ладья · g1 белый король | d8 чёрная ладья · g8 чёрный король · c7 чёрная пешка · d7 чёрный ферзь · e7 чёрный конь · f7 чёрная пешка · g7 чёрная пешка · b6 чёрная пешка · h6 чёрная пешка · a5 чёрная пешка · d5 белая пешка · a4 белая пешка · d4 чёрная пешка · f4 чёрная ладья · g4 белая пешка · c3 белая пешка · e3 белый конь · g3 белая пешка · b2 белая пешка · c2 белый ферзь · f2 белая пешка · d1 белая ладья · e1 белая ладья · g1 белый король | d8 чёрная ладья · g8 чёрный король · c7 чёрная пешка · d7 чёрный ферзь · e7 чёрный конь · f7 чёрная пешка · g7 чёрная пешка · b6 чёрная пешка · h6 чёрная пешка · a5 чёрная пешка · d5 белая пешка · a4 белая пешка · d4 чёрная пешка · f4 чёрная ладья · g4 белая пешка · c3 белая пешка · e3 белый конь · g3 белая пешка · b2 белая пешка · c2 белый ферзь · f2 белая пешка · d1 белая ладья · e1 белая ладья · g1 белый король | d8 чёрная ладья · g8 чёрный король · c7 чёрная пешка · d7 чёрный ферзь · e7 чёрный конь · f7 чёрная пешка · g7 чёрная пешка · b6 чёрная пешка · h6 чёрная пешка · a5 чёрная пешка · d5 белая пешка · a4 белая пешка · d4 чёрная пешка · f4 чёрная ладья · g4 белая пешка · c3 белая пешка · e3 белый конь · g3 белая пешка · b2 белая пешка · c2 белый ферзь · f2 белая пешка · d1 белая ладья · e1 белая ладья · g1 белый король | d8 чёрная ладья · g8 чёрный король · c7 чёрная пешка · d7 чёрный ферзь · e7 чёрный конь · f7 чёрная пешка · g7 чёрная пешка · b6 чёрная пешка · h6 чёрная пешка · a5 чёрная пешка · d5 белая пешка · a4 белая пешка · d4 чёрная пешка · f4 чёрная ладья · g4 белая пешка · c3 белая пешка · e3 белый конь · g3 белая пешка · b2 белая пешка · c2 белый ферзь · f2 белая пешка · d1 белая ладья · e1 белая ладья · g1 белый король | d8 чёрная ладья · g8 чёрный король · c7 чёрная пешка · d7 чёрный ферзь · e7 чёрный конь · f7 чёрная пешка · g7 чёрная пешка · b6 чёрная пешка · h6 чёрная пешка · a5 чёрная пешка · d5 белая пешка · a4 белая пешка · d4 чёрная пешка · f4 чёрная ладья · g4 белая пешка · c3 белая пешка · e3 белый конь · g3 белая пешка · b2 белая пешка · c2 белый ферзь · f2 белая пешка · d1 белая ладья · e1 белая ладья · g1 белый король | 8 |
| 7 | d8 чёрная ладья · g8 чёрный король · c7 чёрная пешка · d7 чёрный ферзь · e7 чёрный конь · f7 чёрная пешка · g7 чёрная пешка · b6 чёрная пешка · h6 чёрная пешка · a5 чёрная пешка · d5 белая пешка · a4 белая пешка · d4 чёрная пешка · f4 чёрная ладья · g4 белая пешка · c3 белая пешка · e3 белый конь · g3 белая пешка · b2 белая пешка · c2 белый ферзь · f2 белая пешка · d1 белая ладья · e1 белая ладья · g1 белый король | d8 чёрная ладья · g8 чёрный король · c7 чёрная пешка · d7 чёрный ферзь · e7 чёрный конь · f7 чёрная пешка · g7 чёрная пешка · b6 чёрная пешка · h6 чёрная пешка · a5 чёрная пешка · d5 белая пешка · a4 белая пешка · d4 чёрная пешка · f4 чёрная ладья · g4 белая пешка · c3 белая пешка · e3 белый конь · g3 белая пешка · b2 белая пешка · c2 белый ферзь · f2 белая пешка · d1 белая ладья · e1 белая ладья · g1 белый король | d8 чёрная ладья · g8 чёрный король · c7 чёрная пешка · d7 чёрный ферзь · e7 чёрный конь · f7 чёрная пешка · g7 чёрная пешка · b6 чёрная пешка · h6 чёрная пешка · a5 чёрная пешка · d5 белая пешка · a4 белая пешка · d4 чёрная пешка · f4 чёрная ладья · g4 белая пешка · c3 белая пешка · e3 белый конь · g3 белая пешка · b2 белая пешка · c2 белый ферзь · f2 белая пешка · d1 белая ладья · e1 белая ладья · g1 белый король | d8 чёрная ладья · g8 чёрный король · c7 чёрная пешка · d7 чёрный ферзь · e7 чёрный конь · f7 чёрная пешка · g7 чёрная пешка · b6 чёрная пешка · h6 чёрная пешка · a5 чёрная пешка · d5 белая пешка · a4 белая пешка · d4 чёрная пешка · f4 чёрная ладья · g4 белая пешка · c3 белая пешка · e3 белый конь · g3 белая пешка · b2 белая пешка · c2 белый ферзь · f2 белая пешка · d1 белая ладья · e1 белая ладья · g1 белый король | d8 чёрная ладья · g8 чёрный король · c7 чёрная пешка · d7 чёрный ферзь · e7 чёрный конь · f7 чёрная пешка · g7 чёрная пешка · b6 чёрная пешка · h6 чёрная пешка · a5 чёрная пешка · d5 белая пешка · a4 белая пешка · d4 чёрная пешка · f4 чёрная ладья · g4 белая пешка · c3 белая пешка · e3 белый конь · g3 белая пешка · b2 белая пешка · c2 белый ферзь · f2 белая пешка · d1 белая ладья · e1 белая ладья · g1 белый король | d8 чёрная ладья · g8 чёрный король · c7 чёрная пешка · d7 чёрный ферзь · e7 чёрный конь · f7 чёрная пешка · g7 чёрная пешка · b6 чёрная пешка · h6 чёрная пешка · a5 чёрная пешка · d5 белая пешка · a4 белая пешка · d4 чёрная пешка · f4 чёрная ладья · g4 белая пешка · c3 белая пешка · e3 белый конь · g3 белая пешка · b2 белая пешка · c2 белый ферзь · f2 белая пешка · d1 белая ладья · e1 белая ладья · g1 белый король | d8 чёрная ладья · g8 чёрный король · c7 чёрная пешка · d7 чёрный ферзь · e7 чёрный конь · f7 чёрная пешка · g7 чёрная пешка · b6 чёрная пешка · h6 чёрная пешка · a5 чёрная пешка · d5 белая пешка · a4 белая пешка · d4 чёрная пешка · f4 чёрная ладья · g4 белая пешка · c3 белая пешка · e3 белый конь · g3 белая пешка · b2 белая пешка · c2 белый ферзь · f2 белая пешка · d1 белая ладья · e1 белая ладья · g1 белый король | d8 чёрная ладья · g8 чёрный король · c7 чёрная пешка · d7 чёрный ферзь · e7 чёрный конь · f7 чёрная пешка · g7 чёрная пешка · b6 чёрная пешка · h6 чёрная пешка · a5 чёрная пешка · d5 белая пешка · a4 белая пешка · d4 чёрная пешка · f4 чёрная ладья · g4 белая пешка · c3 белая пешка · e3 белый конь · g3 белая пешка · b2 белая пешка · c2 белый ферзь · f2 белая пешка · d1 белая ладья · e1 белая ладья · g1 белый король | 7 |
| 6 | d8 чёрная ладья · g8 чёрный король · c7 чёрная пешка · d7 чёрный ферзь · e7 чёрный конь · f7 чёрная пешка · g7 чёрная пешка · b6 чёрная пешка · h6 чёрная пешка · a5 чёрная пешка · d5 белая пешка · a4 белая пешка · d4 чёрная пешка · f4 чёрная ладья · g4 белая пешка · c3 белая пешка · e3 белый конь · g3 белая пешка · b2 белая пешка · c2 белый ферзь · f2 белая пешка · d1 белая ладья · e1 белая ладья · g1 белый король | d8 чёрная ладья · g8 чёрный король · c7 чёрная пешка · d7 чёрный ферзь · e7 чёрный конь · f7 чёрная пешка · g7 чёрная пешка · b6 чёрная пешка · h6 чёрная пешка · a5 чёрная пешка · d5 белая пешка · a4 белая пешка · d4 чёрная пешка · f4 чёрная ладья · g4 белая пешка · c3 белая пешка · e3 белый конь · g3 белая пешка · b2 белая пешка · c2 белый ферзь · f2 белая пешка · d1 белая ладья · e1 белая ладья · g1 белый король | d8 чёрная ладья · g8 чёрный король · c7 чёрная пешка · d7 чёрный ферзь · e7 чёрный конь · f7 чёрная пешка · g7 чёрная пешка · b6 чёрная пешка · h6 чёрная пешка · a5 чёрная пешка · d5 белая пешка · a4 белая пешка · d4 чёрная пешка · f4 чёрная ладья · g4 белая пешка · c3 белая пешка · e3 белый конь · g3 белая пешка · b2 белая пешка · c2 белый ферзь · f2 белая пешка · d1 белая ладья · e1 белая ладья · g1 белый король | d8 чёрная ладья · g8 чёрный король · c7 чёрная пешка · d7 чёрный ферзь · e7 чёрный конь · f7 чёрная пешка · g7 чёрная пешка · b6 чёрная пешка · h6 чёрная пешка · a5 чёрная пешка · d5 белая пешка · a4 белая пешка · d4 чёрная пешка · f4 чёрная ладья · g4 белая пешка · c3 белая пешка · e3 белый конь · g3 белая пешка · b2 белая пешка · c2 белый ферзь · f2 белая пешка · d1 белая ладья · e1 белая ладья · g1 белый король | d8 чёрная ладья · g8 чёрный король · c7 чёрная пешка · d7 чёрный ферзь · e7 чёрный конь · f7 чёрная пешка · g7 чёрная пешка · b6 чёрная пешка · h6 чёрная пешка · a5 чёрная пешка · d5 белая пешка · a4 белая пешка · d4 чёрная пешка · f4 чёрная ладья · g4 белая пешка · c3 белая пешка · e3 белый конь · g3 белая пешка · b2 белая пешка · c2 белый ферзь · f2 белая пешка · d1 белая ладья · e1 белая ладья · g1 белый король | d8 чёрная ладья · g8 чёрный король · c7 чёрная пешка · d7 чёрный ферзь · e7 чёрный конь · f7 чёрная пешка · g7 чёрная пешка · b6 чёрная пешка · h6 чёрная пешка · a5 чёрная пешка · d5 белая пешка · a4 белая пешка · d4 чёрная пешка · f4 чёрная ладья · g4 белая пешка · c3 белая пешка · e3 белый конь · g3 белая пешка · b2 белая пешка · c2 белый ферзь · f2 белая пешка · d1 белая ладья · e1 белая ладья · g1 белый король | d8 чёрная ладья · g8 чёрный король · c7 чёрная пешка · d7 чёрный ферзь · e7 чёрный конь · f7 чёрная пешка · g7 чёрная пешка · b6 чёрная пешка · h6 чёрная пешка · a5 чёрная пешка · d5 белая пешка · a4 белая пешка · d4 чёрная пешка · f4 чёрная ладья · g4 белая пешка · c3 белая пешка · e3 белый конь · g3 белая пешка · b2 белая пешка · c2 белый ферзь · f2 белая пешка · d1 белая ладья · e1 белая ладья · g1 белый король | d8 чёрная ладья · g8 чёрный король · c7 чёрная пешка · d7 чёрный ферзь · e7 чёрный конь · f7 чёрная пешка · g7 чёрная пешка · b6 чёрная пешка · h6 чёрная пешка · a5 чёрная пешка · d5 белая пешка · a4 белая пешка · d4 чёрная пешка · f4 чёрная ладья · g4 белая пешка · c3 белая пешка · e3 белый конь · g3 белая пешка · b2 белая пешка · c2 белый ферзь · f2 белая пешка · d1 белая ладья · e1 белая ладья · g1 белый король | 6 |
| 5 | d8 чёрная ладья · g8 чёрный король · c7 чёрная пешка · d7 чёрный ферзь · e7 чёрный конь · f7 чёрная пешка · g7 чёрная пешка · b6 чёрная пешка · h6 чёрная пешка · a5 чёрная пешка · d5 белая пешка · a4 белая пешка · d4 чёрная пешка · f4 чёрная ладья · g4 белая пешка · c3 белая пешка · e3 белый конь · g3 белая пешка · b2 белая пешка · c2 белый ферзь · f2 белая пешка · d1 белая ладья · e1 белая ладья · g1 белый король | d8 чёрная ладья · g8 чёрный король · c7 чёрная пешка · d7 чёрный ферзь · e7 чёрный конь · f7 чёрная пешка · g7 чёрная пешка · b6 чёрная пешка · h6 чёрная пешка · a5 чёрная пешка · d5 белая пешка · a4 белая пешка · d4 чёрная пешка · f4 чёрная ладья · g4 белая пешка · c3 белая пешка · e3 белый конь · g3 белая пешка · b2 белая пешка · c2 белый ферзь · f2 белая пешка · d1 белая ладья · e1 белая ладья · g1 белый король | d8 чёрная ладья · g8 чёрный король · c7 чёрная пешка · d7 чёрный ферзь · e7 чёрный конь · f7 чёрная пешка · g7 чёрная пешка · b6 чёрная пешка · h6 чёрная пешка · a5 чёрная пешка · d5 белая пешка · a4 белая пешка · d4 чёрная пешка · f4 чёрная ладья · g4 белая пешка · c3 белая пешка · e3 белый конь · g3 белая пешка · b2 белая пешка · c2 белый ферзь · f2 белая пешка · d1 белая ладья · e1 белая ладья · g1 белый король | d8 чёрная ладья · g8 чёрный король · c7 чёрная пешка · d7 чёрный ферзь · e7 чёрный конь · f7 чёрная пешка · g7 чёрная пешка · b6 чёрная пешка · h6 чёрная пешка · a5 чёрная пешка · d5 белая пешка · a4 белая пешка · d4 чёрная пешка · f4 чёрная ладья · g4 белая пешка · c3 белая пешка · e3 белый конь · g3 белая пешка · b2 белая пешка · c2 белый ферзь · f2 белая пешка · d1 белая ладья · e1 белая ладья · g1 белый король | d8 чёрная ладья · g8 чёрный король · c7 чёрная пешка · d7 чёрный ферзь · e7 чёрный конь · f7 чёрная пешка · g7 чёрная пешка · b6 чёрная пешка · h6 чёрная пешка · a5 чёрная пешка · d5 белая пешка · a4 белая пешка · d4 чёрная пешка · f4 чёрная ладья · g4 белая пешка · c3 белая пешка · e3 белый конь · g3 белая пешка · b2 белая пешка · c2 белый ферзь · f2 белая пешка · d1 белая ладья · e1 белая ладья · g1 белый король | d8 чёрная ладья · g8 чёрный король · c7 чёрная пешка · d7 чёрный ферзь · e7 чёрный конь · f7 чёрная пешка · g7 чёрная пешка · b6 чёрная пешка · h6 чёрная пешка · a5 чёрная пешка · d5 белая пешка · a4 белая пешка · d4 чёрная пешка · f4 чёрная ладья · g4 белая пешка · c3 белая пешка · e3 белый конь · g3 белая пешка · b2 белая пешка · c2 белый ферзь · f2 белая пешка · d1 белая ладья · e1 белая ладья · g1 белый король | d8 чёрная ладья · g8 чёрный король · c7 чёрная пешка · d7 чёрный ферзь · e7 чёрный конь · f7 чёрная пешка · g7 чёрная пешка · b6 чёрная пешка · h6 чёрная пешка · a5 чёрная пешка · d5 белая пешка · a4 белая пешка · d4 чёрная пешка · f4 чёрная ладья · g4 белая пешка · c3 белая пешка · e3 белый конь · g3 белая пешка · b2 белая пешка · c2 белый ферзь · f2 белая пешка · d1 белая ладья · e1 белая ладья · g1 белый король | d8 чёрная ладья · g8 чёрный король · c7 чёрная пешка · d7 чёрный ферзь · e7 чёрный конь · f7 чёрная пешка · g7 чёрная пешка · b6 чёрная пешка · h6 чёрная пешка · a5 чёрная пешка · d5 белая пешка · a4 белая пешка · d4 чёрная пешка · f4 чёрная ладья · g4 белая пешка · c3 белая пешка · e3 белый конь · g3 белая пешка · b2 белая пешка · c2 белый ферзь · f2 белая пешка · d1 белая ладья · e1 белая ладья · g1 белый король | 5 |
| 4 | d8 чёрная ладья · g8 чёрный король · c7 чёрная пешка · d7 чёрный ферзь · e7 чёрный конь · f7 чёрная пешка · g7 чёрная пешка · b6 чёрная пешка · h6 чёрная пешка · a5 чёрная пешка · d5 белая пешка · a4 белая пешка · d4 чёрная пешка · f4 чёрная ладья · g4 белая пешка · c3 белая пешка · e3 белый конь · g3 белая пешка · b2 белая пешка · c2 белый ферзь · f2 белая пешка · d1 белая ладья · e1 белая ладья · g1 белый король | d8 чёрная ладья · g8 чёрный король · c7 чёрная пешка · d7 чёрный ферзь · e7 чёрный конь · f7 чёрная пешка · g7 чёрная пешка · b6 чёрная пешка · h6 чёрная пешка · a5 чёрная пешка · d5 белая пешка · a4 белая пешка · d4 чёрная пешка · f4 чёрная ладья · g4 белая пешка · c3 белая пешка · e3 белый конь · g3 белая пешка · b2 белая пешка · c2 белый ферзь · f2 белая пешка · d1 белая ладья · e1 белая ладья · g1 белый король | d8 чёрная ладья · g8 чёрный король · c7 чёрная пешка · d7 чёрный ферзь · e7 чёрный конь · f7 чёрная пешка · g7 чёрная пешка · b6 чёрная пешка · h6 чёрная пешка · a5 чёрная пешка · d5 белая пешка · a4 белая пешка · d4 чёрная пешка · f4 чёрная ладья · g4 белая пешка · c3 белая пешка · e3 белый конь · g3 белая пешка · b2 белая пешка · c2 белый ферзь · f2 белая пешка · d1 белая ладья · e1 белая ладья · g1 белый король | d8 чёрная ладья · g8 чёрный король · c7 чёрная пешка · d7 чёрный ферзь · e7 чёрный конь · f7 чёрная пешка · g7 чёрная пешка · b6 чёрная пешка · h6 чёрная пешка · a5 чёрная пешка · d5 белая пешка · a4 белая пешка · d4 чёрная пешка · f4 чёрная ладья · g4 белая пешка · c3 белая пешка · e3 белый конь · g3 белая пешка · b2 белая пешка · c2 белый ферзь · f2 белая пешка · d1 белая ладья · e1 белая ладья · g1 белый король | d8 чёрная ладья · g8 чёрный король · c7 чёрная пешка · d7 чёрный ферзь · e7 чёрный конь · f7 чёрная пешка · g7 чёрная пешка · b6 чёрная пешка · h6 чёрная пешка · a5 чёрная пешка · d5 белая пешка · a4 белая пешка · d4 чёрная пешка · f4 чёрная ладья · g4 белая пешка · c3 белая пешка · e3 белый конь · g3 белая пешка · b2 белая пешка · c2 белый ферзь · f2 белая пешка · d1 белая ладья · e1 белая ладья · g1 белый король | d8 чёрная ладья · g8 чёрный король · c7 чёрная пешка · d7 чёрный ферзь · e7 чёрный конь · f7 чёрная пешка · g7 чёрная пешка · b6 чёрная пешка · h6 чёрная пешка · a5 чёрная пешка · d5 белая пешка · a4 белая пешка · d4 чёрная пешка · f4 чёрная ладья · g4 белая пешка · c3 белая пешка · e3 белый конь · g3 белая пешка · b2 белая пешка · c2 белый ферзь · f2 белая пешка · d1 белая ладья · e1 белая ладья · g1 белый король | d8 чёрная ладья · g8 чёрный король · c7 чёрная пешка · d7 чёрный ферзь · e7 чёрный конь · f7 чёрная пешка · g7 чёрная пешка · b6 чёрная пешка · h6 чёрная пешка · a5 чёрная пешка · d5 белая пешка · a4 белая пешка · d4 чёрная пешка · f4 чёрная ладья · g4 белая пешка · c3 белая пешка · e3 белый конь · g3 белая пешка · b2 белая пешка · c2 белый ферзь · f2 белая пешка · d1 белая ладья · e1 белая ладья · g1 белый король | d8 чёрная ладья · g8 чёрный король · c7 чёрная пешка · d7 чёрный ферзь · e7 чёрный конь · f7 чёрная пешка · g7 чёрная пешка · b6 чёрная пешка · h6 чёрная пешка · a5 чёрная пешка · d5 белая пешка · a4 белая пешка · d4 чёрная пешка · f4 чёрная ладья · g4 белая пешка · c3 белая пешка · e3 белый конь · g3 белая пешка · b2 белая пешка · c2 белый ферзь · f2 белая пешка · d1 белая ладья · e1 белая ладья · g1 белый король | 4 |
| 3 | d8 чёрная ладья · g8 чёрный король · c7 чёрная пешка · d7 чёрный ферзь · e7 чёрный конь · f7 чёрная пешка · g7 чёрная пешка · b6 чёрная пешка · h6 чёрная пешка · a5 чёрная пешка · d5 белая пешка · a4 белая пешка · d4 чёрная пешка · f4 чёрная ладья · g4 белая пешка · c3 белая пешка · e3 белый конь · g3 белая пешка · b2 белая пешка · c2 белый ферзь · f2 белая пешка · d1 белая ладья · e1 белая ладья · g1 белый король | d8 чёрная ладья · g8 чёрный король · c7 чёрная пешка · d7 чёрный ферзь · e7 чёрный конь · f7 чёрная пешка · g7 чёрная пешка · b6 чёрная пешка · h6 чёрная пешка · a5 чёрная пешка · d5 белая пешка · a4 белая пешка · d4 чёрная пешка · f4 чёрная ладья · g4 белая пешка · c3 белая пешка · e3 белый конь · g3 белая пешка · b2 белая пешка · c2 белый ферзь · f2 белая пешка · d1 белая ладья · e1 белая ладья · g1 белый король | d8 чёрная ладья · g8 чёрный король · c7 чёрная пешка · d7 чёрный ферзь · e7 чёрный конь · f7 чёрная пешка · g7 чёрная пешка · b6 чёрная пешка · h6 чёрная пешка · a5 чёрная пешка · d5 белая пешка · a4 белая пешка · d4 чёрная пешка · f4 чёрная ладья · g4 белая пешка · c3 белая пешка · e3 белый конь · g3 белая пешка · b2 белая пешка · c2 белый ферзь · f2 белая пешка · d1 белая ладья · e1 белая ладья · g1 белый король | d8 чёрная ладья · g8 чёрный король · c7 чёрная пешка · d7 чёрный ферзь · e7 чёрный конь · f7 чёрная пешка · g7 чёрная пешка · b6 чёрная пешка · h6 чёрная пешка · a5 чёрная пешка · d5 белая пешка · a4 белая пешка · d4 чёрная пешка · f4 чёрная ладья · g4 белая пешка · c3 белая пешка · e3 белый конь · g3 белая пешка · b2 белая пешка · c2 белый ферзь · f2 белая пешка · d1 белая ладья · e1 белая ладья · g1 белый король | d8 чёрная ладья · g8 чёрный король · c7 чёрная пешка · d7 чёрный ферзь · e7 чёрный конь · f7 чёрная пешка · g7 чёрная пешка · b6 чёрная пешка · h6 чёрная пешка · a5 чёрная пешка · d5 белая пешка · a4 белая пешка · d4 чёрная пешка · f4 чёрная ладья · g4 белая пешка · c3 белая пешка · e3 белый конь · g3 белая пешка · b2 белая пешка · c2 белый ферзь · f2 белая пешка · d1 белая ладья · e1 белая ладья · g1 белый король | d8 чёрная ладья · g8 чёрный король · c7 чёрная пешка · d7 чёрный ферзь · e7 чёрный конь · f7 чёрная пешка · g7 чёрная пешка · b6 чёрная пешка · h6 чёрная пешка · a5 чёрная пешка · d5 белая пешка · a4 белая пешка · d4 чёрная пешка · f4 чёрная ладья · g4 белая пешка · c3 белая пешка · e3 белый конь · g3 белая пешка · b2 белая пешка · c2 белый ферзь · f2 белая пешка · d1 белая ладья · e1 белая ладья · g1 белый король | d8 чёрная ладья · g8 чёрный король · c7 чёрная пешка · d7 чёрный ферзь · e7 чёрный конь · f7 чёрная пешка · g7 чёрная пешка · b6 чёрная пешка · h6 чёрная пешка · a5 чёрная пешка · d5 белая пешка · a4 белая пешка · d4 чёрная пешка · f4 чёрная ладья · g4 белая пешка · c3 белая пешка · e3 белый конь · g3 белая пешка · b2 белая пешка · c2 белый ферзь · f2 белая пешка · d1 белая ладья · e1 белая ладья · g1 белый король | d8 чёрная ладья · g8 чёрный король · c7 чёрная пешка · d7 чёрный ферзь · e7 чёрный конь · f7 чёрная пешка · g7 чёрная пешка · b6 чёрная пешка · h6 чёрная пешка · a5 чёрная пешка · d5 белая пешка · a4 белая пешка · d4 чёрная пешка · f4 чёрная ладья · g4 белая пешка · c3 белая пешка · e3 белый конь · g3 белая пешка · b2 белая пешка · c2 белый ферзь · f2 белая пешка · d1 белая ладья · e1 белая ладья · g1 белый король | 3 |
| 2 | d8 чёрная ладья · g8 чёрный король · c7 чёрная пешка · d7 чёрный ферзь · e7 чёрный конь · f7 чёрная пешка · g7 чёрная пешка · b6 чёрная пешка · h6 чёрная пешка · a5 чёрная пешка · d5 белая пешка · a4 белая пешка · d4 чёрная пешка · f4 чёрная ладья · g4 белая пешка · c3 белая пешка · e3 белый конь · g3 белая пешка · b2 белая пешка · c2 белый ферзь · f2 белая пешка · d1 белая ладья · e1 белая ладья · g1 белый король | d8 чёрная ладья · g8 чёрный король · c7 чёрная пешка · d7 чёрный ферзь · e7 чёрный конь · f7 чёрная пешка · g7 чёрная пешка · b6 чёрная пешка · h6 чёрная пешка · a5 чёрная пешка · d5 белая пешка · a4 белая пешка · d4 чёрная пешка · f4 чёрная ладья · g4 белая пешка · c3 белая пешка · e3 белый конь · g3 белая пешка · b2 белая пешка · c2 белый ферзь · f2 белая пешка · d1 белая ладья · e1 белая ладья · g1 белый король | d8 чёрная ладья · g8 чёрный король · c7 чёрная пешка · d7 чёрный ферзь · e7 чёрный конь · f7 чёрная пешка · g7 чёрная пешка · b6 чёрная пешка · h6 чёрная пешка · a5 чёрная пешка · d5 белая пешка · a4 белая пешка · d4 чёрная пешка · f4 чёрная ладья · g4 белая пешка · c3 белая пешка · e3 белый конь · g3 белая пешка · b2 белая пешка · c2 белый ферзь · f2 белая пешка · d1 белая ладья · e1 белая ладья · g1 белый король | d8 чёрная ладья · g8 чёрный король · c7 чёрная пешка · d7 чёрный ферзь · e7 чёрный конь · f7 чёрная пешка · g7 чёрная пешка · b6 чёрная пешка · h6 чёрная пешка · a5 чёрная пешка · d5 белая пешка · a4 белая пешка · d4 чёрная пешка · f4 чёрная ладья · g4 белая пешка · c3 белая пешка · e3 белый конь · g3 белая пешка · b2 белая пешка · c2 белый ферзь · f2 белая пешка · d1 белая ладья · e1 белая ладья · g1 белый король | d8 чёрная ладья · g8 чёрный король · c7 чёрная пешка · d7 чёрный ферзь · e7 чёрный конь · f7 чёрная пешка · g7 чёрная пешка · b6 чёрная пешка · h6 чёрная пешка · a5 чёрная пешка · d5 белая пешка · a4 белая пешка · d4 чёрная пешка · f4 чёрная ладья · g4 белая пешка · c3 белая пешка · e3 белый конь · g3 белая пешка · b2 белая пешка · c2 белый ферзь · f2 белая пешка · d1 белая ладья · e1 белая ладья · g1 белый король | d8 чёрная ладья · g8 чёрный король · c7 чёрная пешка · d7 чёрный ферзь · e7 чёрный конь · f7 чёрная пешка · g7 чёрная пешка · b6 чёрная пешка · h6 чёрная пешка · a5 чёрная пешка · d5 белая пешка · a4 белая пешка · d4 чёрная пешка · f4 чёрная ладья · g4 белая пешка · c3 белая пешка · e3 белый конь · g3 белая пешка · b2 белая пешка · c2 белый ферзь · f2 белая пешка · d1 белая ладья · e1 белая ладья · g1 белый король | d8 чёрная ладья · g8 чёрный король · c7 чёрная пешка · d7 чёрный ферзь · e7 чёрный конь · f7 чёрная пешка · g7 чёрная пешка · b6 чёрная пешка · h6 чёрная пешка · a5 чёрная пешка · d5 белая пешка · a4 белая пешка · d4 чёрная пешка · f4 чёрная ладья · g4 белая пешка · c3 белая пешка · e3 белый конь · g3 белая пешка · b2 белая пешка · c2 белый ферзь · f2 белая пешка · d1 белая ладья · e1 белая ладья · g1 белый король | d8 чёрная ладья · g8 чёрный король · c7 чёрная пешка · d7 чёрный ферзь · e7 чёрный конь · f7 чёрная пешка · g7 чёрная пешка · b6 чёрная пешка · h6 чёрная пешка · a5 чёрная пешка · d5 белая пешка · a4 белая пешка · d4 чёрная пешка · f4 чёрная ладья · g4 белая пешка · c3 белая пешка · e3 белый конь · g3 белая пешка · b2 белая пешка · c2 белый ферзь · f2 белая пешка · d1 белая ладья · e1 белая ладья · g1 белый король | 2 |
| 1 | d8 чёрная ладья · g8 чёрный король · c7 чёрная пешка · d7 чёрный ферзь · e7 чёрный конь · f7 чёрная пешка · g7 чёрная пешка · b6 чёрная пешка · h6 чёрная пешка · a5 чёрная пешка · d5 белая пешка · a4 белая пешка · d4 чёрная пешка · f4 чёрная ладья · g4 белая пешка · c3 белая пешка · e3 белый конь · g3 белая пешка · b2 белая пешка · c2 белый ферзь · f2 белая пешка · d1 белая ладья · e1 белая ладья · g1 белый король | d8 чёрная ладья · g8 чёрный король · c7 чёрная пешка · d7 чёрный ферзь · e7 чёрный конь · f7 чёрная пешка · g7 чёрная пешка · b6 чёрная пешка · h6 чёрная пешка · a5 чёрная пешка · d5 белая пешка · a4 белая пешка · d4 чёрная пешка · f4 чёрная ладья · g4 белая пешка · c3 белая пешка · e3 белый конь · g3 белая пешка · b2 белая пешка · c2 белый ферзь · f2 белая пешка · d1 белая ладья · e1 белая ладья · g1 белый король | d8 чёрная ладья · g8 чёрный король · c7 чёрная пешка · d7 чёрный ферзь · e7 чёрный конь · f7 чёрная пешка · g7 чёрная пешка · b6 чёрная пешка · h6 чёрная пешка · a5 чёрная пешка · d5 белая пешка · a4 белая пешка · d4 чёрная пешка · f4 чёрная ладья · g4 белая пешка · c3 белая пешка · e3 белый конь · g3 белая пешка · b2 белая пешка · c2 белый ферзь · f2 белая пешка · d1 белая ладья · e1 белая ладья · g1 белый король | d8 чёрная ладья · g8 чёрный король · c7 чёрная пешка · d7 чёрный ферзь · e7 чёрный конь · f7 чёрная пешка · g7 чёрная пешка · b6 чёрная пешка · h6 чёрная пешка · a5 чёрная пешка · d5 белая пешка · a4 белая пешка · d4 чёрная пешка · f4 чёрная ладья · g4 белая пешка · c3 белая пешка · e3 белый конь · g3 белая пешка · b2 белая пешка · c2 белый ферзь · f2 белая пешка · d1 белая ладья · e1 белая ладья · g1 белый король | d8 чёрная ладья · g8 чёрный король · c7 чёрная пешка · d7 чёрный ферзь · e7 чёрный конь · f7 чёрная пешка · g7 чёрная пешка · b6 чёрная пешка · h6 чёрная пешка · a5 чёрная пешка · d5 белая пешка · a4 белая пешка · d4 чёрная пешка · f4 чёрная ладья · g4 белая пешка · c3 белая пешка · e3 белый конь · g3 белая пешка · b2 белая пешка · c2 белый ферзь · f2 белая пешка · d1 белая ладья · e1 белая ладья · g1 белый король | d8 чёрная ладья · g8 чёрный король · c7 чёрная пешка · d7 чёрный ферзь · e7 чёрный конь · f7 чёрная пешка · g7 чёрная пешка · b6 чёрная пешка · h6 чёрная пешка · a5 чёрная пешка · d5 белая пешка · a4 белая пешка · d4 чёрная пешка · f4 чёрная ладья · g4 белая пешка · c3 белая пешка · e3 белый конь · g3 белая пешка · b2 белая пешка · c2 белый ферзь · f2 белая пешка · d1 белая ладья · e1 белая ладья · g1 белый король | d8 чёрная ладья · g8 чёрный король · c7 чёрная пешка · d7 чёрный ферзь · e7 чёрный конь · f7 чёрная пешка · g7 чёрная пешка · b6 чёрная пешка · h6 чёрная пешка · a5 чёрная пешка · d5 белая пешка · a4 белая пешка · d4 чёрная пешка · f4 чёрная ладья · g4 белая пешка · c3 белая пешка · e3 белый конь · g3 белая пешка · b2 белая пешка · c2 белый ферзь · f2 белая пешка · d1 белая ладья · e1 белая ладья · g1 белый король | d8 чёрная ладья · g8 чёрный король · c7 чёрная пешка · d7 чёрный ферзь · e7 чёрный конь · f7 чёрная пешка · g7 чёрная пешка · b6 чёрная пешка · h6 чёрная пешка · a5 чёрная пешка · d5 белая пешка · a4 белая пешка · d4 чёрная пешка · f4 чёрная ладья · g4 белая пешка · c3 белая пешка · e3 белый конь · g3 белая пешка · b2 белая пешка · c2 белый ферзь · f2 белая пешка · d1 белая ладья · e1 белая ладья · g1 белый король | 1 |
|   | a | b | c | d | e | f | g | h |   |

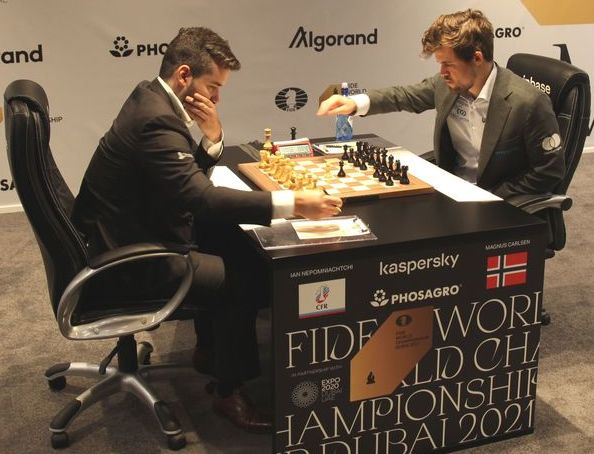
Начало 11-й партии в матче

Последняя партия матча, по итогу которой Магнус Карлсен набрал 7,5 очков и досрочно защитил титул чемпиона мира. Была разыграна итальянская партия с переменой ходов. В середине партии Непомнящий (белые) совершил зевок, напав ходом 23. g3?? на ладью чёрных, в результате чего получил проигранную позицию ввиду дальнейших ходов 23. …dxe3 и 24. …Фxg4+ и атаки на короля белых.

Итальянская партия, защита двух коней (ECO C54)
1. e4 e5 2. Кf3 Кc6 3. Сc4 Кf6 4. d3 Сc5 5. c3 d6 6. O-O a5 7. Лe1 Сa7 8. Кa3 h6 9. Кc2 O-O 10. Сe3 Сxe3 11. Кxe3 Лe8 12. a4 Сe6 13. Сxe6 Лxe6 14. Фb3 b6 15. Лad1 Кe7 16. h3 Фd7 17. Кh2 Лd8 18. Кhg4 Кxg4 19. hxg4 d5 20. d4 exd4 21. exd5 Лe4 22. Фc2 Лf4 23. g3?? (диаграмма) dxe3 24. gxf4 Фxg4+ 25. Крf1 Фh3+ 26. Крg1 Кf5 27. d6 Кh4 28. fxe3 Фg3+ 29. Крf1 Кf3 30. Фf2 Фh3+ 31. Фg2 Фxg2+ 32. Крxg2 Кxe1+ 33. Лxe1 Лxd6 34. Крf3 Лd2 35. Лb1 g6 36. b4 axb4 37. Лxb4 Лa2 38. Крe4 h5 39. Крd5 Лc2 40. Лb3 h4 41. Крc6 h3 42. Крxc7 h2 43. Лb1 Лxc3+ 44. Крxb6 Лb3+ 45. Лxb3 h1=Ф 46. a5 Фe4 47. Крa7 Фe7+ 48. Крa8 Крg7 49. Лb6 Фc5 0-1
После матча чемпион мира сделал заявление о том, что ему будет сложно быть мотивированным защищать титул чемпиона мира, в случае если «кто-то другой кроме Алирезы Фируджи выиграет турнир претендентов».